# Potsdam

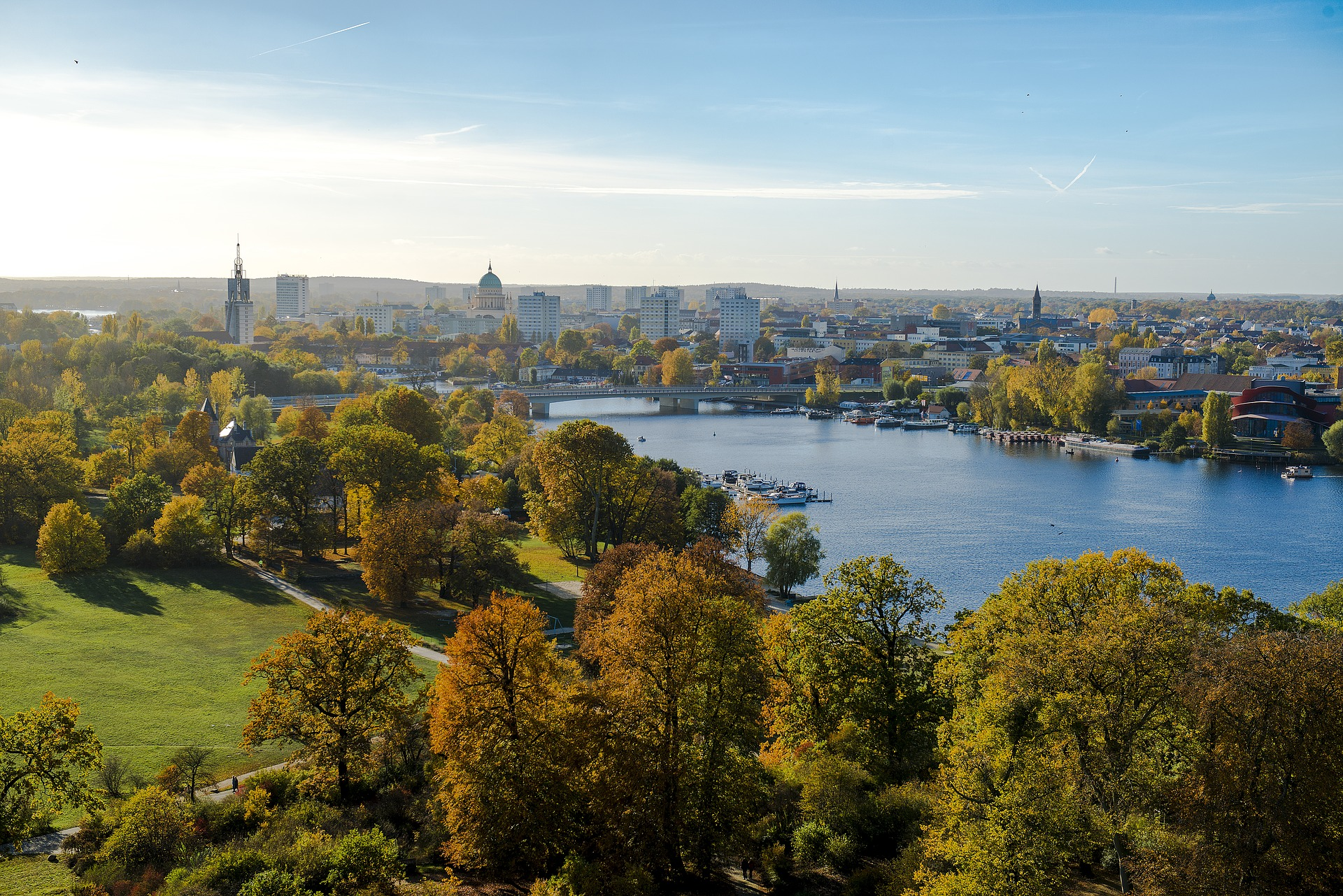
Die Stadtlandschaft von Potsdam (2017)

Potsdam [ˈpɔt͡sdam] ist die Hauptstadt des Landes Brandenburg und mit knapp 190.000 Einwohnern auch dessen bevölkerungsreichste Stadt. Das an der Havel gelegene Potsdam zählt zu den prosperierenden Orten im Ballungsraum Berlin, der rund 4,8 Millionen Einwohner umfasst. Potsdam liegt unmittelbar südwestlich von Berlin und grenzt dort an die Bezirke Spandau und Steglitz-Zehlendorf.
Die Stadt ist mit ihren zahlreichen Schloss- und Parkanlagen und der bedeutenden Kernstadt als ehemalige Residenzstadt der preußischen Könige bekannt. Ihre Kulturlandschaften wurden 1990 von der UNESCO als größtes Ensemble der deutschen Welterbestätten in die Weltkultur- und Naturerbeliste der Menschheit aufgenommen.
Das 1912 in Potsdam als erstes großes Filmatelier der Welt gegründete Studio Babelsberg zählt zu den modernsten Zentren der Film- und Fernsehproduktion in Europa. 2019 wurde Potsdam bei der UNESCO in das Netzwerk der kreativen Filmstädte aufgenommen.
Potsdam entwickelte sich seit der Mitte des 19. Jahrhunderts zu einem europäischen Wissenschaftszentrum. Drei öffentliche Hochschulen und mehr als 30 Forschungsinstitute sind in der Stadt ansässig.

## Geographie

### Lage
Potsdam befindet sich südwestlich von Berlin, an das es direkt angrenzt, am Mittellauf der Havel in einer Wald- und Seenlandschaft. Sie ist geprägt durch den Wechsel von breiten Talniederungen und Moränenhügeln, wie dem südlich gelegenen Saarmunder Endmoränenbogen. Die höchste Erhebung im Stadtgebiet ist der Kleine Ravensberg mit 114,2 m ü. NHN. Die tiefste Stelle ist der mittlere Wasserspiegel der Havelgewässer mit 29 m ü. NHN. Das Stadtgebiet besteht zu rund 75 % aus Grün-, Wasser- und Landwirtschaftsfläche, 25 % sind bebaut.
Insgesamt befinden sich über 20 Gewässer in Potsdam. Im urbanen Zentrum sind dies unter anderem der Heilige See, der Aradosee, der Templiner See, der Tiefe See und der Griebnitzsee. In den ländlich geprägten Außenbereichen befinden sich unter anderem der Sacrower See, der Lehnitzsee, der Groß Glienicker See, der Fahrlander See und der Weiße See.
Zu den Gewässern gehören neben der Potsdamer Havel, die viele der Seen verbindet, der Sacrow-Paretzer Kanal, der Teltowkanal, die Nuthe und die Wublitz. Die Potsdamer Havel fließt am Strandbad Babelsberg bei 29,4 m ü. NHN. Ablagerungen der Nuthe bildeten früher Teile der Freundschaftsinsel.
Potsdam und Berlin sind neben Wiesbaden und Mainz die einzigen beiden Landeshauptstädte deutscher Bundesländer mit einer gemeinsamen Stadtgrenze.
Im Stadtgebiet befinden sich fünf ausgewiesene Naturschutzgebiete (Stand: 2018) und mehr als 50 Naturdenkmale.

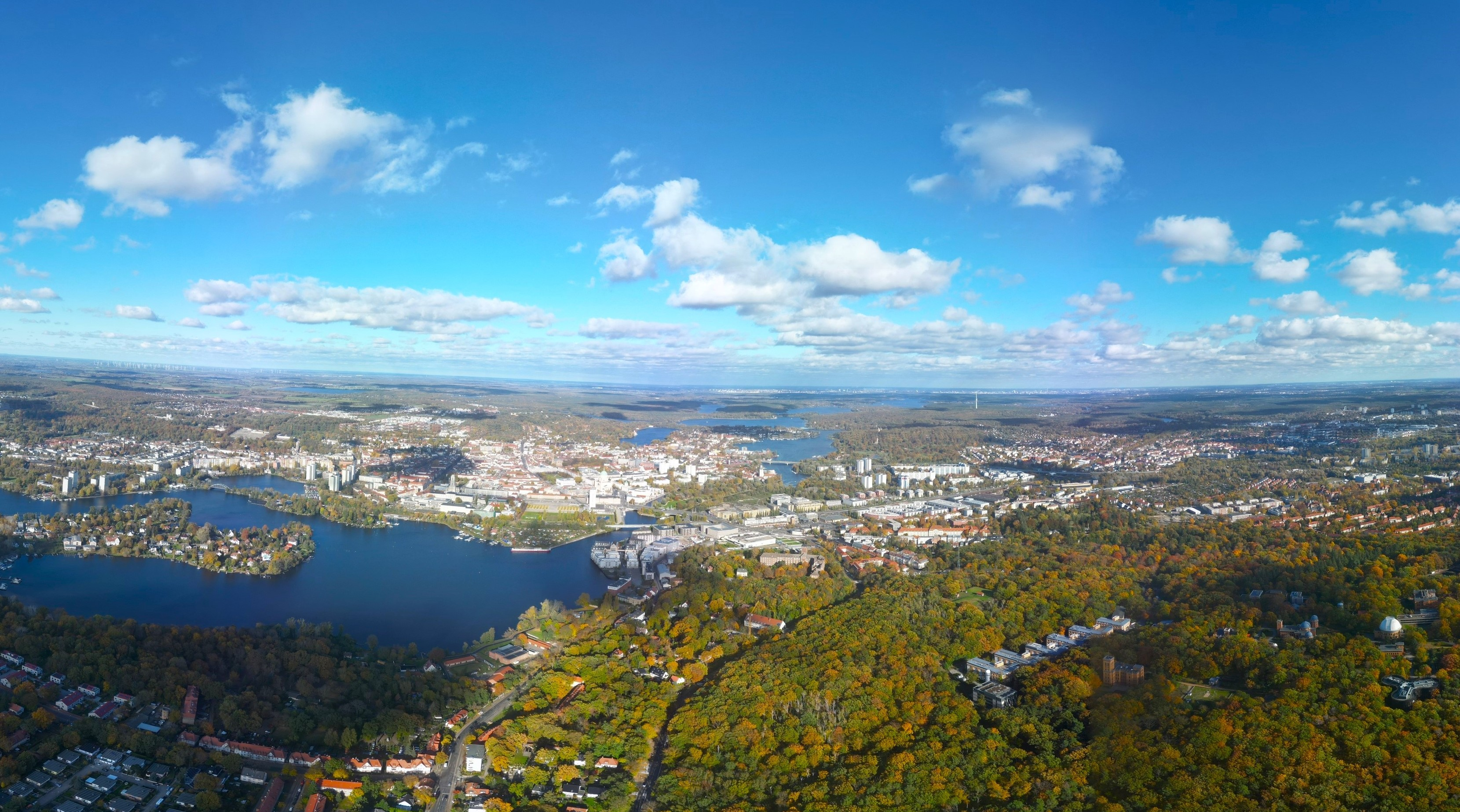
Luftbild Potsdam (2023): Im Vordergrund der Telegrafenberg mit dem Astrophysikalischen Institut Potsdam, dem Potsdam-Institut für Klimafolgenforschung, dem Deutschen GeoForschungsZentrum und der Außenstelle des Alfred-Wegener-Instituts, mittig der Hauptbahnhof mit Potsdam Center Nord, halblinks das Zentrum der Stadt mit dem Alten Markt

### Region
Potsdam liegt innerhalb der Agglomeration Berlin, einem Einzugsgebiet von rund 4,83 Millionen Einwohnern (Stand: Ende 2023). Es gehört damit auch der europäischen Metropolregion Berlin-Brandenburg an, deren Außengrenze mit der des Landes Brandenburg identisch ist.
Folgende Städte und Gemeinden grenzen an Potsdam, Auflistung im Uhrzeigersinn, beginnend im Nordosten:
Berlin sowie Stahnsdorf, Nuthetal, Michendorf, Schwielowsee (Geltow, Caputh, Ferch) und Werder (Havel) im Landkreis Potsdam-Mittelmark sowie Ketzin/Havel, Wustermark und Dallgow-Döberitz im Landkreis Havelland.

### Stadtgliederung
Die Stadt Potsdam ist in 32 Stadtteile gegliedert, die sich in 86 statistische Bezirke unterteilen.
Es wird unterschieden zwischen den älteren Stadtteilen, die aus Arealen der historischen Stadt und spätestens 1939 eingemeindeten Orten gebildet wurden – das sind die Innenstadt, die westlichen und nördliche Vorstädte, Bornim, Bornstedt, Nedlitz, Potsdam-Süd, Babelsberg sowie Drewitz, Stern und Kirchsteigfeld –, und den nach 1990 eingegliederten Gemeinden, die seit 2003 als Ortsteile gemäß Potsdamer Hauptsatzung eigene, von der Bevölkerung gewählte Ortsbeiräte und einen Ortsvorsteher besitzen – das sind Eiche, Fahrland, Golm, Groß Glienicke, Grube, Marquardt, Neu Fahrland, Satzkorn und Uetz-Paaren. Die neuen Ortsteile liegen im Wesentlichen im Norden der Stadt. Zum geschichtlichen Verlauf aller Eingemeindungen siehe den entsprechenden Abschnitt zu Ein- und Ausgliederungen.

Übersichtskarte zur Gliederung Potsdams

Gliederung mit statistischer Nummerierung:
- 1 Potsdam Nord
  - 11 Bornim
  - 12 Nedlitz
  - 13 Bornstedt
  - 14 Sacrow
  - 15 Eiche
  - 16 Grube
  - 17 Golm
- 2 Nördliche Vorstädte
  - 21 Nauener Vorstadt
  - 22 Jägervorstadt
  - 23 Berliner Vorstadt
- 3 Westliche Vorstädte
  - 31 Brandenburger Vorstadt
  - 32 Potsdam West
- 4 Innenstadt
  - 41 Historische Innenstadt
  - 43 Zentrum Ost und Nuthepark
  - 44 Hauptbahnhof und Brauhausberg Nord
- 5 Babelsberg
  - 51 Klein Glienicke
  - 52 Babelsberg Nord
  - 53 Babelsberg Süd
- 6 Potsdam Süd
  - 61 Templiner Vorstadt
  - 62 Teltower Vorstadt
  - 63 Schlaatz
  - 64 Waldstadt I und Industriegelände
  - 65 Waldstadt II
- 7 Potsdam Südost
  - 71 Stern
  - 72 Drewitz
  - 73 Kirchsteigfeld
- 8 Nördliche Ortsteile
  - 81 Uetz-Paaren
  - 82 Marquardt
  - 83 Satzkorn
  - 84 Fahrland
  - 85 Neu Fahrland
  - 86 Groß Glienicke

Zu Potsdam gehören 56 Ortsteile, Gemeindeteile und sonstige Siedlungsplätze.
Zum Ende des Jahres 2019 erfolgte eine Änderung der Gebietsstruktur:
- Der Stadtteil 41 wurde umbenannt: bisher Nördliche Innenstadt, nun Historische Innenstadt.
- Der Stadtteil 42 (Südliche Innenstadt) wurde in die zwei Stadtteile 43 (Zentrum Ost und Nuthepark) und 44 (Hauptbahnhof und Brauhausberg Nord) geteilt. Die Nummer 42 entfiel damit.
- Einige sehr dünn besiedelte Stadtteile wurden aufgelöst:
  - Der Stadtteil 33 (Wildpark) wurde dem Stadtteil 32 (Potsdam-West) angegliedert.
  - Der Stadtteil 66 (Industriegelände) wurde dem Stadtteil 64 (ehemals: Waldstadt I ) angegliedert. Der Stadtteil wurde daraufhin in Waldstadt I und Industriegelände umbenannt.
  - Der Stadtteil 67 (Forst Potsdam Süd) wurde dem Stadtteil 61 (Templiner Vorstadt) angegliedert.

### Ein- und Ausgliederungen
Das Stadtgebiet Potsdams war bis Ende des 19. Jahrhunderts noch relativ klein. Zur Stadt Potsdam zählten außer der Innenstadt nur die Teltower, Brandenburger, Berliner, Jäger- und Nauener Vorstadt. Durch das Anwachsen der Bevölkerung und Bebauung musste das Stadtgebiet mehrmals erweitert werden. Dies geschah in mehreren Abschnitten mit der Eingliederung von benachbarten Rittergütern beziehungsweise Teilen davon. Damit wuchs das Stadtgebiet von 893 Hektar im Jahr 1836 auf 1350 Hektar im Jahr 1905. 1928 wurde der Park von Sanssouci mit den Schlössern sowie ein großer Teil der Insel Tornow (später: Hermannswerder) sowie sechs Gutsbezirke mit Brauhaus- und Telegrafenberg in das Stadtgebiet eingegliedert. Danach betrug die Stadtfläche 3206 Hektar. 1935 wurden Bornim, Bornstedt, Eiche und Nedlitz eingemeindet, 1939 folgten die Industriestadt Babelsberg und weitere Dörfer. 1952 wurden die meisten dieser Gemeinden im Rahmen der Gebietsreform der DDR wieder selbstständig. Im Oktober 2003 erreichte das Stadtgebiet nach zwei neuen Eingemeindungsprozessen im Rahmen der landesweiten Kreisgebietsreform seine heutige Ausdehnung. Dabei kam unter anderem Groß Glienicke hinzu; die Fläche Potsdams wurde allein durch Eingemeindungen von 2003 um 60 % vergrößert, die Einwohnerzahl stieg jedoch nur um 12 %.
Übersicht
Hinweis: Die nicht mehr zu Potsdam gehörenden Orte werden kursiv dargestellt.

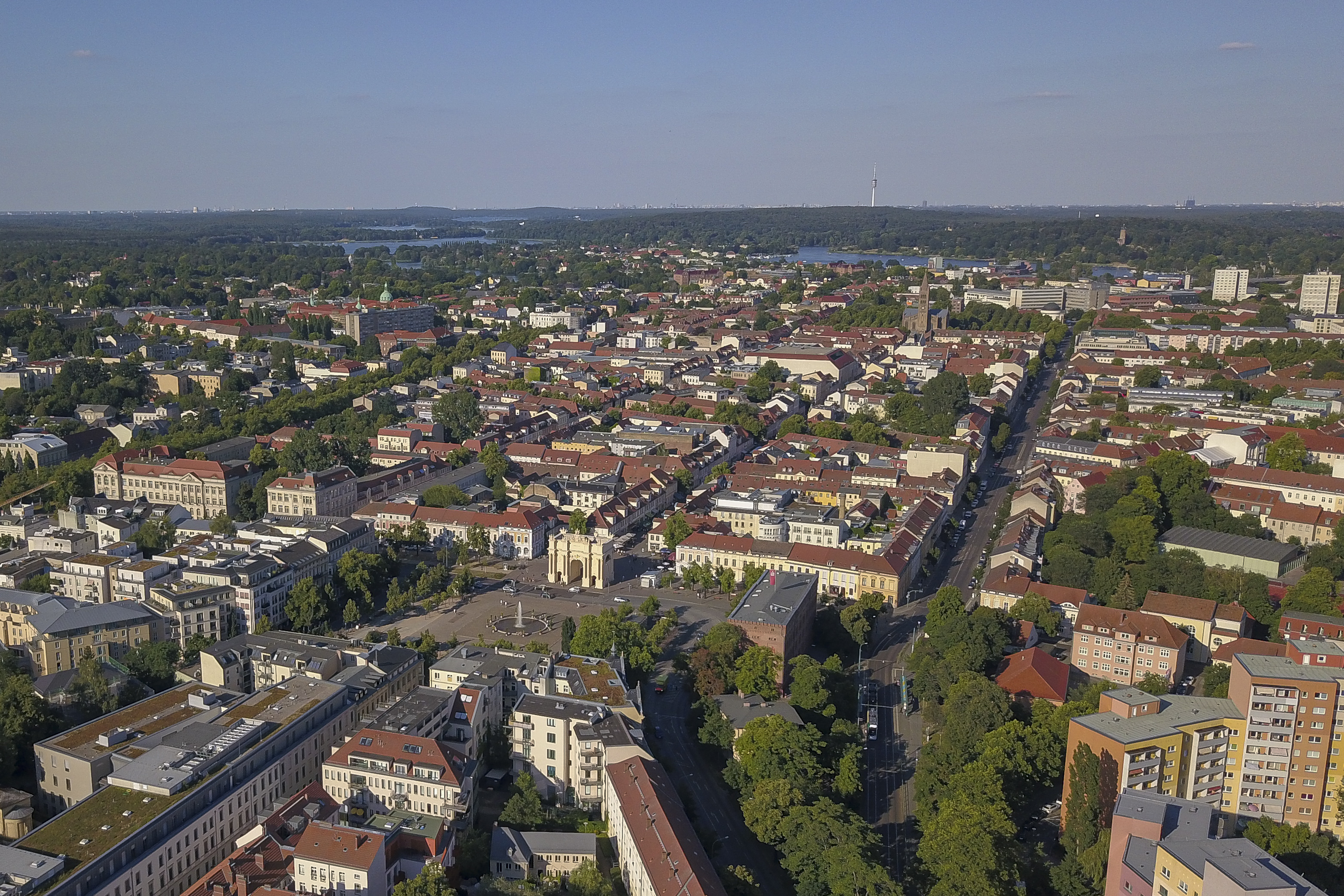
Historische Innenstadt mit Luisenplatz und Brandenburger Tor im Vordergrund sowie der Brandenburger Straße hin zur kath. Kirche St. Peter und Paul

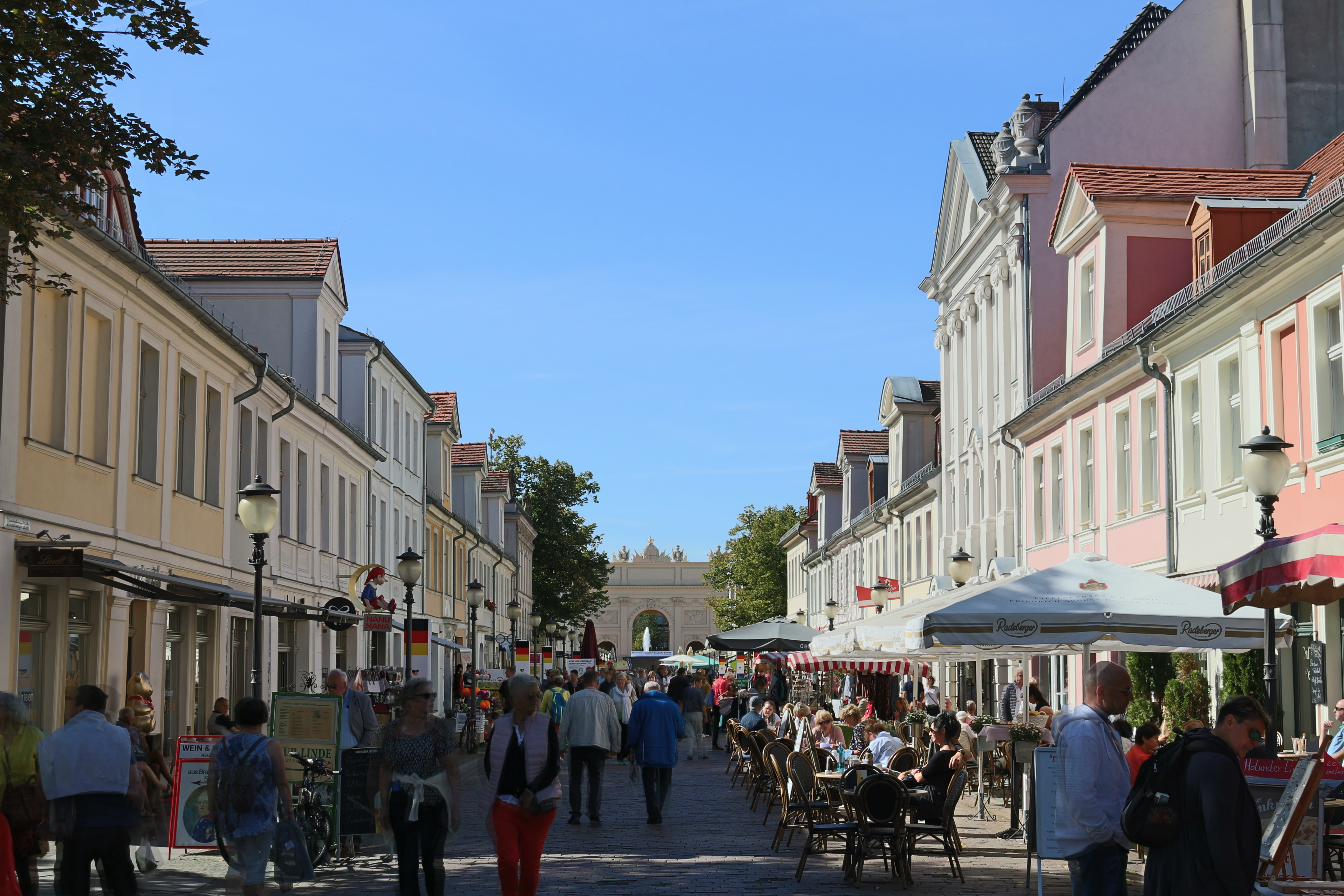
Brandenburger Straße, beliebte Einkaufsstraße und Fußgängerzone im Stadtzentrum

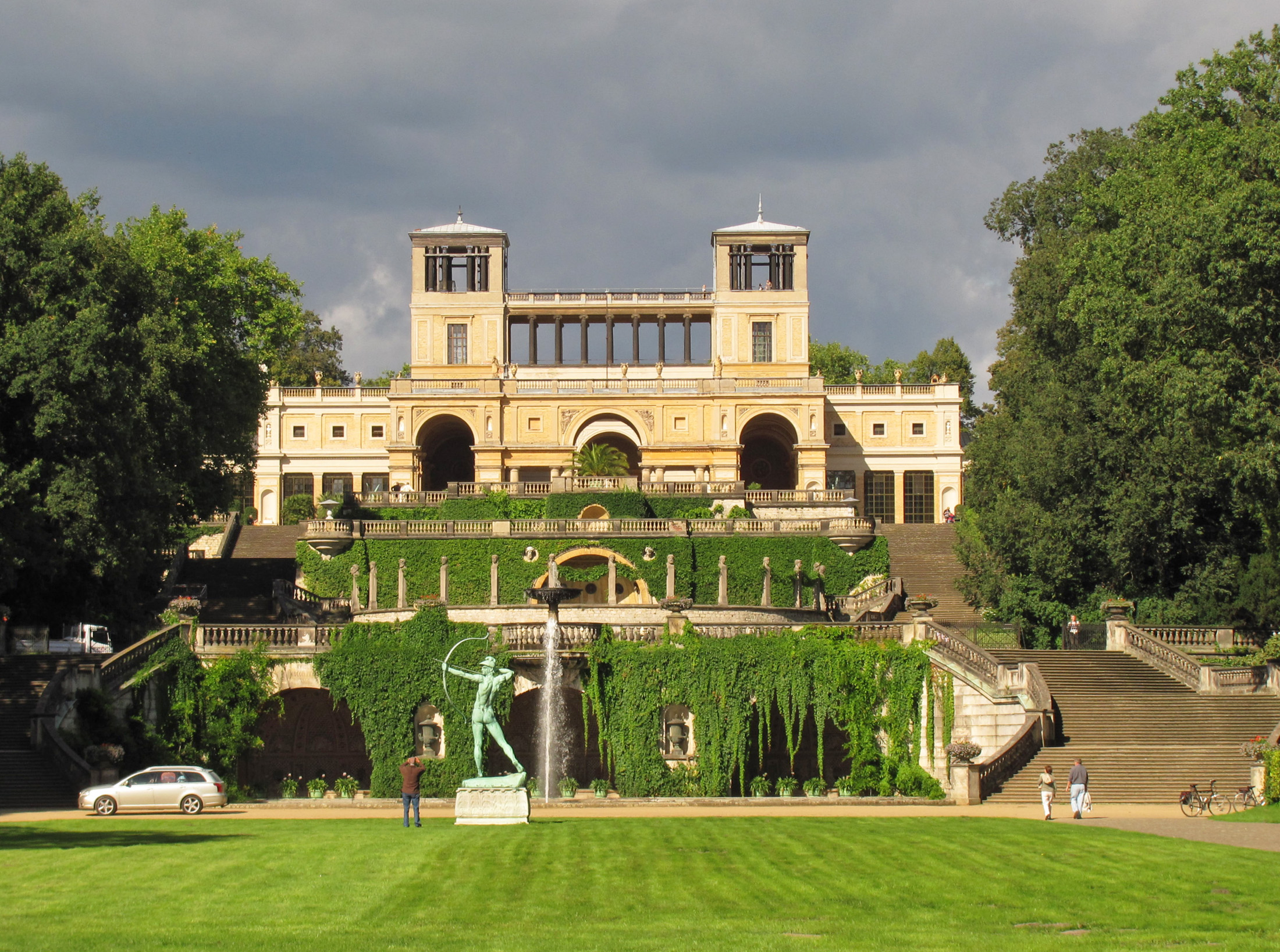
Orangerieschloss im Stil der italienischen Renaissance

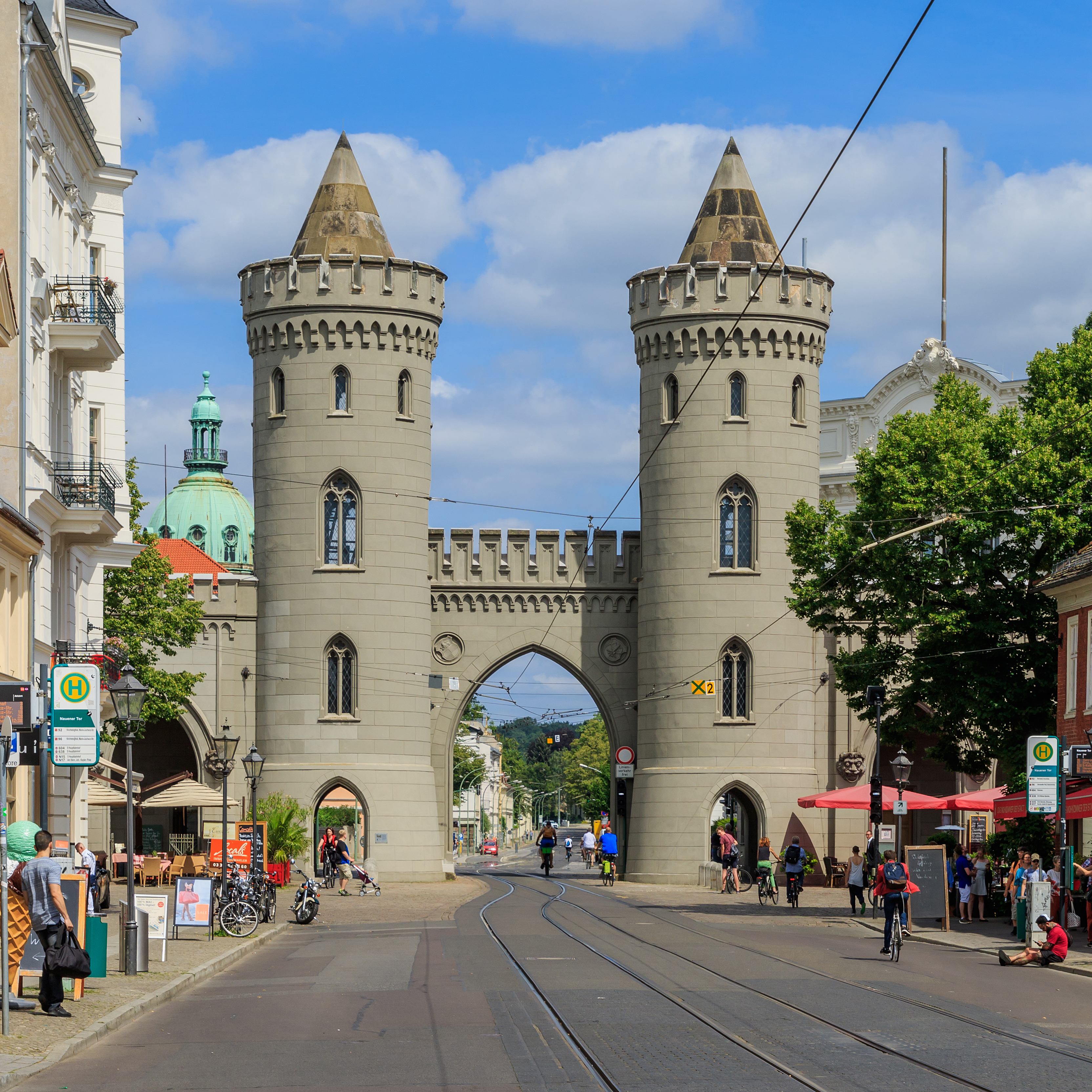
Nauener Tor

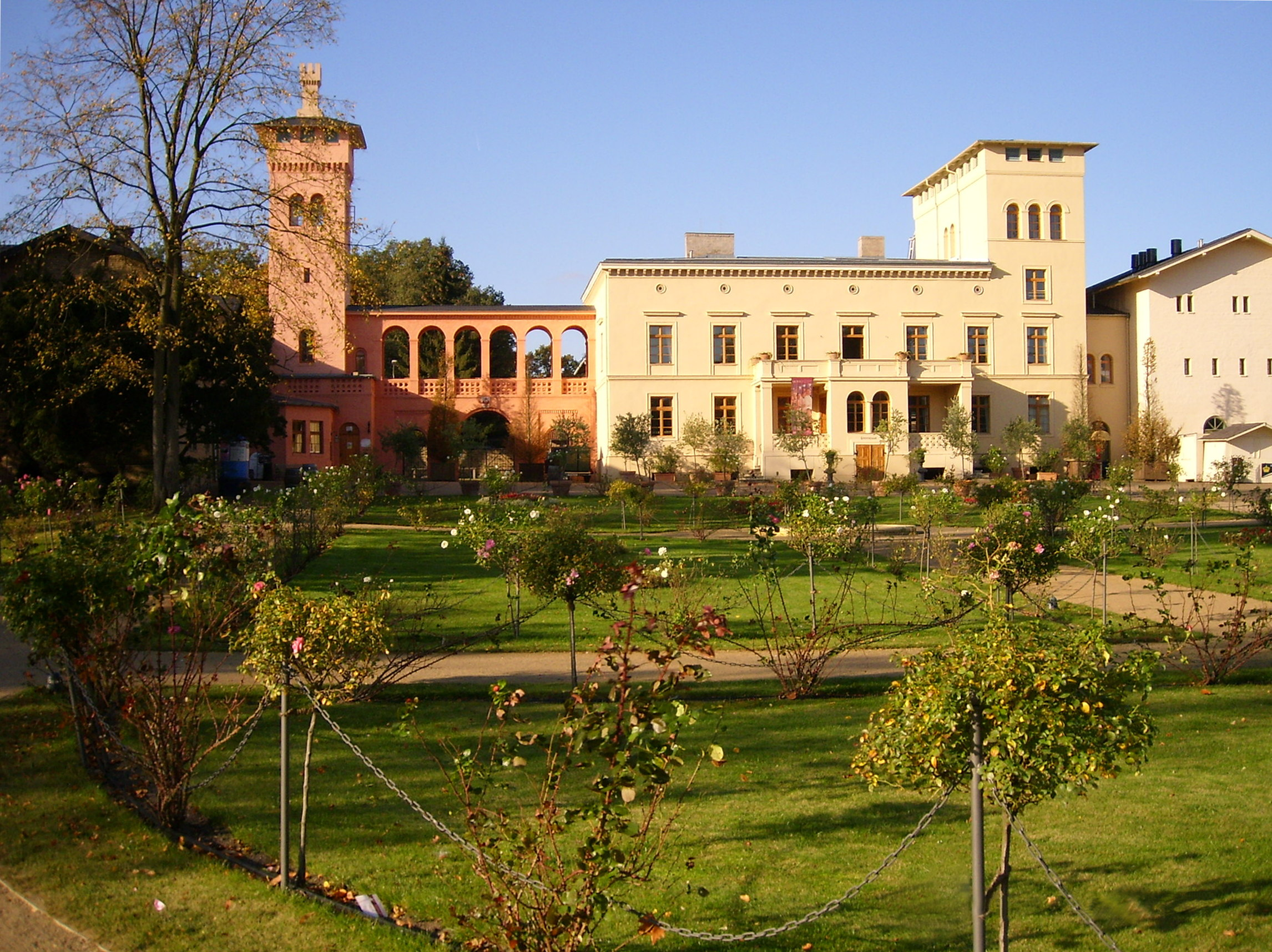
Krongut Bornstedt

| Ehemalige Gemeinde                       | Datum                                                        | Anmerkung |
| ---------------------------------------- | ------------------------------------------------------------ | --- |
| Babelsberg                               | 1. April 1939                                                | |
| Bergholz-Rehbrücke                       | 1. April 1939 25. Juli 1952 26. Oktober 2003                 | Eingemeindung nach Potsdam Ausgliederung aus Potsdam Eingemeindung nach Nuthetal                                |
| Bornim                                   | 1. August 1935                                               | |
| Bornstedt                                | 1. August 1935                                               | |
| Drewitz                                  | 1. April 1939                                                | |
| Eiche                                    | 1. August 1935 25. Juli 1952 1. Januar 1962 6. Dezember 1993 | Eingemeindung nach Potsdam Umgliederung nach Eiche-Golm Ausgliederung aus Eiche-Golm Eingemeindung nach Potsdam |
| Fahrland                                 | 1. April 1939 25. Juli 1952 26. Oktober 2003                 | Eingemeindung nach Potsdam Ausgliederung aus Potsdam Eingemeindung nach Potsdam                                 |
| Geltow                                   | 1. April 1939 25. Juli 1952 31. Dezember 2002                | Eingemeindung nach Potsdam Ausgliederung aus Potsdam Eingemeindung nach Schwielowsee                            |
| Golm                                     | 1. April 1939 25. Juli 1952 1. Januar 1962 26. Oktober 2003  | Eingemeindung nach Potsdam Umgliederung nach Eiche-Golm Ausgliederung aus Eiche-Golm Eingemeindung nach Potsdam |
| Groß Glienicke                           | 1945 26. Oktober 2003                                        | Ausgliederung des Ostteils nach Berlin Eingemeindung des verbliebenen Teils nach Potsdam                        |
| Grube (mit Schlänitzsee)                 | 1. April 1939 25. Juli 1952 6. Dezember 1993                 | Eingemeindung nach Potsdam Ausgliederung aus Potsdam Eingliederung von Nattwerder Eingemeindung nach Potsdam    |
| Kartzow                                  | 14. März 1974                                                | Eingemeindung nach Fahrland                                                                                     |
| Krampnitz                                | 1. April 1939 25. Juli 1952 15. April 1957                   | Eingemeindung nach Potsdam Ausgliederung aus Potsdam Eingemeindung nach Fahrland                                |
| Marquardt                                | 26. Oktober 2003                                             | |
| Nattwerder                               | 1. April 1939 25. Juli 1952                                  | Eingemeindung nach Potsdam Ausgliederung aus Potsdam Eingliederung nach Grube                                   |
| Nedlitz                                  | 1. August 1935                                               | |
| Neubabelsberg (bis 1925 Klein Glienicke) | 1. April 1938                                                | Zusammenschluss mit Nowawes zu Babelsberg                                                                       |
| Neuendorf                                | 1. April 1907                                                | Eingemeindung nach Nowawes                                                                                      |
| Neu Fahrland                             | 1. April 1939 25. Juli 1952 26. Oktober 2003                 | Eingemeindung nach Potsdam Ausgliederung aus Potsdam Eingemeindung nach Potsdam                                 |
| Nowawes                                  | 1. April 1938                                                | Zusammenschluss mit Neubabelsberg zu Babelsberg                                                                 |
| Paaren                                   | 1. Januar 1961                                               | Zusammenschluss mit Uetz zu Uetz-Paaren                                                                         |
| Plantagenhaus, Gutsbezirk                | 1. April 1926                                                | |
| Potsdam-Gut, Gutsbezirk                  | 1. April 1926                                                | |
| Sacrow                                   | 1. April 1939                                                | |
| Satzkorn                                 | 26. Oktober 2003                                             | |
| Tornow, Gutsbezirk                       | 1. April 1926                                                | |
| Uetz                                     | 1. Januar 1961                                               | Zusammenschluss mit Paaren zu Uetz-Paaren                                                                       |
| Uetz-Paaren                              | 26. Oktober 2003                                             | |
| Wilhelmshorst                            | 1. Juli 1950 25. Juli 1952 26. Oktober 2003                  | Eingemeindung nach Potsdam, Ausgliederung aus Potsdam Eingemeindung nach Michendorf                             |

### Klima
In Potsdam herrscht ein gemäßigtes Klima, das sowohl von Norden und Westen her vom atlantischen Klima als auch vom kontinentalen Klima aus Osten beeinflusst wird. Wetterextreme wie Stürme, starker Hagel oder starke Schneefälle sind selten. Die Stadt liegt in der jahresdurchschnittlich wärmsten und niederschlagärmsten Region Deutschlands.
Der Temperaturverlauf entspricht ungefähr dem bundesdeutschen Durchschnitt. Die jahreszeitlichen Temperaturschwankungen sind geringer als im üblichen kontinentalen Klima, aber höher als im ausgeglicheneren Meeresklima der Küstenregionen. Die Niederschlagsmenge ist mit einer Jahressumme von 590 mm relativ gering. So liegt diese zum Beispiel in Barcelona ebenfalls bei 590 mm, in München hingegen bei etwa 1000 mm. Seit Beginn der Aufzeichnungen erlebte Potsdam ungefähr jedes vierte Jahr weiße Weihnachten. Seit Beginn des 20. Jahrhunderts schwanken die Jahresmitteltemperaturen zwischen 6,5 °C und 11 °C.
Die Klimaforschung ist seit etwa 1874 auf dem Telegrafenberg in Potsdam ansässig. Das Potsdam-Institut für Klimafolgenforschung prognostiziert im Rahmen der globalen Erwärmung eine Zunahme der durchschnittlichen Temperaturen und eine weitere Abnahme des Niederschlages für die nächsten Jahrzehnte in der Region Brandenburg.
|                       | Jan  | Feb  | Mär | Apr  | Mai  | Jun  | Jul  | Aug  | Sep  | Okt  | Nov | Dez  |   |      |
| Mittl. Tagesmax. (°C) | 1,7  | 3,5  | 8,1 | 13,5 | 19,1 | 22,4 | 23,6 | 23,4 | 19,2 | 13,7 | 7,1 | 3,0  | ⌀ | 13,2 |
| Mittl. Tagesmin. (°C) | −3,4 | −2,7 | 0,0 | 3,4  | 8,0  | 11,5 | 13,0 | 12,7 | 9,8  | 6,0  | 1,7 | −1,7 | ⌀ | 4,9  |
|                       |      |      |     |      |      |      |      |      |      |      |     |      |   |      |
| Niederschlag (mm)     | 44   | 38   | 38  | 44   | 56   | 69   | 52   | 60   | 46   | 36   | 47  | 55   | Σ | 585  |
|                       |      |      |     |      |      |      |      |      |      |      |     |      |   |      |
| Sonnenstunden (h/d)   | 1,5  | 2,4  | 4,0 | 5,4  | 7,3  | 7,5  | 7,5  | 7,1  | 5,2  | 3,7  | 1,7 | 1,3  | ⌀ | 4,6  |
|                       |      |      |     |      |      |      |      |      |      |      |     |      |   |      |
| Regentage (d)         | 17   | 15   | 12  | 13   | 12   | 12   | 14   | 14   | 12   | 14   | 16  | 15   | Σ | 166  |
|                       |      |      |     |      |      |      |      |      |      |      |     |      |   |      |
| Luftfeuchtigkeit (%)  | 88   | 84   | 77  | 71   | 69   | 71   | 71   | 73   | 79   | 84   | 86  | 89   | ⌀ | 78,5 |

| −3,4 |

| −2,7 |

| 0,0 |

| 3,4 |

| 8,0 |

| 11,5 |

| 13,0 |

| 12,7 |

| 9,8 |

| 6,0 |

| 1,7 |

| −1,7 |

| −3,4 |

| −2,7 |

| 0,0 |

| 3,4 |

| 8,0 |

| 11,5 |

| 13,0 |

| 12,7 |

| 9,8 |

| 6,0 |

| 1,7 |

| −1,7 |

## Geschichte
Die ältesten urkundlichen Belege des Namens der Stadt sind aus den Jahren 993 Poztupimi, 1317 postamp sowie um 1500 Potstamp. Sie gehen auf Slawisch zurück und beschreiben die „Siedlung eines Mannes namens Potstampin“. Die verbreitete Namendeutung „unter den Eichen“ (aus slawisch pod „unter“ und dubimi „Eiche“) ist wissenschaftlich nicht haltbar. Andere Erklärungen (z. B. der Vergleich mit Sorbisch Podstupim „Vorstufe“ oder „Vorposten“) gelten als fragwürdig.

### Entstehung und Entwicklung im Mittelalter

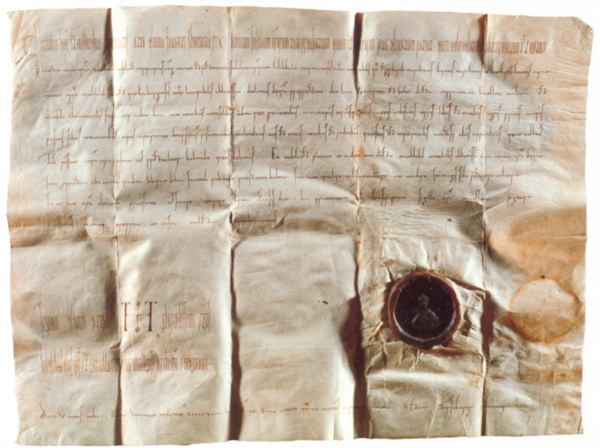
Schenkungsurkunde aus dem Jahr 993

Das heutige Stadtgebiet Potsdams war wahrscheinlich seit der frühen Bronzezeit besiedelt. Nach den Völkerwanderungen errichtete im 7. Jahrhundert der slawische Stamm der Heveller gegenüber der Einmündung der Nuthe eine Burganlage an der Havel.
Die erste urkundliche Erwähnung des Ortes als „Poztupimi“ erfolgte in einer Schenkungsurkunde König Ottos III. an das Stift Quedlinburg am 3. Juli 993. Die Bedeutung des Ortes beruhte auf der Beherrschung des Havelübergangs.
Im Jahr 1157 eroberte Albrecht der Bär die Stadt und gründete die Mark Brandenburg. Durch Albrecht kamen Teile der ehemaligen Nordmark als Mark Brandenburg auch faktisch zum Heiligen Römischen Reich. Potsdam war der südöstliche Eckpfeiler der Mark bis zum Ende des 12. Jahrhunderts. Am Havelübergang wurde eine deutsche steinerne Turmburg erbaut. Im Jahr 1317 wurde die Stadt erstmals als Burg und vor allem Stadt urkundlich unter dem Namen Postamp erwähnt. 1345 erhielt Potsdam das Stadtrecht und blieb die nächsten Jahrhunderte eine kleine Marktstadt. Von 1416 an bis zum Ende des Ersten Weltkriegs im Jahr 1918 und dem damit verbundenen Untergang der Monarchie in Deutschland verblieb Potsdam im Besitz der Hohenzollern. Der verheerende Dreißigjährige Krieg und zwei Großbrände verwüsteten die Stadt.

### Preußische Residenzstadt und Aufschwung

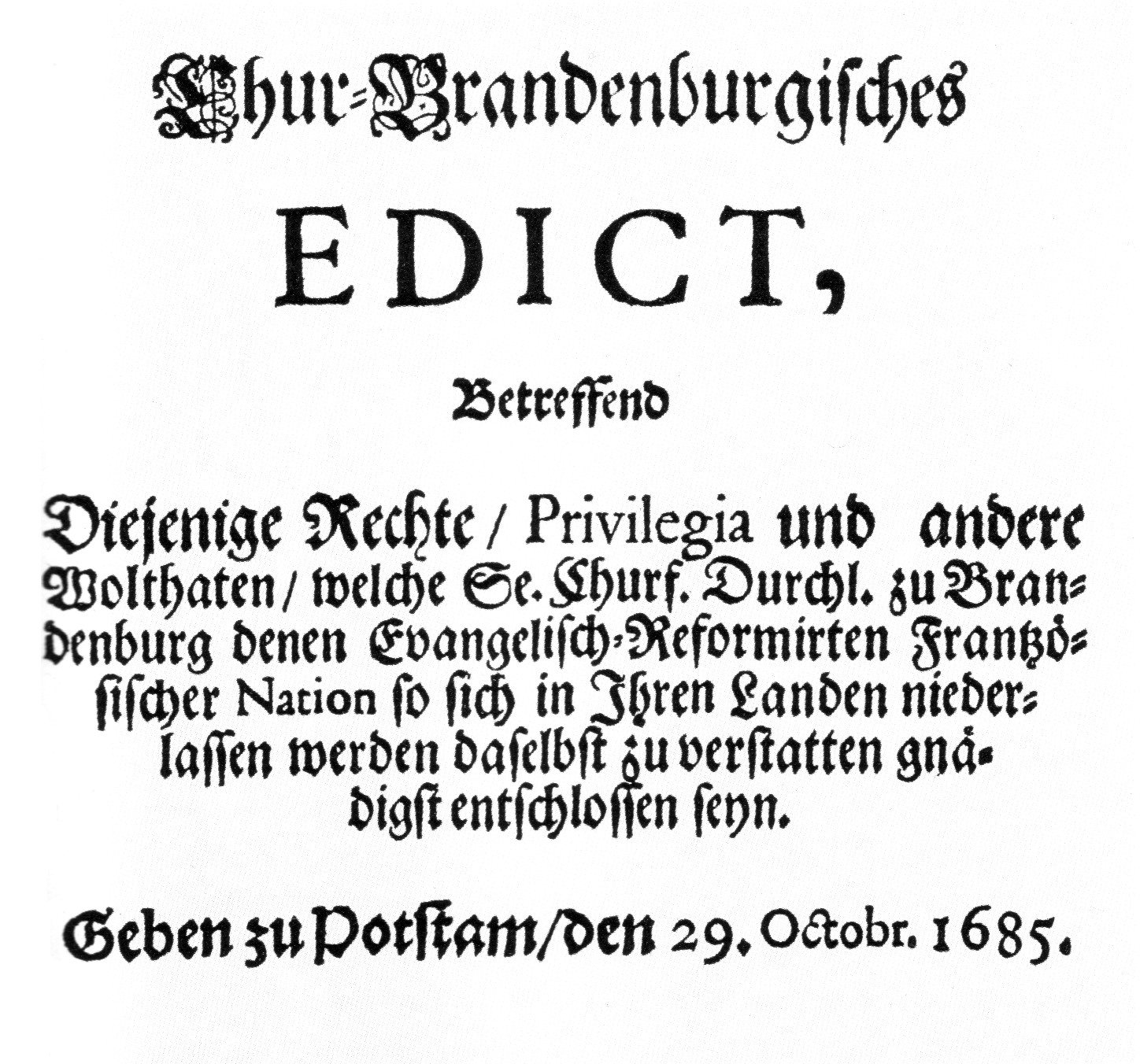
Das Edikt von Potsdam 1685 ermöglichte ein Bevölkerungswachstum nach dem Dreißigjährigen Krieg

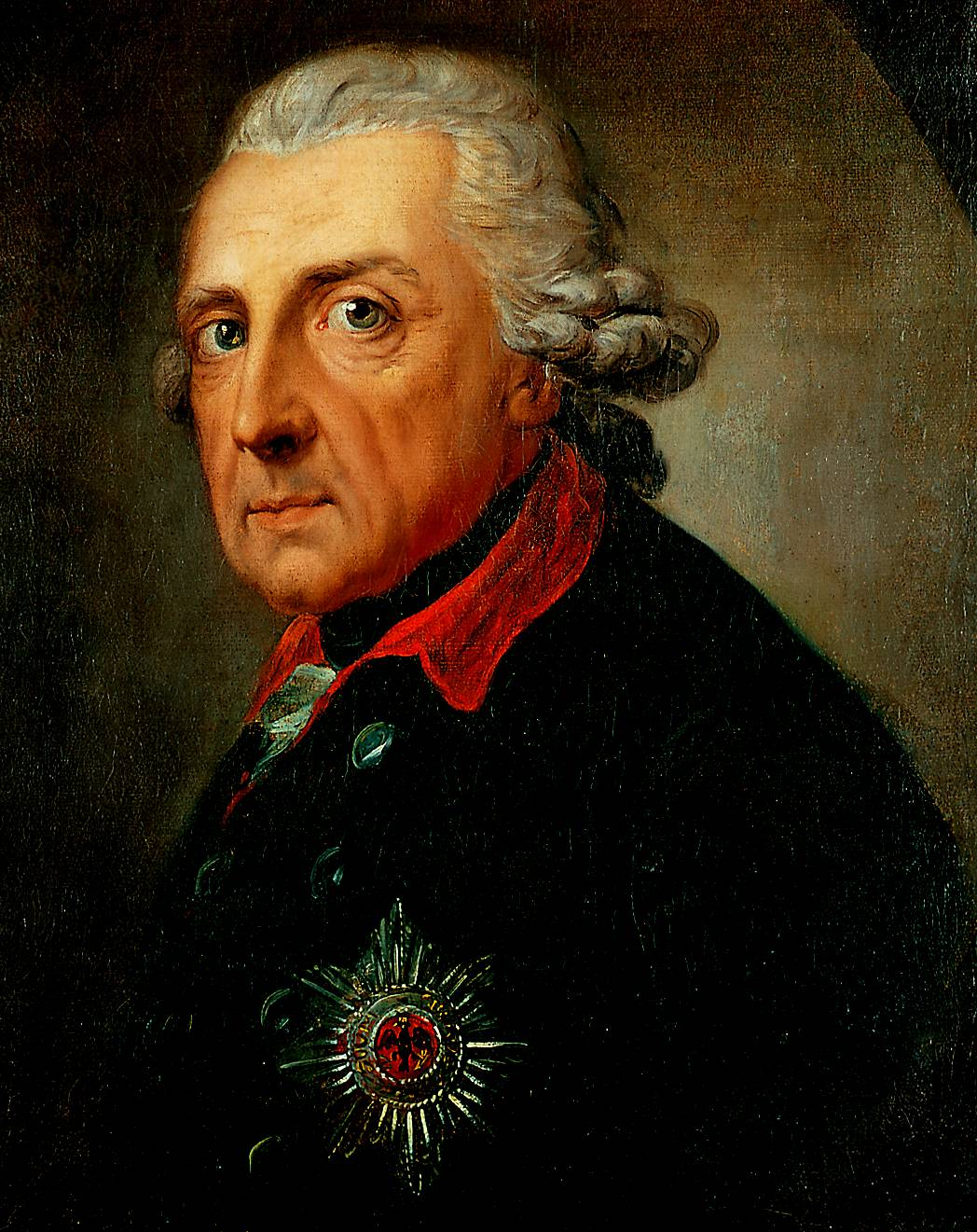
Der aufgeklärte Monarch Friedrich der Große (1712–1786) prägte die Entwicklung der Residenzstadt Potsdam

Mit dem kurmärkischen Landtag 1653, auf dem der Große Kurfürst Friedrich Wilhelm die Macht des Landadels einschränkte, begann die absolutistische Zeit in Brandenburg. Seine Regierungszeit war eine der einflussreichsten in der Geschichte Potsdams. Er kaufte die einzelnen verpfändeten Stadtgebiete zusammen und entschloss sich, die Stadt zu seiner zweiten Residenz neben Berlin auszubauen. Mit dem Ausbau des Stadtschlosses und der Verschönerung der Umgebung entstand ab 1660 ein Entwicklungsschub.
Erst mit Hilfe des Toleranzediktes von Potsdam im Jahr 1685 konnten aufgrund steigender Immigration die Landstriche neu bevölkert werden. Vor allem die verfolgten, protestantischen Hugenotten aus Frankreich flohen in den Schutz der brandenburgischen Gebiete. Etwa 20.000 Menschen folgten dem Angebot und verhalfen der Wirtschaft mit ihrem Fachwissen zum Aufschwung.

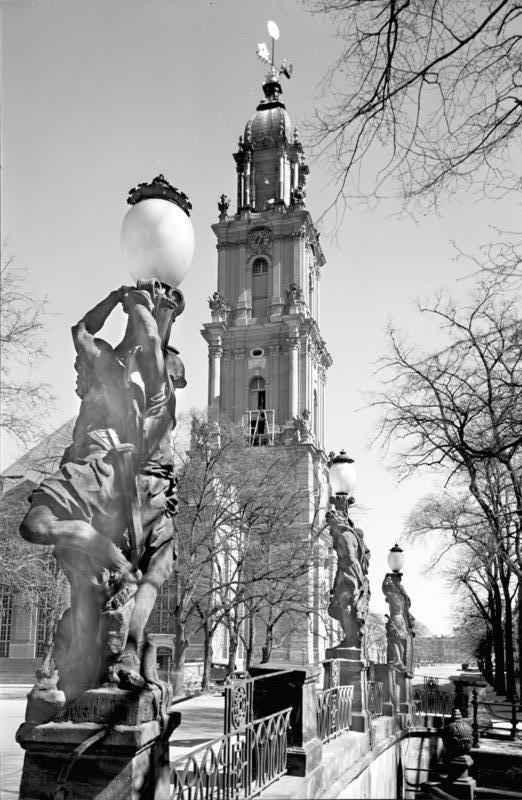
Die 1735 errichtete Hof- und Garnisonkirche galt als ein Hauptwerk des preußischen Barocks; Ansicht um 1900

Unter dem Soldatenkönig Friedrich Wilhelm I. wurde die Stadt ein wichtiger Garnisonsstandort. Dies führte zu einem starken Anwachsen der Bevölkerung und dem Bau neuer Wohnquartiere in der ersten und zweiten Barocken Stadterweiterung. Weiter ordnete er den Bau der Garnisonkirche, der Kirche St. Nikolai und der Heilig-Geist-Kirche an, die fortan das Stadtbild prägten. Im neugeschaffenen Militärwaisenhaus in der Breiten Straße wurden Kinder Militärangehöriger verpflegt, unterrichtet und später ausgebildet.
Sein Sohn Friedrich II. („der Große“) schätzte die Gedanken der Aufklärung und reformierte den preußischen Staat. Er entschied sich endgültig, Potsdam auch vom Stadtbild her zur Residenzstadt zu machen und veranlasste daraufhin massive Umbauten am Aussehen von Straßen und Plätzen. So wurden unter anderem der Alte Markt komplett neu gestaltet und die Bürgerhäuser erhielten neue Barockfassaden. Friedrich II. ließ auch den späteren Park Sanssouci umgestalten. Ab 1745 entstand hier sein Sommersitz, das Schloss Sanssouci. Später folgte dann noch das Neue Palais. Das Stadtschloss und der Lustgarten in der Stadtmitte wurden zu seinem Wintersitz gestaltet, besonders hervorzuheben war hier die Leistung des Architekten Georg Wenzeslaus von Knobelsdorff. Ab 1793 entstand das Königliche Schauspielhaus.
1806 erreichte Napoleon mit seinen Truppen die Stadt Potsdam. Die nachhaltige Wirkung der Besatzungszeit führte zu Reformen im Staatswesen. Nach dem Ende der napoleonischen Besatzung entwickelte Friedrich Wilhelm III. die Stadt ab 1815 zu einem Verwaltungszentrum, lang war sie Hauptstadt der Provinz Brandenburg. Es siedelten sich zahlreiche Regierungsbeamte in Potsdam an. 1838 ging mit der Strecke Potsdam – Berlin die erste Eisenbahnlinie Preußens in Betrieb.
Die zunehmenden Spannungen des Vormärzes entluden sich in der Märzrevolution von 1848. Das Volk kämpfte auf den Barrikaden in Berlin für eine liberale Verfassung. Im März siedelte der König Friedrich Wilhelm IV. in die vermeintlich ruhigere Nachbarstadt Potsdam um. Als sich meuternde Soldaten vor dem Neuen Palais versammelten und versuchten, gefangene Kameraden zu befreien, wurde der Aufstand schnell von preußischen Elitetruppen niedergeschlagen. Nach den Wirren der unvollendeten Revolution war die Restauration der alten Machtverhältnisse das vorherrschende Ziel. Es wurden zahlreiche ambitionierte Bauprojekte vorangetrieben, so auch die Nikolaikirche und die katholische Kirche St. Peter und Paul. Seit 1911 hatte Potsdam einen Luftschiffhafen an der Pirschheide.
Im Jahr 1914 unterzeichnete der letzte preußische König und deutsche Kaiser Wilhelm II. im Neuen Palais die Generalmobilmachung gegen die Entente-Mächte. Nach dem Ende des Ersten Weltkriegs endete auch die Ära der Monarchie mit der Novemberrevolution und Wilhelm II. floh 1918 in die Niederlande. Die Stadt Potsdam verlor damit ihren Status als Residenzstadt endgültig.

### Weimarer Republik und Nationalsozialismus

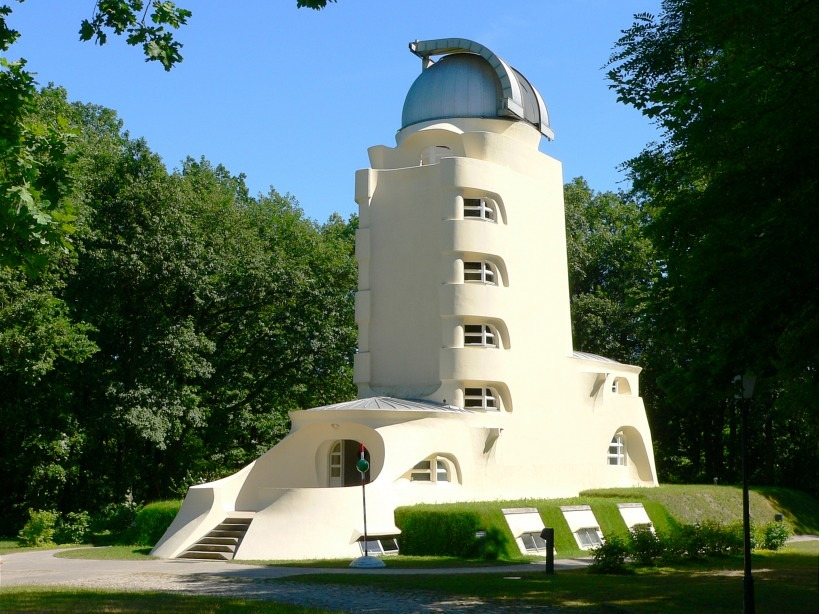
Der 1921 errichtete Einsteinturm diente der experimentellen Bestätigung der Relativitätstheorie

Nach dem Ersten Weltkrieg 1918 ging das umfangreiche Eigentum der Hohenzollern in Potsdam zum größten Teil in Staatseigentum über. Die Zeit der Weimarer Republik war gekennzeichnet durch zahlreiche Auseinandersetzungen zwischen den politischen und paramilitärischen Kräften im Staat. Die Stadtgemeinde hingegen blieb weiterhin ein von wohlhabenden Bürgern getragener Ort.
Zu Beginn der Zeit des Nationalsozialismus fand am 21. März 1933 der Tag von Potsdam statt. Bei dem inszenierten Staatsakt reichte der Reichspräsident Paul von Hindenburg dem neuen Reichskanzler Adolf Hitler die Hand. Dies sollte als symbolische Geste für ein Bündnis der alten Ordnung mit dem Nationalsozialismus verstanden werden. Die konstituierende Sitzung des Reichstags fand ohne die Sozialdemokraten und Kommunisten in der Garnisonkirche statt. Das Ereignis wurde landesweit im Rundfunk übertragen.
Bürgermeister Hans Friedrichs ließ in Potsdam zahlreiche Siedlungen und Kasernen errichten.

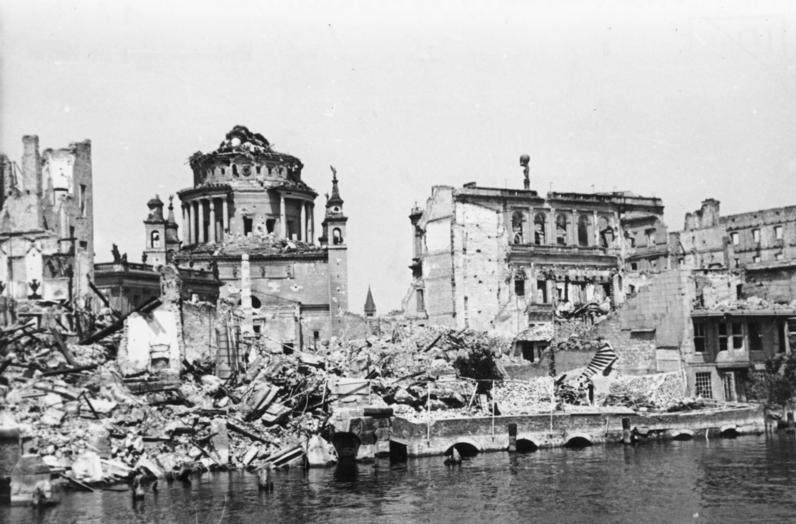
Durch den Luftangriff auf Potsdam 1945 zerstörter Alter Markt, Foto 1947

Das Stadtzentrum Potsdams wurde am 14. April 1945 in der letzten Phase des Zweiten Weltkriegs durch einen alliierten Bombenangriff stark beschädigt. Besonders betroffen war das Gebiet zwischen der Havel, dem Alten Markt und dem Bassinplatz. Hauptbahnhof, Stadtschloss, Langer Stall und Garnisonkirche brannten vollkommen aus. Ähnlich beschädigt wurden auch weite Teile der nordöstlichen Vorstadt in der Nähe der Glienicker Brücke. Weitgehend erhalten blieben jedoch das Gebiet um den Neuen Markt, das Holländische Viertel und die nördlichen Teile der Altstadt. In den Kämpfen der letzten Kriegstage wurden weitere Gebäude beschädigt, so die Heilige-Geist-Kirche und das Alte Rathaus. Am 27. April 1945 wurde das Potsdamer Stadtgebiet südlich der Havel durch die Rote Armee eingenommen. Die eingeschlossene Garnison – als „Armeegruppe Spree“ unter Generalmajor Hellmuth Reymann bezeichnet – brach in der Nacht des 29./30. April 1945 nach Südwesten über Ferch zu den Linien der 12. Armee aus.
In Folge der Bombardierungen der Stadt werden bis in die Gegenwart hinein Blindgänger neu entdeckt. Bei Entschärfungsarbeiten müssen dann immer wieder Bewohner in einem entsprechenden Umkreis vorübergehend evakuiert werden.

### Besatzungszeit und deutsche Teilung

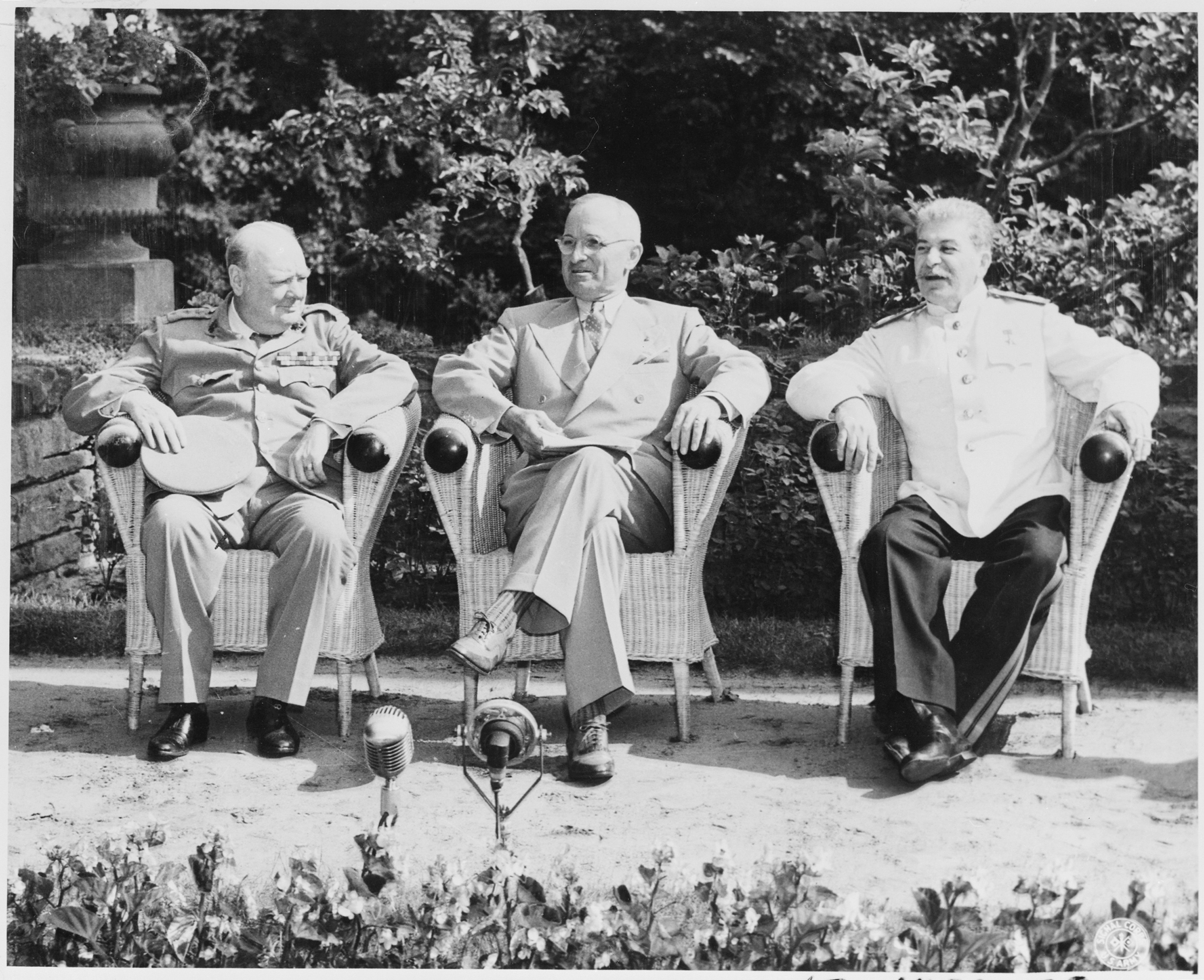
Potsdamer Konferenz 1945 im Schloss Cecilienhof mit Churchill, Truman und Stalin

Im Schloss Cecilienhof, dem Wohnsitz des letzten deutschen Kronprinzen Wilhelm von Preußen, fand vom 17. Juli bis zum 2. August 1945 die Potsdamer Konferenz der Siegermächte Vereinigte Staaten, Vereinigtes Königreich und Sowjetunion statt. Die Konferenz endete mit dem Potsdamer Abkommen, das die deutsche Teilung und Besetzung in vier Zonen besiegelte.
1947 wurde aus der preußischen Provinz Brandenburg das Land Brandenburg gegründet mit Potsdam als Hauptstadt. In der DDR war dann die Stadt von 1952 bis 1990 Verwaltungssitz des neugegründeten Bezirkes Potsdam. Die sozialistische Regierung hatte ein gespaltenes Verhältnis zum Erbe Preußens. Einerseits wurden die kulturellen und künstlerischen Leistungen anerkannt, andererseits sollten zahlreiche Bauwerke als ein Ausdruck des Militarismus gelten. 1951 wurde die Pädagogische Hochschule Karl Liebknecht gegründet, aus der später die Universität Potsdam hervorging. Aufgrund des Wohnungsmangels entstanden vor allem im Süden der Stadt neue Stadtviertel wie der Schlaatz, die Waldstadt II und Drewitz.
Mit dem Bau der Berliner Mauer verlor Potsdam im Jahr 1961 seinen direkten Anschluss zur Nachbarstadt (West-)Berlin, während Ost-Berlin nur über ländliche Umwege erreichbar war und „weit entfernt“ erschien. Damit unterbrach die Mauer auch in Potsdam das städtische Leben zu einem erheblichen Teil. Die kleine West-Berliner Exklave Steinstücken verblieb isoliert in Babelsberg. Der Übergang an der Glienicker Brücke wurde während des Kalten Krieges zum Agentenaustausch genutzt.
Während der 1960er Jahre befand sich in Potsdam ein bezirkliches Aufnahmelager für Westflüchtlinge. Als die Einwanderung in die DDR abnahm, wurde die Aufnahmestätte abgerissen.
Im Jahr 1966 wurde das Alte Rathaus umgebaut und erweitert und dann als Kulturhaus eröffnet und unter dem Namen Hans Marchwitza-Haus der Öffentlichkeit übergeben. Darin waren Veranstaltungssäle, Vortragsräume, ein Kinosaal und eine Gaststätte untergebracht und es diente damit verschiedenen gesellschaftlichen Vereinigungen und Einzelpersonen als Treffpunkt.

### Nach der deutschen Wiedervereinigung

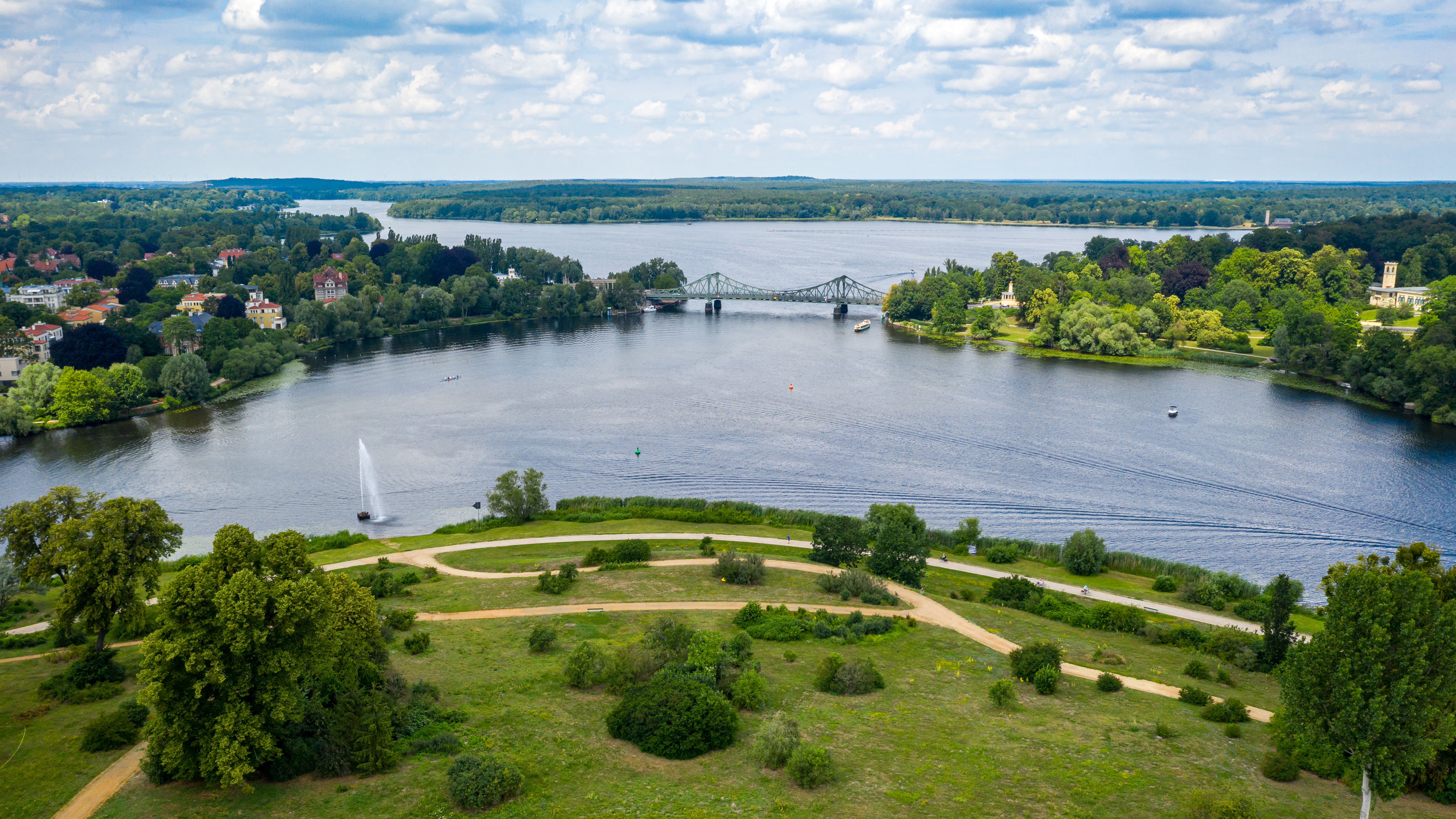
Glienicker Brücke, Einheitssymbol und Verbindungsstelle zwischen Potsdam und Berlin

Mit der deutschen Wiedervereinigung und der Wiedergründung des Landes Brandenburg im Jahr 1990 wurde Potsdam dessen Landeshauptstadt.
Im Jahr 1990 wurden weite Teile der Potsdamer Kulturlandschaft zum UNESCO-Welterbe ernannt. 1993 konnte die Stadt dann ihr tausendjähriges Bestehen feiern und war im Jahre 2001 unter dem Motto „Gartenkunst zwischen gestern und morgen“ Gastgeber der Bundesgartenschau. Zu diesem Anlass wurde in der Yorckstraße das erste, etwa 300 Meter lange Teilstück des in den 1960er Jahren zugeschütteten Stadtkanals wieder freigelegt. 2004 erhielt die Stadt die Goldmedaille beim Bundeswettbewerb Unsere Stadt blüht auf.
In den Jahren 1999, 2006 und 2021 wurden die stadtpolitischen Entscheidungen getroffen, die Potsdamer Mitte zum Sanierungsgebiet zu erklären und die Innenstadt in Grund- und Aufriss an die Situation vor 1945 anzunähern. Die 1990 beschlossene „Wiederannäherung an das charakteristische, gewachsene historische Stadtbild“ soll u. a. mit dem rekonstruierten Turm der Garnisonkirche wiederhergestellt werden. Am Wiederaufbau der Gebäude-Carees nach historischem Vorbild rund um die Nikolaikirche am Alten Markt wird bis 2029 gearbeitet.

## Bevölkerung
Seit dem 31. Dezember 2024 hat Potsdam eine amtliche Einwohnerzahl von 184.754.

### Bevölkerungsentwicklung

Einwohnerentwicklung in Potsdam von 1573 bis 2018

Die Stadt Potsdam blieb seit der Ersterwähnung 993 bis in die frühe Neuzeit eine kleine Stadt mit geringer und relativ konstanter Einwohnerzahl. Aufgrund der Verwüstungen und der Hungersnöte des Dreißigjährigen Krieges fiel die Einwohnerzahl auf einen Tiefpunkt von 700 im Jahr 1660. Nach der Entwicklung als brandenburgische Residenzstadt stieg die Einwohnerzahl deutlich an. Mit der Industrialisierung im 19. Jahrhundert verdreifachte sich die Bevölkerung bis 1900 auf 60.000. Am 1. April 1939 wurde Potsdam durch die Eingemeindung der ca. 30.000 Einwohner zählenden Stadt Babelsberg und anderer Orte zur Großstadt. Während des Zweiten Weltkrieges sank die Einwohnerzahl, in den folgenden Jahren stieg sie jedoch wieder an.
Seit der deutschen Wiedervereinigung sank die Potsdamer Bevölkerung bis 1999 zunächst um 13.000 auf 129.000 Einwohner ab. Seit 2000 ist hierbei durch Zuzug und eine vergleichsweise hohe Geburtenzahl aber eine beständige Erholung zu verzeichnen. Eingemeindungen im Jahre 2003 setzten die Einwohnerzahl dabei auch auf eine höhere Basis. In den 2010er Jahren hat sich das Bevölkerungswachstum dann noch einmal verstärkt fortgesetzt. 2008 wurde der 150.000ste Einwohner gezählt, 2017 dann der 175.000ste. Nach Bevölkerungsprognosen geht die Stadt Potsdam seit 2019 davon aus, dass die Einwohnerzahl bis zum Jahr 2030 auf über 200.000 steigen wird.

### Bevölkerungsgruppen
| Nationalität        | Staatsangehörigkeit der Einwohner |
| ------------------- | --------------------------------- |
| Deutschland         | 164.671                           |
| Syrien              | 2.766                             |
| Russland            | 1.392                             |
| Polen               | 1.152                             |
| Rumänien            | 0931                              |
| Ukraine             | 0928                              |
| Afghanistan         | 0819                              |
| Volksrepublik China | 0471                              |
| Türkei              | 0463                              |
| Vietnam             | 0448                              |
| Italien             | 0418                              |
| Iran                | 0405                              |

Der Anteil der Menschen mit Migrationshintergrund und der Anteil der Ausländer ist in Potsdam unterdurchschnittlich verglichen mit den Werten in Gesamtdeutschland, steigt aber kontinuierlich seit 1992. Während im Jahr 1992 etwa 1,3 % der Bevölkerung als Ausländer gemeldet waren, sind es Ende 2021 etwa 10,2 %. Rund 5,5 % der Bevölkerung sind im selben Jahr Deutsche mit Migrationshintergrund. Im Jahr 2021 hatten 15,7 % der Bevölkerung in Potsdam einen Migrationshintergrund.

### Religionen
Laut Statistischem Jahresbericht waren im Jahr 2011 in der Landeshauptstadt Potsdam 14,5 % der Einwohner evangelisch, 4,6 % römisch-katholisch und 80,8 % konfessionslos, gehörten einer anderen Glaubensgemeinschaft an oder machten keine Angabe. Ende 2022 waren 11,9 % der Einwohner evangelisch, 4,6 % katholisch und 83,5 % gehörten einer anderen oder keiner Glaubensgemeinschaft an. Ende Dezember 2023 waren nach Recherchen der Forschungsgruppe Weltanschauungen in Deutschland 11,5 % der Einwohner der Stadt evangelisch, 4,4 % römisch-katholisch und 84,1 % waren konfessionsfrei oder gehörten einer sonstigen Religionsgemeinschaft an.
Christentum

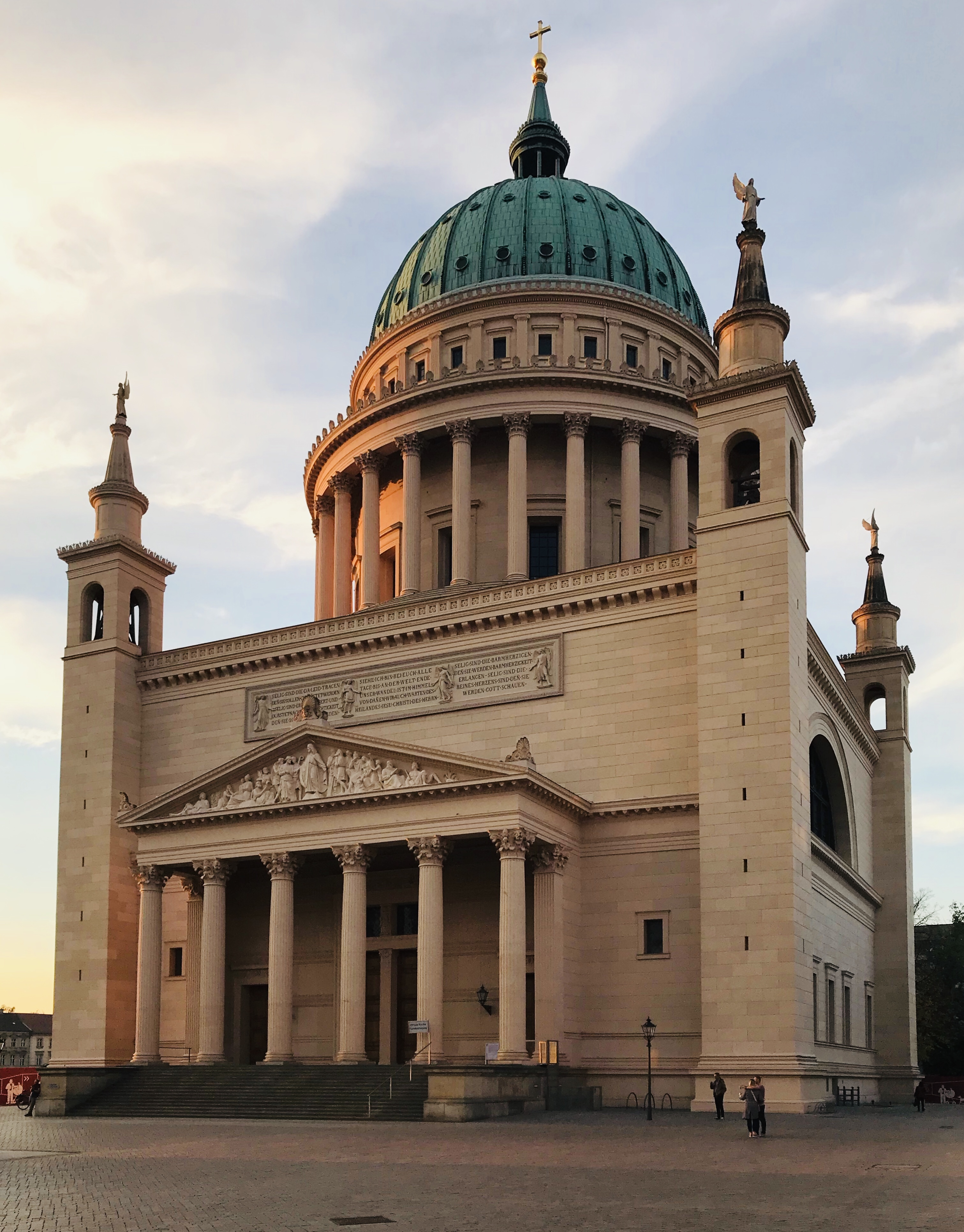
Evangelische Nikolaikirche am Alten Markt

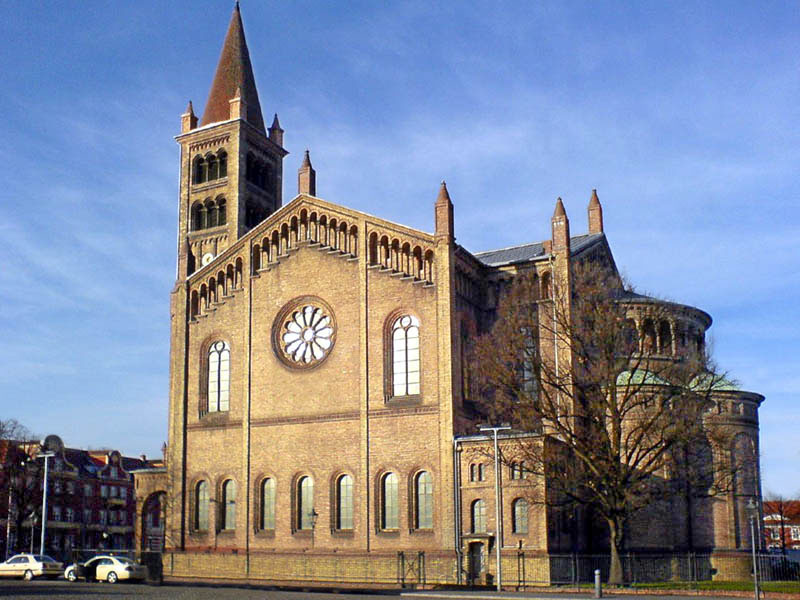
Katholische Propsteikirche St. Peter und Paul

Die Geschichte des Christentums in der Stadt Potsdam ist geprägt von einem Nebeneinander der Glaubensgemeinschaften. Die Stadt Potsdam gehörte anfangs zur christlichen Propstei Spandau des 949 gegründeten Bistums Brandenburg. Im Jahr 1541 führte der Kurfürst von Brandenburg die Reformation ein, die Stadt war damit über Jahrhunderte eine überwiegend protestantisch geprägte Stadt. Vorherrschend war das lutherische Bekenntnis, jedoch gehörten Herrscher und Hof seit 1613 der reformierten Kirche an. Ab 1723 gab es eine Französisch-Reformierte Gemeinde, die 1753 die Französische Kirche erhielt.
Im Jahr 1817 wurden die beiden evangelischen Konfessionen innerhalb Preußens zur Evangelischen Kirche in Preußen vereinigt („uniert“). Den Anfang machten die lutherische Gemeinde und die reformierte Gemeinde an Potsdams Garnisonkirche. Das Oberhaupt (summus episcopus) war der König von Preußen als Landesherrliches Kirchenregiment. Nach weiteren Namensänderungen 1846 und 1875 nannte sich die Landeskirche ab 1922 Evangelische Kirche der Altpreußischen Union, deren märkische Kirchenprovinz sich 1947 als Evangelische Kirche in Berlin-Brandenburg verselbstständigte. 2004 fusionierte diese Kirche mit der Evangelischen Kirche der schlesischen Oberlausitz, die ebenfalls aus einer altpreußischen Kirchenprovinz hervorgegangen war, zur Evangelischen Kirche in Berlin-Brandenburg-schlesische Oberlausitz. Die evangelischen Kirchengemeinden Potsdams gehören zum Kirchenkreis Potsdam, dessen Sitz (Superintendentur) sich ebenfalls in Potsdam befindet. Seit 2010 gibt es den Sprengel Potsdam, der das nordwestliche Gebiet der Landeskirche umfasst und seinen Sitz in der Landeshauptstadt hat. Am Ostermontag 2024 wurde im wiedererrichteten Turm der Garnisonkirche eine evangelische Nagelkreuzkapelle eröffnet.

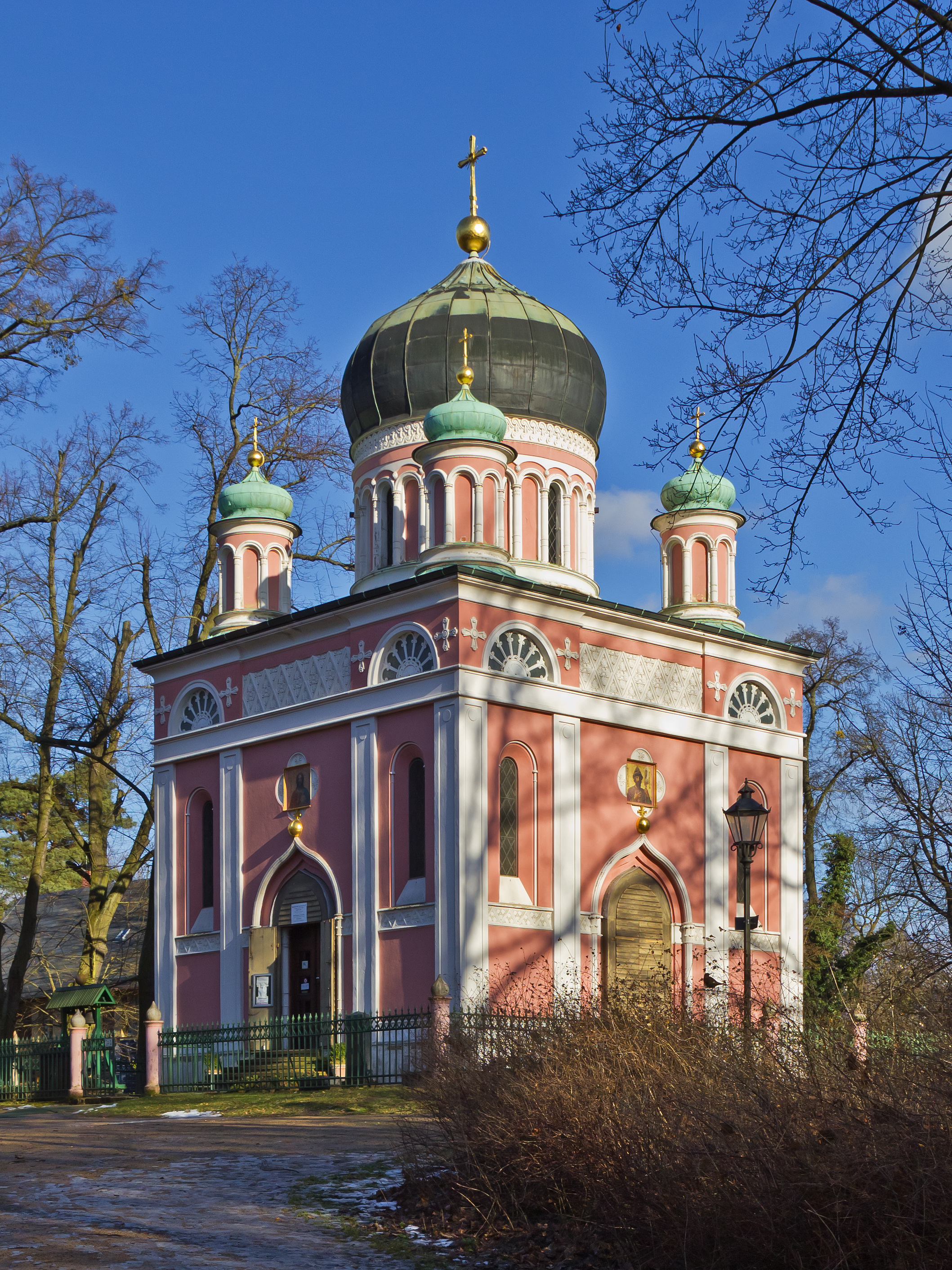
Russisch-orthodoxe Alexander-Newski-Gedächtniskirche

Als Reaktion auf die Vereinigung der lutherischen und reformierten Kirchen zur unierten Kirche setzte sich in der Evangelisch-Lutherischen Kirche Preußens die ursprüngliche lutherische Kirche in Preußen fort, die sich jedoch erst 1841 nach langer Verfolgungszeit durch die unierten evangelischen Landeskirche und des preußischen Staates konstituieren konnte. Diese Kirchengemeinde gehört zum Kirchenbezirk Berlin-Brandenburg der Selbständigen Evangelisch-Lutherischen Kirche.
Neben den landeskirchlichen Gemeinden gibt es mehrere Freikirchen, wie die Herrnhuter Brüdergemeine.
Da Potsdam Garnisonsstadt war, gab es zahlreiche katholische Soldaten. 1868 entstand die katholische Kirche St. Peter und Paul. 1821 wurde die Fürstbischöfliche Delegatur für Brandenburg und Pommern errichtet. 1930 wurde das Bistum Berlin als Suffraganbistum von Breslau errichtet. 1934 wurde in Babelsberg die St.-Antonius-Kirche geweiht. Nach dem Zweiten Weltkrieg wurde das Gebiet der Kirchenprovinz Breslau getrennt und damit exemt, d. h., es unterstand direkt dem Papst. Im Zuge der deutschen Wiedervereinigung wurde 1994 das Bistum Berlin zum Erzbistum Berlin erhoben, zu dem die beiden Pfarrgemeinden Potsdams gehören.
Die russisch-orthodoxe Kirchengemeinde entstand in Potsdam nach 1716 durch Schenkungen Russischer Riesen von Peter dem Großen an Friedrich Wilhelm I. für dessen Lieblingsregiment der „Langen Kerls“. Der König ließ 1734 den nördlichen Kopfbau des Langen Stalls als turmlose Garnisonkirche für die inzwischen 300 Gemeindemitglieder einweihen. Sie existierte, immer weiter zusammenschmelzend, bis 1809. Mit der Errichtung der Russischen Kolonie Alexandrowka in Potsdam kam es zur Neugründung einer russisch-orthodoxen Gemeinde um die Alexander-Newski-Gedächtniskirche. Sie gehört zur Berliner Diözese des Moskauer Patriarchats und umfasst etwa 1000 Gläubige.
Der Anteil der Christen verringerte sich während der Zeit der DDR erheblich (siehe dazu: Christen und Kirchen in der DDR) und danach noch weiter.
Judentum

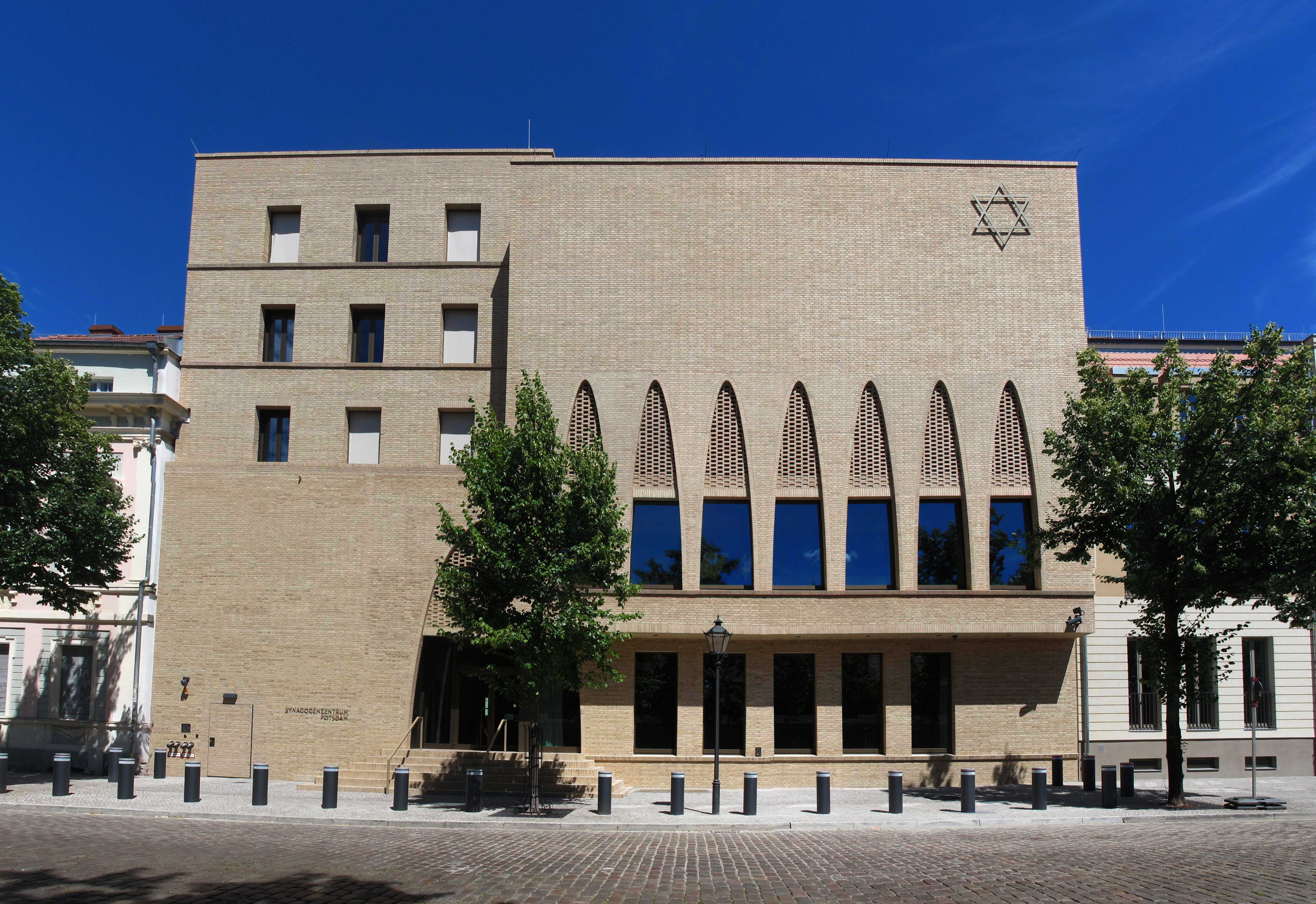
Das Synagogenzentrum Potsdam

In Potsdam gibt es zwei jüdische Gemeinden. Eine gehört dem Zentralrat der Juden in Deutschland an und hat in den 2010er Jahren etwa 400 Mitglieder. Die zweite Gemeinde ist vom Zentralrat unabhängig und nennt sich Gemeinde gesetzestreuer Juden. Zudem ist Potsdam Sitz des liberalen Abraham-Geiger-Kollegs, des bislang einzigen Rabbinerseminars im Deutschland der Nachkriegszeit. Die Alte Synagoge in Potsdam wurde während der Novemberpogrome 1938 geplündert. Endgültig zerstört wurde das Gebäude durch Bombardierungen im Zweiten Weltkrieg. Seitdem gab es keine Synagoge in der Stadt. 2021 wurde eine Synagoge als Teil des Zentrums für Jüdische Gelehrsamkeit der Universität Potsdam eröffnet. Im Rahmen der Neugestaltung der Potsdamer Mitte wurde der Aufbau des Synagogenzentrum Potsdams in der Schloßstraße eingeleitet. 2024 eröffnete das Zentrum.
Islam, Buddhismus und andere
Aktuelle Zahlen der in Potsdam lebenden Muslime, Buddhisten oder der Angehörigen weiterer Glaubensbekenntnisse liegen im Jahr 2015 nicht vor. Eine muslimische Gemeinde existiert seit 1998. Historisch war Preußen tolerant in religiösen Angelegenheiten. Der preußische König Friedrich der Große erklärte 1740: „alle Religionen Seindt gleich und guht, wan nuhr die leute, so sie profesieren [öffentlich bekennen], Erliche leute seindt, und wen Türken und Heiden Kähmen und Wolten das Landt Pöplieren [bevölkern], so wollen wier sie Mosqueen und Kirchen bauen.“ Zwar baute Friedrich später keine Moscheen, jedoch hatte sein Vater Friedrich Wilhelm I. schon im Jahr 1739 ein Zimmer des Militärwaisenhauses als Gebetssaal für 22 muslimische „Lange Kerle“ und damit die erste Moschee auf deutschem Boden einrichten lassen. Die nur wenige hundert Meter entfernte „Potsdamer Moschee“ aus dem 19. Jahrhundert war dagegen nie ein sakrales Gebäude, sondern seit jeher ein profanes Maschinenhaus in der äußeren Gestalt einer Moschee.

## Politik

### Verwaltungsgeschichte
An der Spitze der Stadt stand seit 1345 ein Consul beziehungsweise ab 1450 ein Bürgermeister. Ein Stadtrat ist ab 1465 nachweisbar. Im 16. und 17. Jahrhundert hatte der Rat vier bis fünf Mitglieder, darunter auch den Bürgermeister. Später hatte der jeweilige Landesherr einen starken Einfluss auf die Stadtverwaltung. Ab 1722 gab es für die Altstadt und die Neustadt einen Magistrat, an der Spitze stand ein Stadtdirektor. 1809 wurde Potsdam eine kreisfreie Stadt mit einem Oberbürgermeister an der Spitze sowie mit einer Stadtverordnetenversammlung als gewähltem Gremium.
In der Zeit des Nationalsozialismus wurde diese aufgelöst und der Oberbürgermeister von der NSDAP eingesetzt.
Nach dem Ende des Zweiten Weltkriegs bildete die sowjetische Besatzungsmacht 1945 den Rat der Stadt mit einem Oberbürgermeister neu. Der Rat wurde durch eine Einheitsliste der Nationalen Front in unfreien Wahlen bestimmt.
Nach der deutschen Wiedervereinigung 1990 wurde Potsdam Standort verschiedener Landes- und Bundesbehörden, darunter die Direktion III der Generalzolldirektion, das Bundespolizeipräsidium und eine Außenstelle des Bundesrechnungshofs, sowie zahlreicher Körperschaften des öffentlichen Rechts.
Potsdam hat eine Stadtbauverwaltung für Städtebau und Stadtentwicklung, der ein Stadtbaurat vorsteht.

### Stadt Potsdam
Potsdam ist seit 1990 eine kreisfreie Stadt im Land Brandenburg. Die Potsdamer Stadtverwaltung hat ihren Sitz im Stadthaus in der Friedrich-Ebert-Straße. Die Stadt Potsdam tritt offiziell unter der Bezeichnung Landeshauptstadt Potsdam auf.
Der Oberbürgermeister wird alle acht Jahre, die Stadtverordnetenversammlung alle fünf Jahre bei den Kommunalwahlen gewählt. Oberbürgermeister von Potsdam war seit dem 28. November 2018 Mike Schubert (SPD). Nach Vorwürfen der Vorteilsannahme und Kritik an seiner Amtsführung wurde Schubert am 25. Mai 2025 durch die Potsdamer Bürger abgewählt. Er scheidet mit Feststellung des amtlichen Endergebnisses aus dem Amt.
Der kommunale Schuldenstand der Stadt gehörte 2014 zu den geringsten in Deutschland.

### Wappen und Flagge

Flagge von Potsdam

| Wappen der Landeshauptstadt Potsdam | Blasonierung: „In Gold ein linkssehender, schwarzbewehrter golden gerauteter roter Adler. Den oberen Schildrand ziert eine gewölbte fünfzinnige rote Mauerkrone.“ |
| Wappen der Landeshauptstadt Potsdam | Wappenbegründung: Das Wappen Potsdams zeigt zentral eine stilisierte Variante des Märkischen Adlers auf einem goldenen Schild. Der Märkische Adler des Wappens ist seit dem 12. Jahrhundert nachweisbar: Er trat erstmals 1170 im Standbildsiegel des Askaniers Ottos I., dem Sohn Albrechts des Bären, auf. Die älteste erhaltene Abbildung des Adlers als Potsdamer Wappentier wiederum ist von 1450 und stammt von einem Siegel der Stadt. Seit 1660 darf Potsdam als Residenzstadt den roten märkischen Adler, vorher auf silbernem Grund dargestellt, nunmehr auf goldenem Grund zeigen. Ab 1753 ist die heutige Farbgebung bekannt. Historisch geht die heutige Gestaltung des Stadtwappens mit der gewölbten fünfzinnigen Mauerkrone auf einen Entwurf von Werner Nerlich, Direktor der Fachhochschule für Werbung und Gestaltung Berlin (mit Außenstelle in Potsdam), von 1957 zurück, wobei sie nach 1990 leicht abgeändert und farblich konkretisiert wurde: Das Potsdamer Stadtwappen ist in seiner heutigen Darstellung seit 1994 verbindlich. |

Die Flagge der Stadt Potsdam ist „zweistreifig Rot-Gelb mit dem in der Mitte aufgelegten Wappen“.

### Städtepartnerschaften
Potsdam ist aus seiner Vergangenheit heraus eine international geprägte Stadt, dies zeigt sich auch in der Vielfalt der Städtepartnerschaften. Es lassen sich stets Gemeinsamkeiten in der Historie, Architektur oder Bedeutung zu den Partnerstädten entdecken. Bemerkenswert – bereits zur damaligen Zeit – war seit 1988 die Partnerschaft zur seinerzeit westdeutschen Hauptstadt Bonn, noch während der Zeit der deutschen Teilung. Potsdam unterhält Partnerschaften mit den folgenden Städten:
0Opole (Oppeln), Polen (seit 1973)

0Bobigny, Frankreich (seit 1974)

0Jyväskylä, Finnland (seit 1985)

0Bonn, Deutschland (seit 1988)

0Perugia, Italien (seit 1990)

0Sioux Falls, Vereinigte Staaten (seit 1990)

0Luzern, Schweiz (seit 2002)

0Versailles, Frankreich (seit 2016)

0Sansibar, Tansania (seit 2017)

0Iwano-Frankiwsk, Ukraine (seit 2023)

### Kommunale Themen
Die Gestaltung des Stadtbildes, insbesondere der Wiederaufbau der historischen Mitte, wird seit 1990 vielschichtig diskutiert. Nach 2014 gab es Kontroversen um die zukünftige Nutzung des Lustgartenareals und den Abriss verschiedener Gebäude im Stadtgebiet.
Mit der 2012 eingeführten Umweltorientierten Verkehrssteuerung sollen Grenzwertüberschreitungen bei Stickstoffdioxid und Feinstaub vermieden werden.
Zu den wirtschafts- und baupolitischen Problemen der Stadt Potsdam zählt die – trotz zunehmender Nachfrage nach Wohnraum – abnehmende Zahl an Baugenehmigungen und der dadurch eingebrochene Wohnungsbau (Stand: 2018–2020). Darüber hinaus haben die Stadtwerke in bestimmten Bereichen mit Nachwuchsproblemen zu kämpfen.

### Land Brandenburg
Potsdam ist die Landeshauptstadt des Landes Brandenburg. Der Landtag Brandenburg hat seinen Sitz in der Stadt. Die Landesregierung und der Ministerpräsident Brandenburgs sind in der Brandenburgischen Staatskanzlei untergebracht und haben ihren Standort in der Heinrich-Mann-Allee 107 bezogen. Zahlreiche Ministerien sind im Stadtgebiet verteilt. Das Verfassungsgericht des Landes Brandenburg befindet sich in der Jägerallee 9–12.
Der Landtag Brandenburg hatte seinen Sitz seit der Wiederbegründung des Landes 1990 im Gebäude der ehemaligen königlichen Kriegsschule auf dem Brauhausberg. Da das Gebäude den Ansprüchen an ein modernes Parlament nicht mehr genügte, beschloss der Landtag einen Neubau auf dem Gelände des ehemaligen Stadtschlosses am Alten Markt. Nachdem der TV-Moderator Günther Jauch 2002 mit dem Neubau des Fortunaportals ein erstes Zeichen gesetzt hatte, beschloss die Stadtverordnetenversammlung 2005 den Wiederaufbau. Seit 2010 wurde das Stadtschloss weitgehend mit der originalgetreuen Fassade von Georg Wenzeslaus von Knobelsdorff, die der SAP-Gründer Hasso Plattner gespendet hat, wieder aufgebaut. 2014 wurde der Landtag mit dem im Inneren modern entworfenen Neubau offiziell eröffnet.

### Sicherheitsbehörden
Potsdam hat seit dem Ende des 17. Jahrhunderts eine wechselhafte Vergangenheit als Standort für militärische Einrichtungen. Die jeweiligen Befehlshaber waren zahlreich: von der preußischen über die kaiserliche Armee, Reichswehr, Wehrmacht, Roter Armee bis zur NVA und nun zur Bundeswehr.
Als zweite Residenz der preußischen Könige (neben Berlin) wurde die Stadt durch den Soldatenkönig zur Garnisonsstadt ausgebaut und die Soldaten überwiegend in Bürgerhäusern einquartiert. Zeitweise stellten Soldaten fast die Hälfte der Potsdamer Einwohner. Militärische Anlagen prägten lange Zeit das Stadtbild und die Struktur der Bevölkerung, so dass Alexander von Humboldt die Stadt 1854 als „öde Kasernenstadt“ bezeichnete. Bekannt wurden die Langen Kerls, die preußischen Gardesoldaten mit überdurchschnittlicher Körpergröße, das 1. Garde-Regiment zu Fuß und das Infanterie-Regiment 9, aus letzterem sich viele Mittäter des Attentat vom 20. Juli 1944 rekrutierten.
1945 übernahm die Rote Armee – und später die Nationale Volksarmee – die Mehrzahl der Kasernen. Bis 1991 war Potsdam zudem Standort der 34. Artilleriedivision der Gruppe der Sowjetischen Streitkräfte in Deutschland. Nach der deutschen Wiedervereinigung war eine Armee in der bisherigen Größe nicht mehr erforderlich. Die zahlreichen, zum großen Teil historisch und architektonisch bedeutenden, Kasernen und Militäranlagen wurden seitdem einer neuen Nutzung zugeführt.
Seit 2001 hat das Einsatzführungskommando der Bundeswehr direkt am Wildpark vor der Stadtgrenze in Geltow seinen Sitz. Dort sind ca. 500 Generalstabsoffiziere beschäftigt.
Seit 2013 residiert das Zentrum für Militärgeschichte und Sozialwissenschaften der Bundeswehr (ZMSBw) in der Villa Ingenheim am Havelufer. Hier wird militärgeschichtliche Forschung zur deutschen Geschichte betrieben; das ZMSBw hat rund 120 Mitarbeiter. Dem ZMSBw ist auch das Militärhistorische Museum der Bundeswehr in Dresden unterstellt.
Seit 2008 hat das Bundespolizeipräsidium seinen Sitz in Potsdam. Die Bundesoberbehörde ist dem Bundesministerium des Innern unmittelbar nachgeordnet und übt die Dienst- und Fachaufsicht über die Bundespolizei aus.

## Wirtschaft

### Kennzahlen

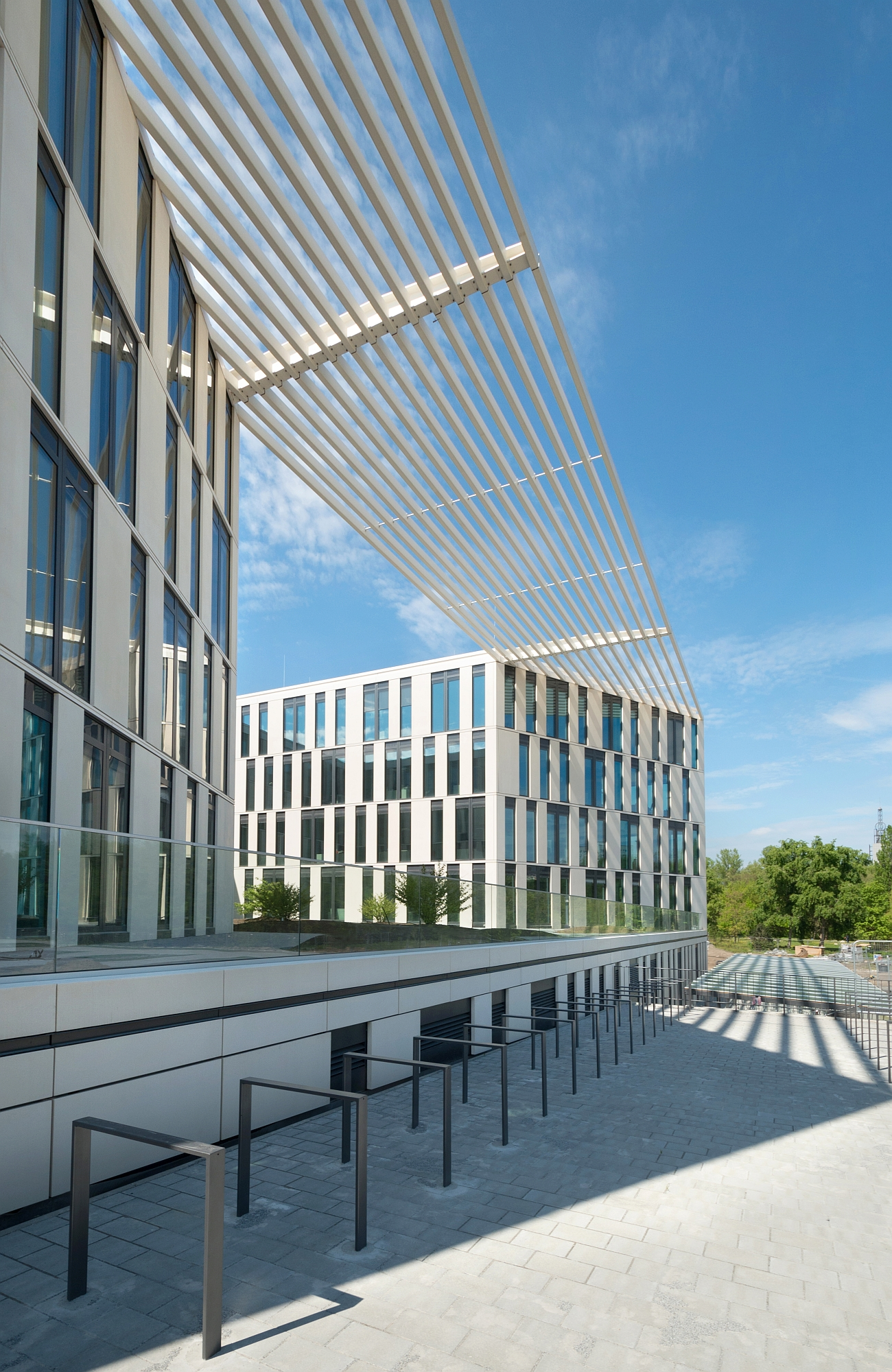
Investitionsbank des Landes Brandenburg

Im Jahr 2016 erwirtschaftete Potsdam, auf seinem Stadtgebiet, ein Bruttoinlandsprodukt (BIP) von 6,67 Milliarden Euro und belegte damit Rang 53 in der Rangliste der deutschen Städte nach Wirtschaftsleistung. Die Stadt hat damit einen Anteil von zehn Prozent an der brandenburgischen Wirtschaftsleistung. Das BIP lag im selben Jahr bei 39.293 Euro pro Kopf (Brandenburg: 26.887 Euro, Deutschland 38.180 Euro) und damit über dem regionalen und nationalen Durchschnitt. Je Erwerbstätigem betrug es 60.422 Euro, deren Zahl ca. 110.400. Aufgrund der Nähe zu Berlin entwickelt sich die Wirtschaft sehr dynamisch. 2016 wuchs das BIP der Stadt nominell um 3,1 %, im Vorjahr betrug das Wachstum 4,7 %. Potsdam ist Teil der Metropolregion Berlin-Brandenburg, die ein BIP von mehr als 180 Milliarden Euro erwirtschaftet. Die integrierte Gesamtverschuldung der Stadt betrug Ende 2021 rund 1,05 Milliarden Euro (5750 Euro/Kopf).
Etwa 81.500 Potsdamer hatten im selben Jahr einen sozialversicherungspflichtigen Arbeitsplatz, rund 1200 mehr als im Vorjahr. Die Arbeitslosenquote lag im Dezember 2018 bei 5,6 % und damit unter dem Durchschnitt von Brandenburg von 5,9 %. Die durchschnittlich verfügbaren Einkommen und die Gewerbesteuerrealeinnahmen steigen seit dem Jahr 2000 beständig.
Über 100 junge Firmen sind im Jahr 2021 in der Landeshauptstadt ansässig. Mit einer Quote von 38,4 Unternehmensgründungen pro 100.000 Personen zwischen 2019 und 2021 rangiert Potsdam nach Berlin, München und Heidelberg bundesweit auf Platz 4 unter allen deutschen Großstädten.

### Standort und Lebensqualität
Die positive Entwicklung Potsdams seit 1990 kann u. a. auf den Standort als Kultur-, Dienstleistungs- und Forschungszentrum zurückgeführt werden, der die Anpassung an die Erfordernisse einer modernen Marktwirtschaft mit höheren Ausbildungsniveaus ermöglichte. Der Wirtschaftsstandort ist einer von 15 Regionalen Wachstumskernen im Land Brandenburg und wird dadurch gezielt gefördert. Zudem ist die geografische Lage im Ballungsraum von Berlin attraktiv für Firmenansiedlungen. Der Anschluss an Infrastrukturen wie Autobahn, Zugstrecken, Brücken und Flughafen wird stetig ausgebaut.
Im sogenannten „Zukunftsatlas“ aus dem Jahr 2019 belegte die kreisfreie Stadt Potsdam Platz 92 von 401 Landkreisen, Kommunalverbänden und kreisfreien Städten in Deutschland und zählt damit zu den Orten mit „gewissen Zukunftschancen“ und belegt den ersten Platz innerhalb Brandenburgs. In einer Studie des ZDF zur Lebensqualität in 401 deutschen Landkreisen und kreisfreien Städten belegte Potsdam im Jahr 2018 den vierten Platz.

### Technologie und Gewerbe

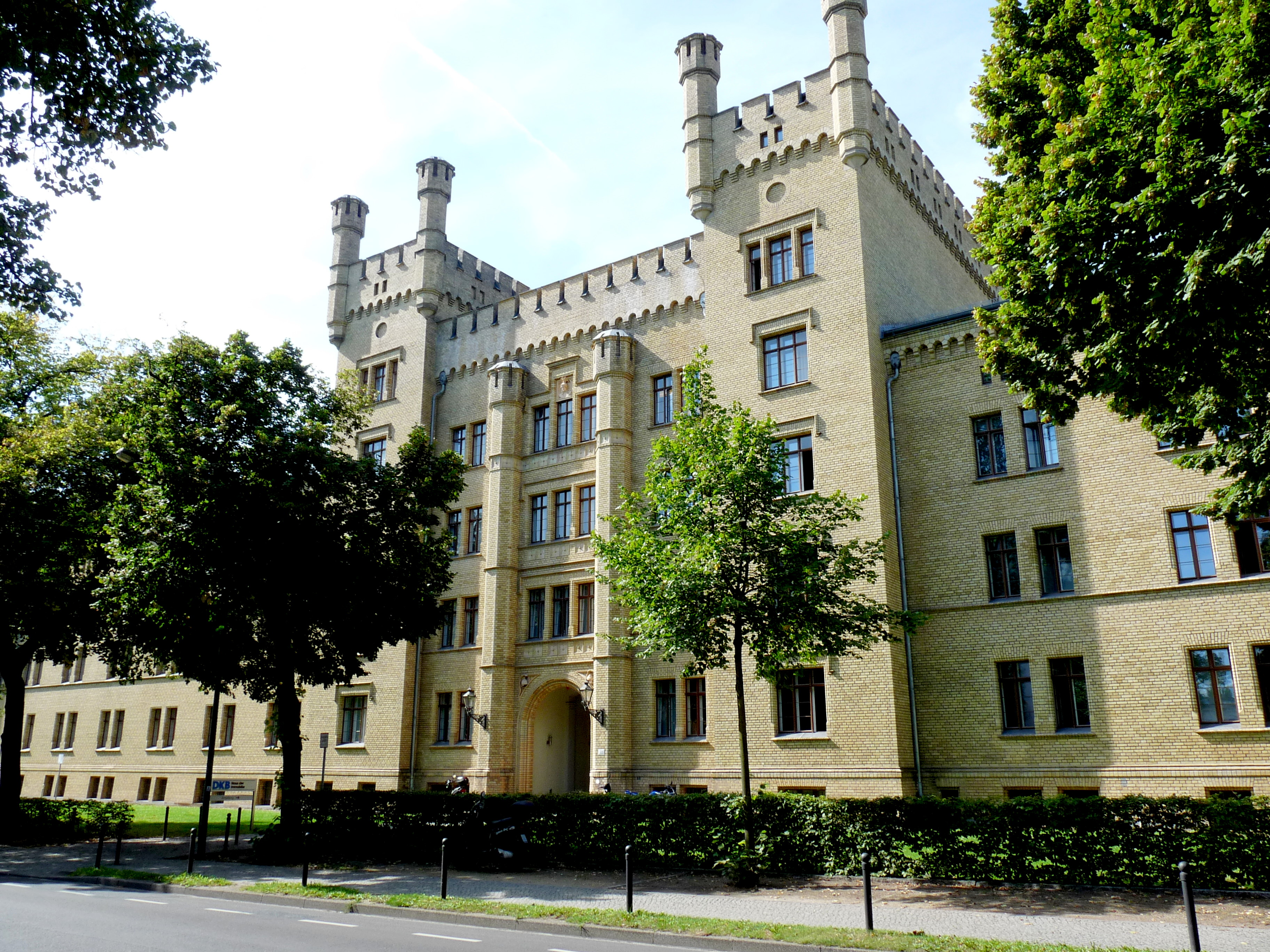
Ehemalige Garde-Ulanen-Kaserne

In Potsdam waren 2016 mehr als 13.000 Gewerbe angemeldet, was einem Zuwachs von knapp 380 gegenüber 2015 entspricht. Forschungsnahe Unternehmen haben sich aufgrund der Vielzahl der Forschungsinstitute in und um Potsdam angesiedelt. Die Region ist einer der führenden Biotech-Standorte in Deutschland. Potsdam ist Sitz der international tätigen Medizintechnikfirma Christoph Miethke.
Die Firma Oracle investierte im Jahr 2001 in eine Zweigniederlassung in der Stadt. Daneben entstand eine von weltweit drei VW-Designzentralen. Das Konsortium Toll Collect hat einen Standort in Potsdam. Die Firma Katjes errichtete 2006 am Produktionsstandort Babelsberg eine „gläserne Bonbonfabrik“. In den 2020er Jahren soll in Potsdams Südlicher Innenstadt ein Standort der IT-Wirtschaft entwickelt werden.
Zu den größten Arbeitgebern in Potsdam zählen 2018 u. a. die Universität Potsdam, die Stadt Potsdam, die Stadtwerke Potsdam, die AOK Nordost, die Mittelbrandenburgische Sparkasse, das Land Brandenburg sowie die Investitionsbank des Landes Brandenburg.

### Medien

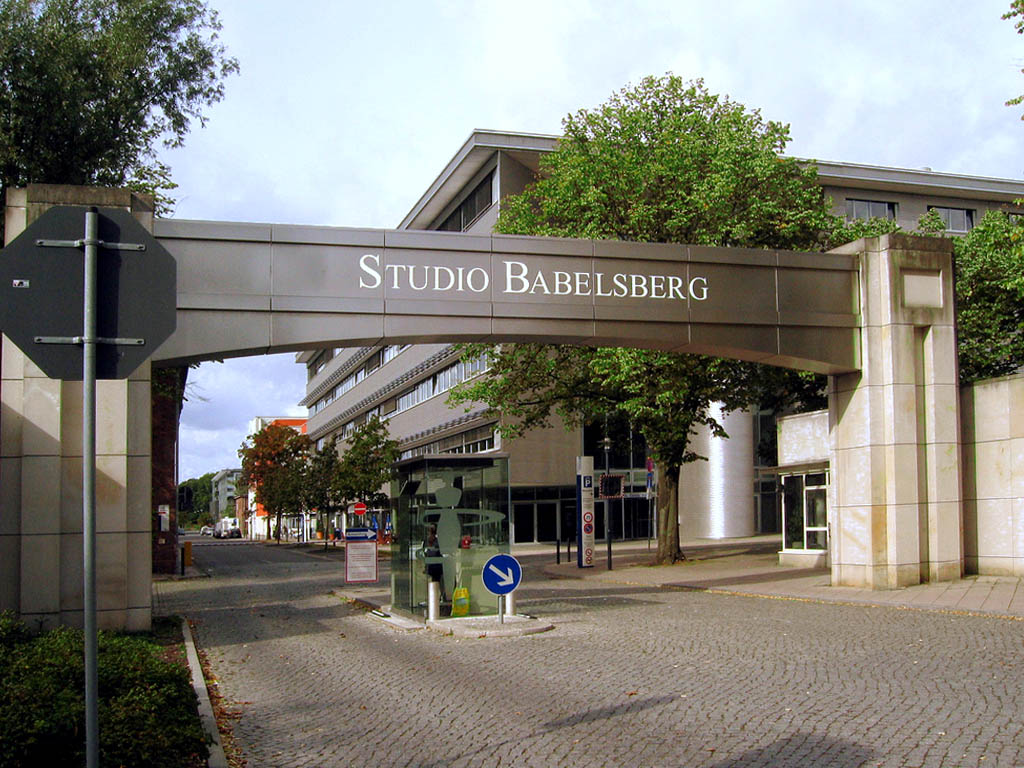
Studio Babelsberg, eines der modernsten Filmstudios der Welt

Das 1911 gegründete Filmstudio Babelsberg in Babelsberg ist das älteste Großfilmstudio der Welt und gleichzeitig das flächenmäßig größte Filmstudio in Europa. Das Studio ist jedoch seit 2022 mehrheitlich im Besitz eines US-Immobilienkonzerns.

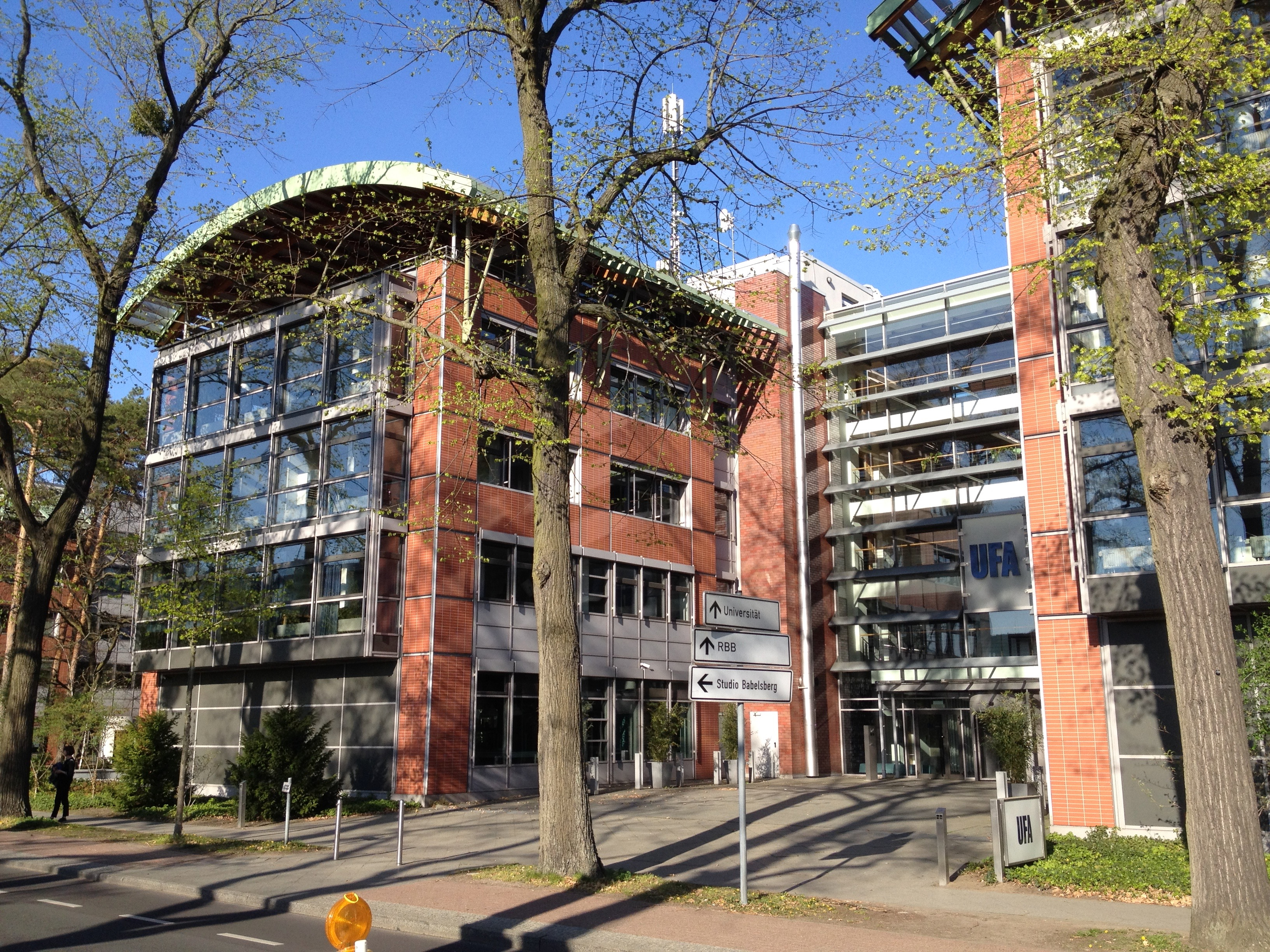
Sitz der UFA

Die UFA, ein Tochterunternehmen des international tätigen Medienkonzerns Bertelsmann, zählt zu den gegenwärtig umsatzstärksten deutschen Firmen im Bereich der Fernsehfilm- und TV-Produktionen und hat ihren Sitz in Potsdam. Das Medienboard Berlin-Brandenburg, ein Filmförderungsunternehmen der Länder Berlin und Brandenburg, ist ebenfalls in der Stadt ansässig.
In Potsdam erscheinen als Tageszeitung die Potsdamer Neuesten Nachrichten, die Märkische Allgemeine Zeitung mit Potsdamer Regionalteil und die Regionalausgabe des Tagesspiegels.
Der Rundfunk Berlin-Brandenburg sendet vom Standort Potsdam-Babelsberg. Dort werden unter anderem die Radiosender Antenne Brandenburg, Radio Fritz und Radio Eins sowie die Fernsehsendungen Brandenburg aktuell und zibb produziert. Außerdem gibt es in Potsdam den lokalen Fernsehsender Hauptstadt.TV, den Privatradiosender BB Radio sowie den Lokalradiosender Radio Potsdam und den Kindersender Radio Teddy.
Seit 1997 erscheint monatlich das Magazin events, das Veranstaltungen und Gastronomietipps enthält. Seit 2004 gibt es das monatlich erscheinende Familienmagazin PotsKids!, seit 2010 das Monatsmagazin friedrich.

### Tourismus

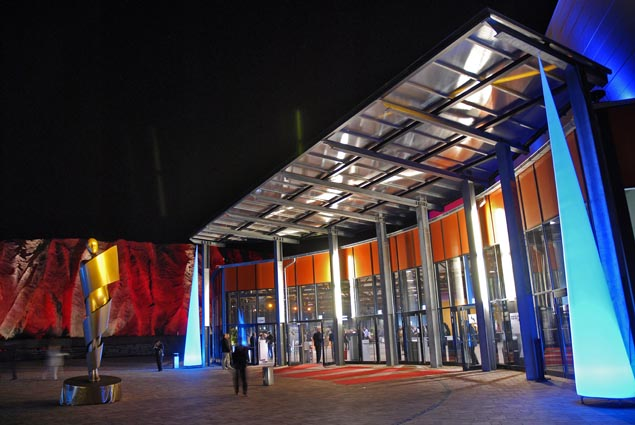
Metropolis-Halle, Multifunktionshalle des Filmparks Babelsberg

Der Tourismus hat für Potsdam große Bedeutung. Von 1995 bis 2019 stieg die Zahl der Besucher kontinuierlich an.
2016 übernachteten mehr als 400.000 Besucher zusammen über eine Million Mal in der Stadt. 2018 gab es 58 Hotels und Pensionen mit etwa 5900 Betten in Potsdam.
In der Medienstadt Babelsberg befindet sich der Filmpark Babelsberg, ein Themenpark, der den Besuchern mit der Studiotour über das Gelände sowie mit Ausstellungen, Stuntshows, Kulissen und Requisiten aus zahlreichen bekannten Produktionen die Welt des Films näher bringt. 330.000 zahlende Besucher verzeichnete der Filmpark im Jahr 2016. Mit ebenfalls etwa 330.000 Besuchern jährlich ist der Park Sanssouci der zweite große Anziehungspunkt in Potsdam.
Potsdam hat sich außerdem zu einem beliebten Ort für Tagungen, Kongresse und Hochzeitsfeierlichkeiten entwickelt.

### Verbände
Die IHK Potsdam hat ihren Hauptsitz in Potsdam und vertrat im Jahr 2018 insgesamt 77.738 Mitgliedsunternehmen in Westbrandenburg. Die Handwerkskammer Potsdam vertritt die Interessen von 17.463 Handwerksbetrieben (Stand: 2021) im Kammerbezirk Potsdam.

## Infrastruktur

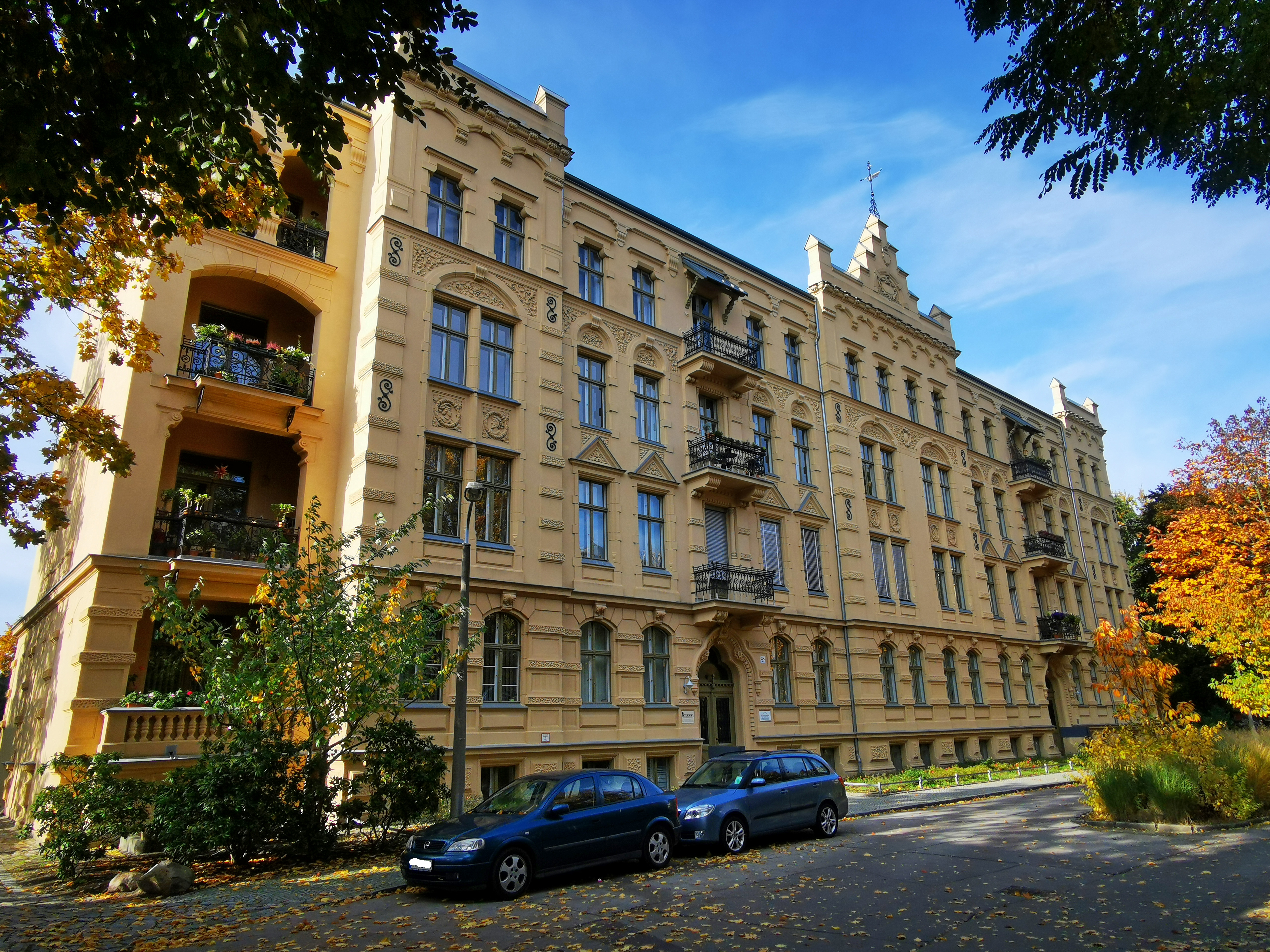
Mietshaus in der Jägerallee

Nachdem seit den 1990er Jahren in Potsdam überwiegend vorhandene Bausubstanz saniert wurde, gilt seit 2010 das Integrierte Leitbautenkonzept, nach dem die Stadt an vielen Stellen durch Wiedererrichtungsprojekte ihren früheren, klassizistisch geprägten, Stadtkern zurückerhalten soll. 2017 begann der Wiederaufbau von Teilen der Garnisonkirche. Langfristig soll auch der Stadtkanal wieder freigelegt werden.
Die Stadtentwicklungsgebiete am Bornstedter Feld und in der Speicherstadt befinden sich im Bau (Stand: 2018). Im Stadtteil Krampnitz sollen in den 2020er Jahren kohlendioxidneutrale Wohnsiedlungen für 7000 Einwohner entstehen. Im Jahr 2018 gab es in Potsdam 20.737 Wohngebäude. Die Anzahl der Wohnungen in der Stadt belief sich im selben Jahr auf 90.111 (+ 1.581 im Vergleich zum Vorjahr).
Für die lokale Umsetzung der UN-Konvention über „die Rechte des Kindes“ trägt die Stadt seit 2017 das UNICEF-Siegel Kinderfreundliche Kommune.

### Straßenverkehr
Potsdam ist im Westen und Süden durch den Berliner Ring der A 10 mit dem Autobahndreieck Potsdam und im Osten durch die A 115 (im Berliner Stadtgebiet auch als AVUS bezeichnet) an das Bundesautobahnnetz angeschlossen.
Mehrere Bundesstraßen verlaufen durch das Stadtgebiet, so die B 1, B 2 und B 273. Die Stadt liegt an der deutsch-niederländischen Ferienstraße Oranier-Route.
Die Potsdam mit den Bundesstraßen B 101, B 96 und B 179 verbindende Landesstraße L 40 erschließt das südliche Berliner Umland über Stahnsdorf, Teltow, Mahlow, Schönefeld nach Berlin (Treptow-Köpenick) und trägt im Potsdamer Stadtgebiet die Bezeichnung Nuthe-Schnellstraße.
Die Dichte an privaten Personenkraftwagen (Pkw) in der Stadt lag mit 376 Pkw pro 1.000 Einwohner im Jahr 2014 unter dem Brandenburger Durchschnitt von 510 Pkw pro 1.000 Einwohner. Insgesamt waren 82.830 Kraftfahrzeuge in Potsdam im Jahr 2017 zugelassen (+ 10.306 im Vergleich zu 2010).

### Fahrradverkehr
Die Stadt verfolgt seit 2008 ein Radverkehrskonzept, das immer wieder erneuert wird. 2017 wurden zwölf Prozent aller Wege in Potsdam per Fahrrad zurückgelegt (in Berlin: 15 %, im Land Brandenburg: 11 %, in Deutschland insgesamt: 11 %). Auch im Jahr 2017 besaßen 83 % der Potsdamer Bevölkerung ein eigenes Fahrrad (in Berlin: 77 %, in Brandenburg: 85 %; in Deutschland insgesamt: 77 %). Innerhalb der Stadt sind 177 km mit Radspuren oder Radwegen ausgestattet (Stand: 2016). Am Hauptbahnhof gibt es ein Parkhaus für Fahrräder. In der ganzen Stadt zerstreut gibt es über 30 Stationen mit insgesamt mehr als 300 Fahrrädern, die rund um die Uhr zum Verleih bereitstehen.
Potsdam ist an einige Radfernwege angeschlossen, unter anderem an den Europaradweg R1 (verläuft von Frankreich bis Russland), den Fernradweg Amsterdam-Berlin, den Havelradweg (verläuft von der Quelle bis zur Mündung), an den Berliner Mauerradweg (verläuft entlang der ehemaligen Berliner Mauer einmal um das damalige West-Berlin), den Radweg Alter Fritz (Rundtour zu den Sehenswürdigkeiten der Stadt) und an die F1-Havelseetour.

### ÖPNV

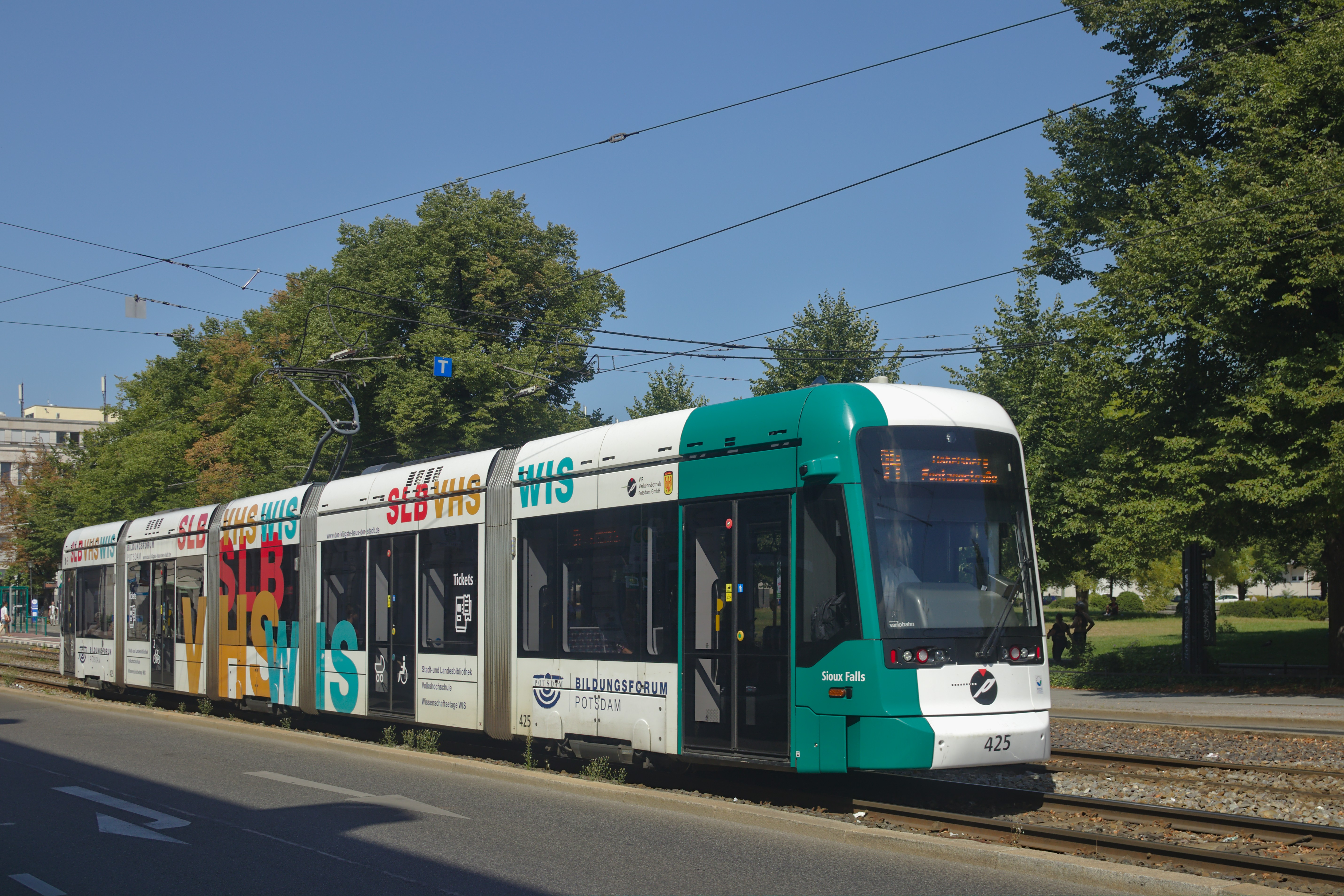
Straßenbahn des städtischen Verkehrsbetriebs ViP

Der Nahverkehr in Potsdam umfasst, neben der S-Bahn Berlin (Linie S7), verschiedene Angebote der Verkehrsbetriebe Potsdam (ViP): sieben Straßenbahnlinien, diverse Stadtbuslinien und eine Fährlinie, die Hermannswerder mit den Wohngebieten auf dem nordwestlichen Havelufer verbindet. Hinzu kommen die Regionalbuslinien, die Potsdam mit dem Umland verbinden: die Linien der Havelbus Verkehrsgesellschaft verkehren in den Landkreis Havelland, die Linien der Regiobus Potsdam-Mittelmark in den Landkreis Potsdam-Mittelmark und die Linien der Verkehrsgesellschaft Teltow-Fläming in den Landkreis Teltow-Fläming.
Durch den PlusBus des Verkehrsverbund Berlin-Brandenburg verkehren folgende Verbindungen ab Potsdam:
- Linie X1: Potsdam – Güterfelde – Stahnsdorf – Teltow
- Linie 580: Potsdam – Werder – Lehnin – Golzow – Bad Belzig
- Linie 643: Potsdam – Michendorf – Neuseddin – Beelitz
- Linie 715: Potsdam – Nudow – Ahrensdorf – Ludwigsfelde

Nachts ist Potsdam vom Berliner S-Bahnhof Nikolassee mit der Nachtbuslinie N16 erreichbar. Auch innerhalb der Stadt Potsdam verkehren in jeder Nacht durchgehend mehrere Nachtbuslinien.
Auf der Südseite des Hauptbahnhofs befindet sich ein größerer Busbahnhof, an dem zwischen vielen Stadt- und Regionalbuslinien sowie zwischen den Nachtbuslinien umgestiegen werden kann. Zentraler Umsteigepunkt im Straßenbahnnetz ist der Platz der Einheit.
Alle Angebote des Nahverkehrs können zu einheitlichen Tarifen im Verkehrsverbund Berlin-Brandenburg (VBB) genutzt werden.

### Eisenbahnverkehr

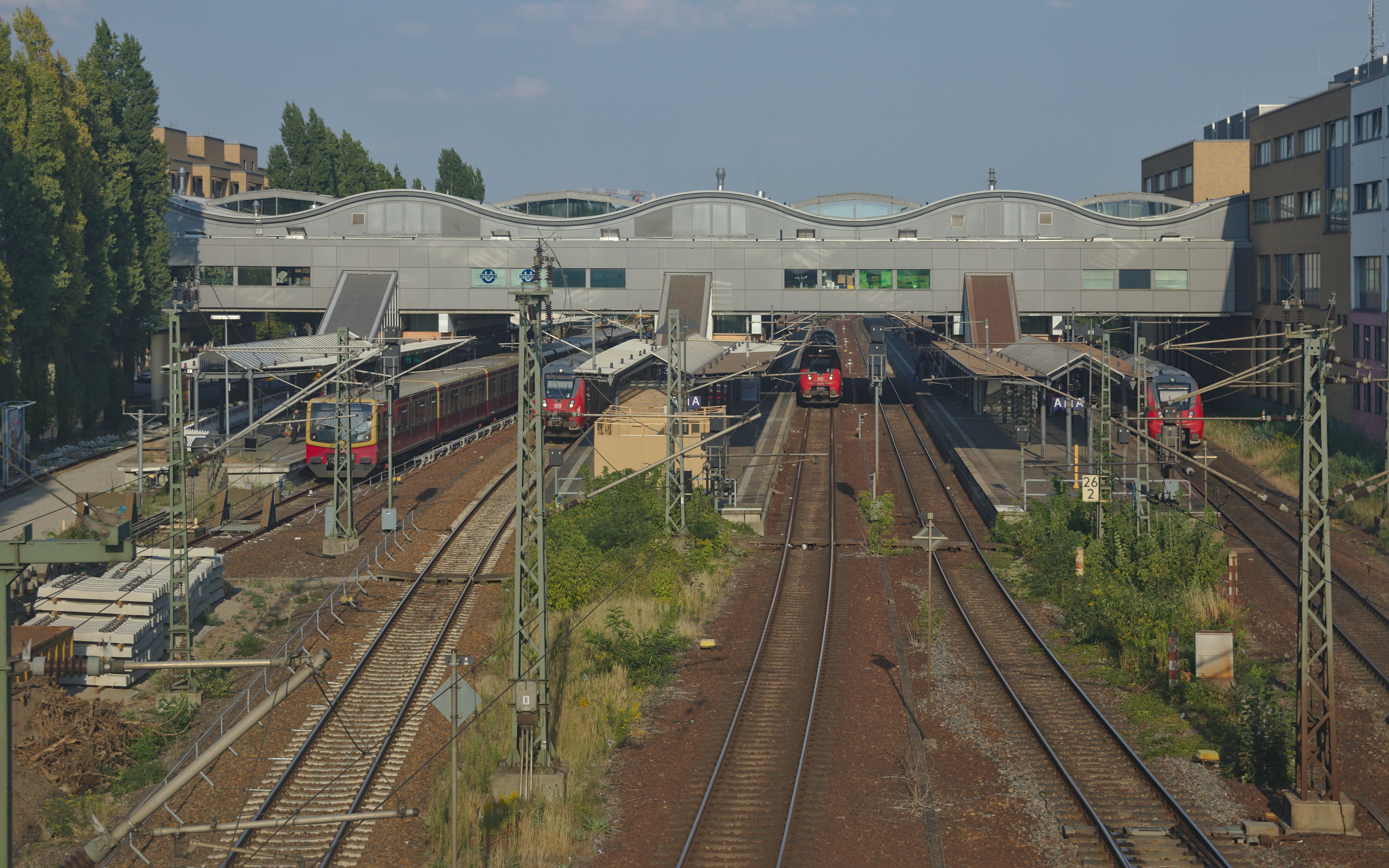
Hauptbahnhof mit S-Bahn Berlin und Regionalverkehrszügen

Durch das Stadtgebiet führen mehrere Eisenbahnstrecken. Die Verbindungen zwischen Potsdam und Berlin sind die von Berufspendlern meistfrequentierten Strecken in der Metropolregion Berlin-Brandenburg.
Die Berlin-Potsdamer Eisenbahn (Stammbahn) war die erste Eisenbahnstrecke Preußens (1838). Sie schuf eine Verbindung zwischen Berlin und Potsdam über Zehlendorf. 1845 wurde die Strecke bis nach Magdeburg fortgeführt. Auf Potsdamer Gebiet liegen an dieser Strecke und der parallelen S-Bahn-Strecke fünf Bahnhöfe und Haltepunkte: Griebnitzsee, Babelsberg, Potsdam Hauptbahnhof, Charlottenhof und Park Sanssouci.
Die 1879 eröffnete Berlin-Blankenheimer Eisenbahn (Wetzlarer Bahn) berührt das Stadtgebiet im Osten mit dem Bahnhof Potsdam Medienstadt Babelsberg und den an der Potsdamer Stadtgrenze liegenden Bahnhof Potsdam-Rehbrücke. An dieser Strecke liegt auch der wichtige Rangierbahnhof Seddin südlich von Potsdam. Ihr östlichstes Teilstück führt schnurgerade durch den Grunewald und hat über den Bahnhof Berlin-Charlottenburg Anschluss an die Berliner Stadtbahn. Nachdem 1945 die Stammbahn zwischen Berlin-Zehlendorf und Griebnitzsee unterbrochen wurde, läuft der gesamte Regional- und Fernverkehr zwischen Berlin und Potsdam über die Stadtbahn.
Die Wannseebahn wurde 1874 als Vorortstrecke angelegt, auf dem Abschnitt zwischen dem Bahnhof Berlin-Wannsee und der heutigen Stadtgrenze verläuft parallel dazu die Fernstrecke der Berlin-Blankenheimer Eisenbahn. 1891 wurden die Vorortgleise der Wannseebahn komplett von den Ferngleisen getrennt. Seit 1902 ist Potsdam über Vorortgleise der Grunewaldstrecke mit direkten Vorortzügen von der Berliner Stadtbahn aus zu erreichen. Im Jahr 1928 wurde auf den Vorortgleisen der elektrische S-Bahn-Betrieb aufgenommen.
Die Bahnstrecke Jüterbog–Nauen als Teil der Umgehungsbahn ging im Potsdamer Raum zwischen 1902 und 1908 in Betrieb. Die Strecke kreuzte die Bahnstrecke nach Magdeburg im Bahnhof Park Sanssouci (früher: Wildpark). Ihr Abschnitt nördlich des Bahnhofs Golm ging im Berliner Außenring auf. Nach 1945 entstand eine Verbindungskurve, die direkte Fahrten aus Richtung Süden zum Bahnhof Potsdam Stadt (seit 1999 Potsdam Hauptbahnhof) möglich machte. Der Abschnitt zwischen Potsdam und der Kreuzung mit der Berlin-Blankenheimer Eisenbahn bei Seddin wurde zur Hauptbahn ausgebaut, über die zeitweise Transitzüge von Süddeutschland nach West-Berlin fuhren.
Der Berliner Außenring mit seinem Damm durch den Templiner See wurde 1956 eröffnet. Hier liegt der (1999 geschlossene, 2024 wiedereröffnete) obere Teil des zeitweiligen (1960–1993) Potsdamer Hauptbahnhofs (seit 1993: Potsdam Pirschheide). Weitere Stationen am Außenring auf Potsdamer Gebiet sind der Bahnhof Golm und der Haltepunkt Marquardt. Die Anbindung Potsdams an den Eisenbahnfernverkehr ist stark eingeschränkt, seit die meisten Fernzüge seit Mitte der 2000er Jahre über die Schnellfahrstrecke Hannover–Berlin geführt werden.
Von der Stadt aus führen Regionalexpress- und Regionalbahnlinien in folgende Richtungen:
- Ab Hauptbahnhof (teilweise auch ab Charlottenhof, Park Sanssouci und Golm)
  - Berlin (RE 1, z. T. RB 21/22) – Frankfurt (Oder) (RE 1)
  - Brandenburg an der Havel – Magdeburg (RE 1)
  - Golm – Hennigsdorf – Oranienburg (RB 20)
  - Golm – Wustermark – Berlin-Spandau (RB 21)
  - Golm – Flughafen BER – Königs Wusterhausen (RB 22)
  - Golm / Berlin – Flughafen BER (RB 23)
  - Beelitz – Jüterbog (RB 33)
- Ab Medienstadt Babelsberg und Rehbrücke:
  - Berlin – Flughafen BER – Senftenberg: RE 7
  - Bad Belzig – Dessau: RE 7
  - Beelitz: RB 37

| Bahnhof                | Stadt/Bezirk | IC | RE | RB | S | Strecke                         | Anmerkung |
| ---------------------- | ------------ | -- | -- | -- | - | ------------------------------- | --- |
| Babelsberg             | P            |    |    |    | x | Wannseebahn                     | Nach dem Mauerbau 1961 fuhr ab diesem Bahnhof eine S-Bahn-Linie mit Dieselzügen der Baureihe 171 (später: BR 771) über Potsdam-Stadt (heute: Hauptbahnhof), Potsdam-West (heute: Potsdam-Charlottenhof) zum damaligen Hauptbahnhof (heute: Potsdam-Pirschheide) bis 1992 der reguläre S-Bahn-Verkehr wieder aufgenommen wurde. Diese Züge wurden im Sprachgebrauch auch als ‚Eule‘ bezeichnet. |
| Charlottenhof          | P            |    | x  | x  |   | Berlin–Magdeburg                | Hieß zu DDR-Zeiten Potsdam-West. |
| Golm                   | P            |    |    | x  |   | Außenring Jüterbog–Nauen        | Liegt an einem Campus der Universität Potsdam. |
| Griebnitzsee           | P            |    |    | x  | x | Berlin–Magdeburg Wannseebahn    | Die S-Bahn war 1961–1992 außer Betrieb, der Bahnhof wurde nur als Grenzbahnhof genutzt. Der Bahnhof liegt an einem Campus der Universität Potsdam. Ehemalige Bahnhofsnamen waren Neubabelsberg und Babelsberg-Ufastadt. |
| Hauptbahnhof           | P            | x  | x  | x  | x | Berlin–Magdeburg Wannseebahn    | Ältester Bahnhof der Stadt, ist ein umfangreicher Neubau mit Einkaufspassagen. |
| Marquardt              | P            |    |    | x  |   | Außenring                       | |
| Medienstadt Babelsberg | P            |    | x  | x  |   | Berlin–Blankenheim              | Hieß auch mal Bahnhof Drewitz. Nicht zu verwechseln mit Babelsberg-Ufastadt, einer ehemaligen Bezeichnung des Bahnhofs Griebnitzsee. |
| Park Sanssouci         | P            |    | x  | x  |   | Berlin–Magdeburg Jüterbog–Nauen | Hieß früher Wildpark. Auf dem Bahnhofsareal liegt Gebäude des Kaiserbahnhofs. |
| Pirschheide            | P            |    |    | x  |   | Außenring Jüterbog–Nauen        | War bis 1993 der Hauptbahnhof. Der obere Teil am Außenring war ab 1999 außer Betrieb und die Züge fuhren bis zur Wiedereröffnung 2024 ohne Halt durch. |

### Schiffsverkehr

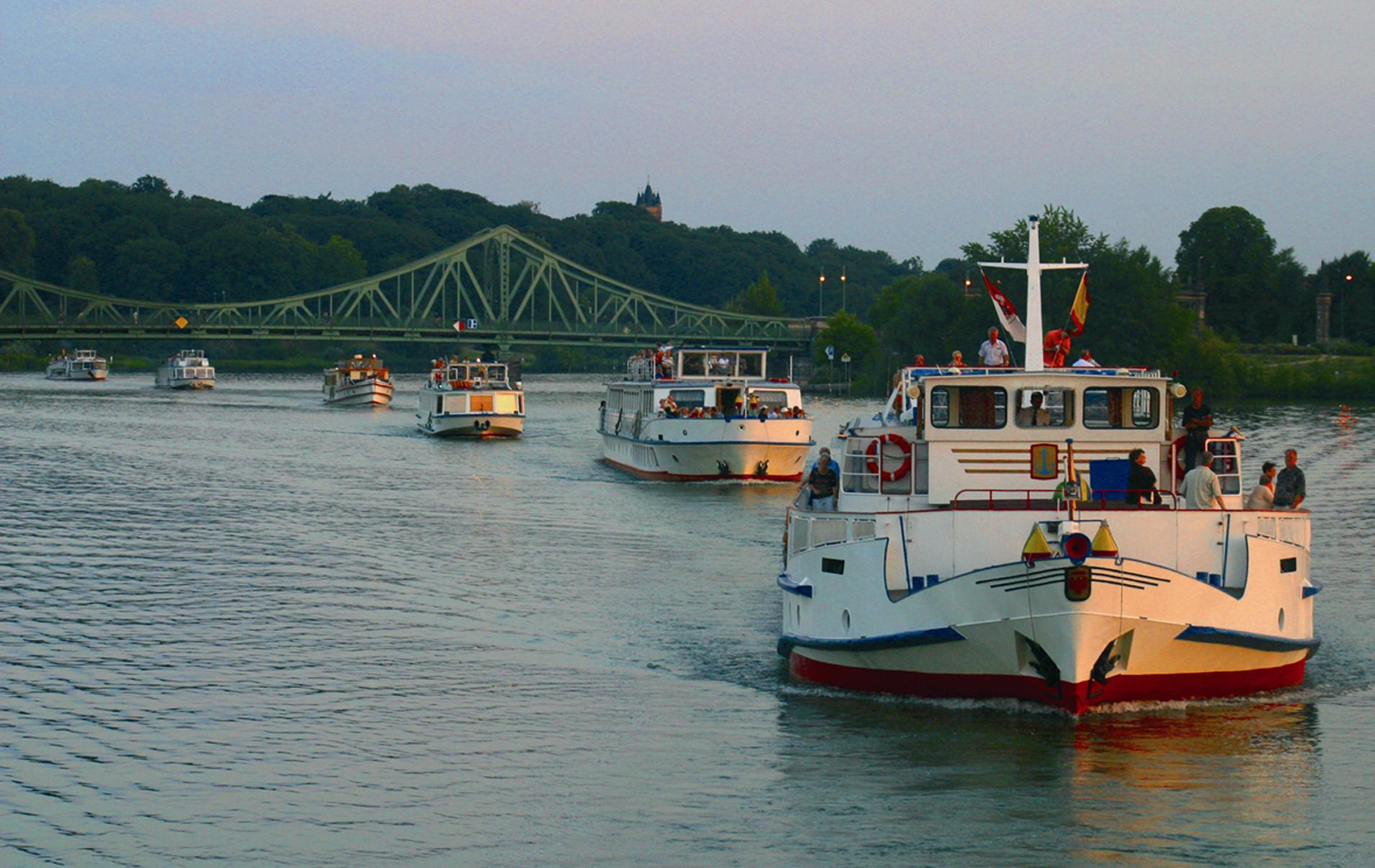
Schiffe der Weißen Flotte Potsdam

Potsdam wird tangiert von der Unteren Havel-Wasserstraße. Sie ist die wichtigste Ost-West-Verbindung der Binnenschifffahrt zwischen der Oder, Berlin und der Elbe. Die Frachtschifffahrt benutzt den Sacrow-Paretzer Kanal. Der Hafen an der Langen Brücke in Potsdam wird von den Schiffen des Unternehmens Weisse Flotte Potsdam und Gastliegern von Schifffahrtsunternehmen aus Deutschland und anderen europäischen Ländern genutzt. In der Saison gibt es einen täglichen Linienverkehr vom Hafen an der Langen Brücke nach Berlin-Wannsee, sowie in Richtung Caputh, Ferch und Werder. In der Alten Fahrt der Havel an der Freundschaftsinsel stehen Anleger für den privaten Wassersport zur Verfügung.

### Luftverkehr
Potsdam ist über den rund 40 Kilometer in östlicher Richtung entfernten Flughafen Berlin Brandenburg (BER) an den nationalen und internationalen Luftverkehr angeschlossen.
Der Flughafen ist mit der Regionalbahnlinie RB22 und der Schnellbuslinie BER2 bzw. über die Schnellstraße Potsdam–Schönefeld erreichbar.

## Bildung

### Hochschulen
Potsdam ist eine international renommierte Universitätsstadt mit drei öffentlichen Hochschulen. Im Wintersemester 2020/21 sind 26.555 Studenten in den Hochschulen eingeschrieben. 2019 hatten 26,3 % der Einwohner einen Fachhochschul- oder Hochschulabschluss oder Promotion (Bundesdurchschnitt von 18,5 %).

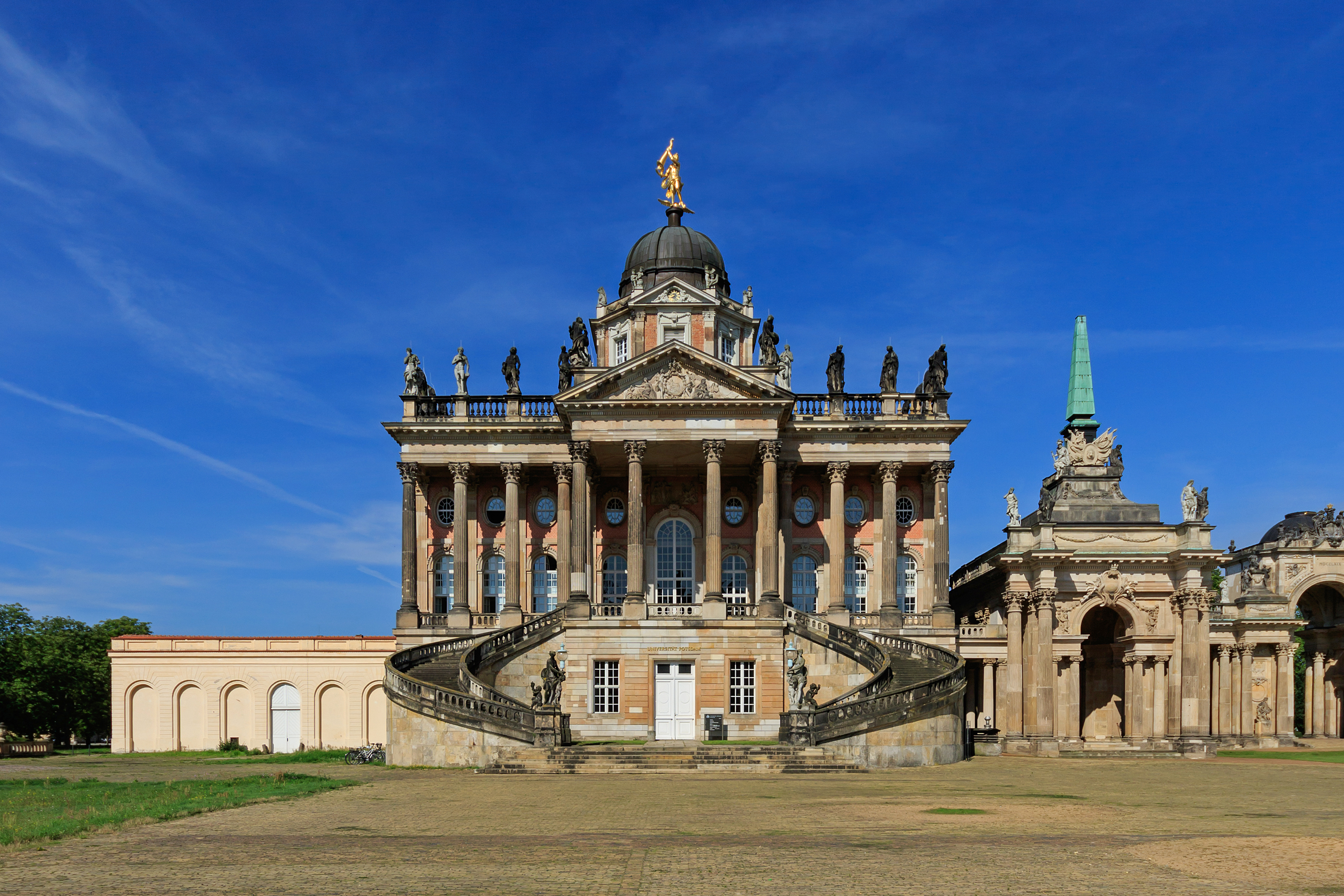
Universität Potsdam am Neuen Palais

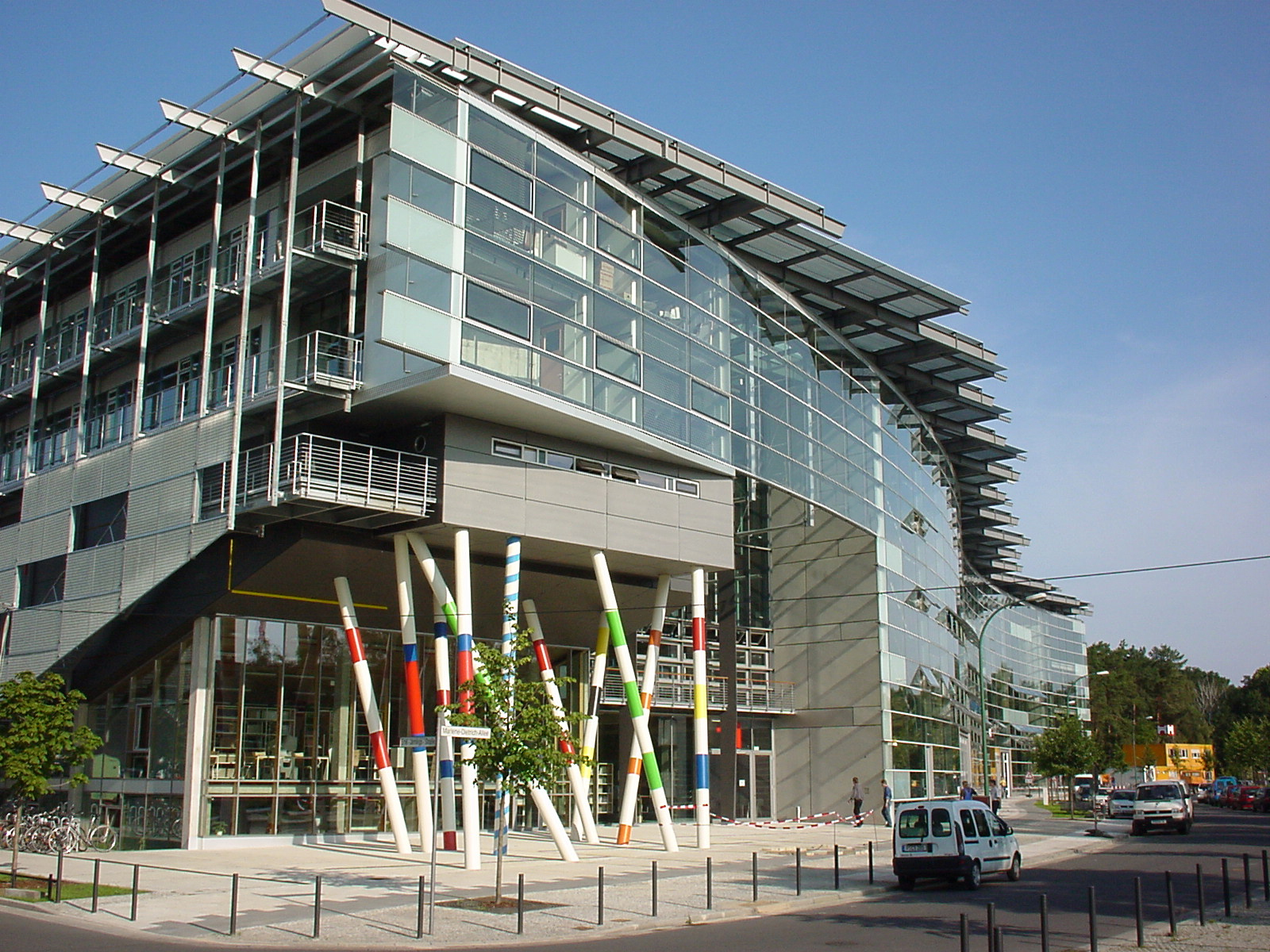
Die Filmuniversität Babelsberg, Deutschlands einzige Medienakademie mit Universitätsrang

Die Universität Potsdam wurde 1991 als Universität des Landes Brandenburg gegründet. Die Universität ist auf die drei Hauptstandorte Am Neuen Palais, Golm und Griebnitzsee verteilt und hat insgesamt über 20.000 Studenten. Die gemeinsam von der Universität Potsdam und dem Hasso-Plattner-Institut gegründete Digital Engineering Fakultät ist die erste privat finanzierte Fakultät einer öffentlichen Universität in Deutschland.
Die Filmuniversität Babelsberg ist die älteste und größte Medienhochschule Deutschlands und seit 2014 Universität. Sie wurde 1954 als Deutsche Hochschule für Filmkunst gegründet und trug seit 1985 den Namen Hochschule für Film und Fernsehen „Konrad Wolf“. Der Campus der Universität befindet sich auf dem Gelände des Filmstudios Babelsberg und wird aktuell von etwa 800 Studenten besucht. An der Hochschule werden die jährlichen Sehsüchte, ein internationales Studentenfilmfestival, organisiert. Die EMS Electronic Media School bildet Journalisten aus.
Die Fachhochschule Potsdam ist eine junge Hochschule, die 1991 in Trägerschaft des Landes Brandenburg gegründet wurde. Sie wird von über 3500 Studenten besucht.
Neben den staatlichen Hochschulen gibt es in der Stadt auch die privat geführte Fachhochschule für Sport und Management Potsdam und die ebenfalls private HMU Health and Medical University.

### Forschung
Die Stadt Potsdam hat sich seit der Mitte des 19. Jahrhunderts zu einem Forschungsstandort entwickelt. In keiner deutschen Stadt gibt es mehr Forschungseinrichtungen je Einwohner als in Potsdam. Das wissenschaftliche Potenzial erstreckt sich auf mehr als 30 Forschungseinrichtungen in den Bereichen Geist und Gesellschaft, Geowissenschaften und Umwelt, Biologie und Leben sowie Physik und Chemie, darunter drei Max-Planck-Institute und zwei Fraunhofer-Institute. Viele der Institute sind an die Universität Potsdam angegliedert.

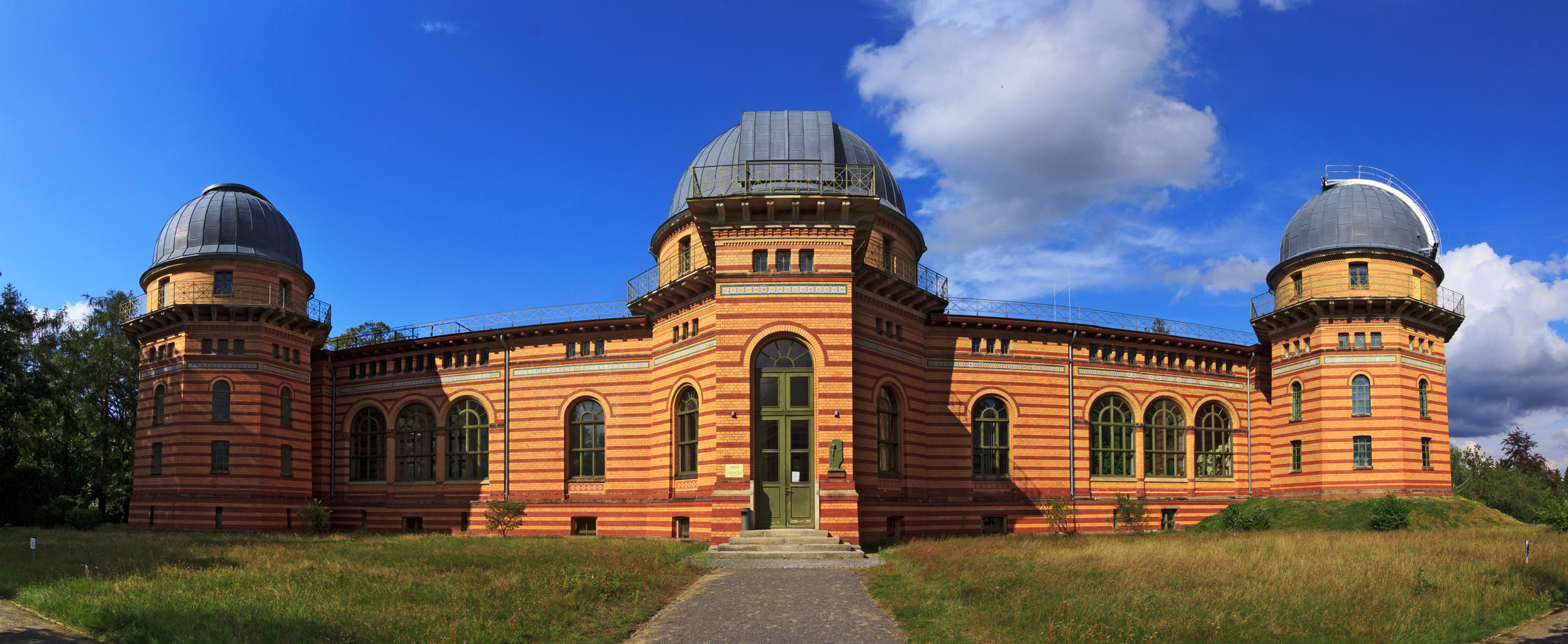
Potsdam-Institut für Klimafolgenforschung

Zu den Forschungsinstituten zählen unter anderem das Alfred-Wegener-Institut für Polar- und Meeresforschung, das Fraunhofer-Institut für Angewandte Polymerforschung, das Max-Planck-Institut für Kolloid- und Grenzflächenforschung, das Max-Planck-Institut für molekulare Pflanzenphysiologie, das Max-Planck-Institut für Gravitationsphysik (Albert-Einstein-Institut), das Geoforschungszentrum Potsdam, das Leibniz-Institut für Astrophysik, das Moses Mendelssohn Zentrum für europäisch-jüdische Studien, das Potsdam-Institut für Klimafolgenforschung und das Zentrum für Zeithistorische Forschung. Im benachbarten Bergholz-Rehbrücke liegt außerdem das Deutsche Institut für Ernährungsforschung.

### Schulen
Im Schuljahr 2023/24 gab es in Potsdam 46 kommunal betriebene Schulen, an denen 20.044 Schüler lernten. Laut Daten des Statistischen Bundesamts erlangen in den frühen 2020er Jahren in keiner anderen deutschen Großstadt mehr Schüler eines Jahrgangs die allgemeine Hochschulreife als in Potsdam. Beispielhaft schlossen im Jahre 2017 1.124 von 1.942 Schülern in Potsdam ihre weiterführenden Schulen mit Abitur ab, was einer Quote von 58 % entspricht. Der deutschlandweite Durchschnitt lag bei rund 34 %.

## Architektur

### Welterbe
Bereits 1990 wurden die Potsdamer Schlösser und Parks auf gemeinsamen Antrag beider deutscher Staaten zum UNESCO-Welterbe erklärt. Seitdem gehören die Parkanlagen Sanssouci, Neuer Garten, Babelsberg, Glienicke und die Pfaueninsel mit ihren Schlössern sowie seit 1992 Schloss und Park Sacrow mit der Heilandskirche zum Weltkulturerbe. 1999 wurde das Potsdamer Welterbe um 14 Denkmalbereiche erweitert, darunter Schloss und Park Lindstedt, die russische Kolonie Alexandrowka, das Belvedere auf dem Pfingstberg, der Kaiserbahnhof und die Sternwarte am Babelsberger Park. Insgesamt erstreckt sich das Welterbe im Potsdamer Stadtgebiet auf 1337 ha Parkanlagen mit 150 Gebäuden aus der Zeit von 1730 bis 1916. Die Berlin-Potsdamer Kulturlandschaft (mit Gesamtfläche von 2064 ha) ist damit die drittgrößte der deutschen Welterbestätten.
Das Ensemble erfüllt die Ansprüche gemäß den Kriterien I, II und IV der UNESCO. Es ist zuerst eine einzigartige künstlerische Leistung, ein Meisterwerk des schöpferischen Geistes (I). Es hat beträchtlichen Einfluss auf die Entwicklung der Architektur, des Städtebaus und der Landschaftsgestaltung ausgeübt (II). Zudem ist es ein herausragendes Beispiel von architektonischen Ensembles oder einer Landschaft, die bedeutsame Abschnitte in der menschlichen Geschichte darstellen (IV).

### Schlösser und Gärten

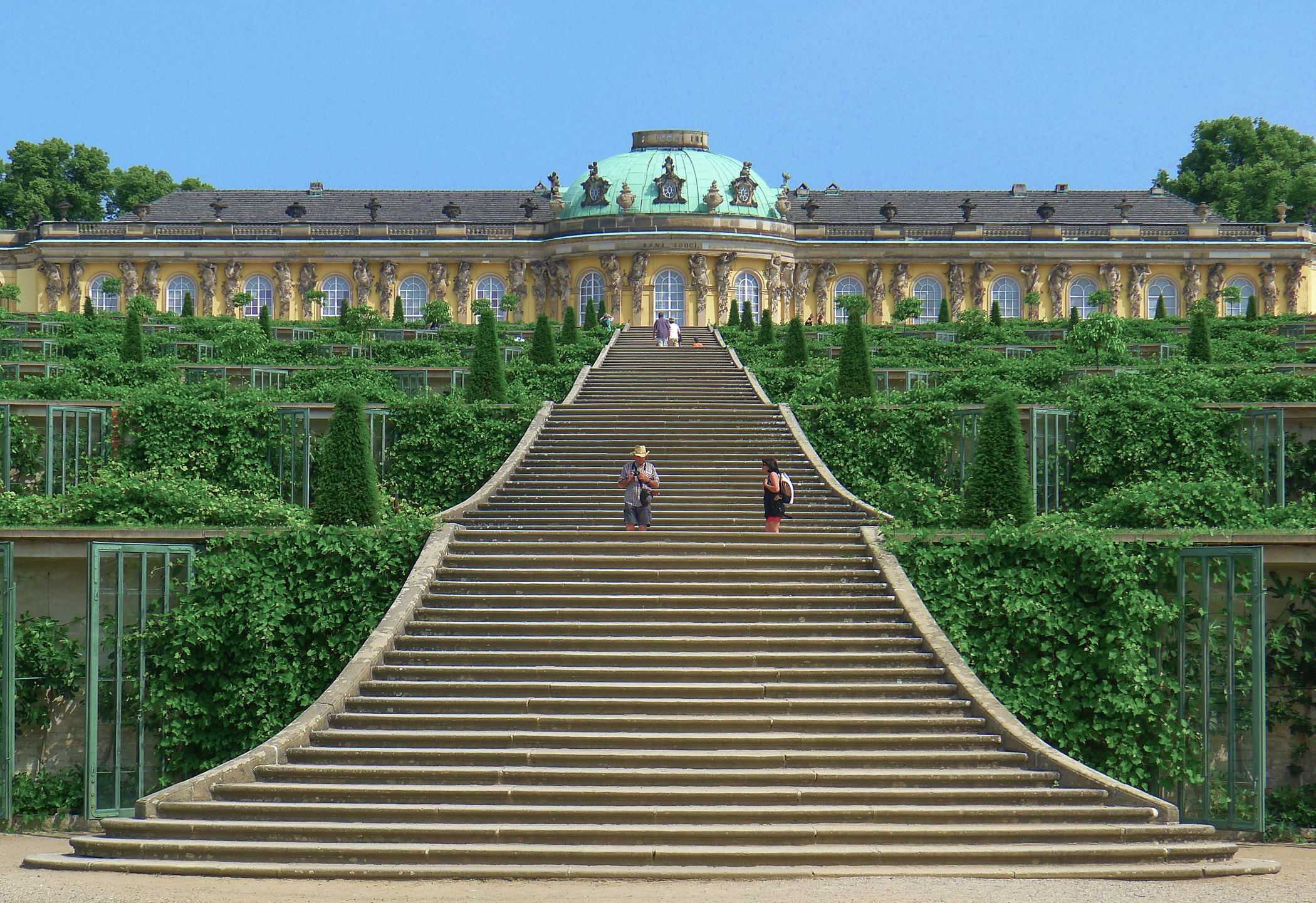
Schloss Sanssouci im Stil des Rokoko mit Weinbergterrassen

Potsdam ist vor allem als Stadt der Schlösser und Gärten bekannt. Die Berlin-Potsdamer Kulturlandschaft umfasst fast 20 Schlösser oder Palais. Die prominenteste Sehenswürdigkeit und Wahrzeichen der Stadt ist das Schloss Sanssouci mit seinen Parkanlagen. Nach eigenen Skizzen ließ der preußische König Friedrich der Große in den Jahren 1745–1747 ein kleines Sommerschloss im Stil des Rokoko errichten. Die Lage des Sommersitzes im Südwesten der Residenzstadt Berlin erinnert an die Funktion von Versailles im Verhältnis zu Paris.

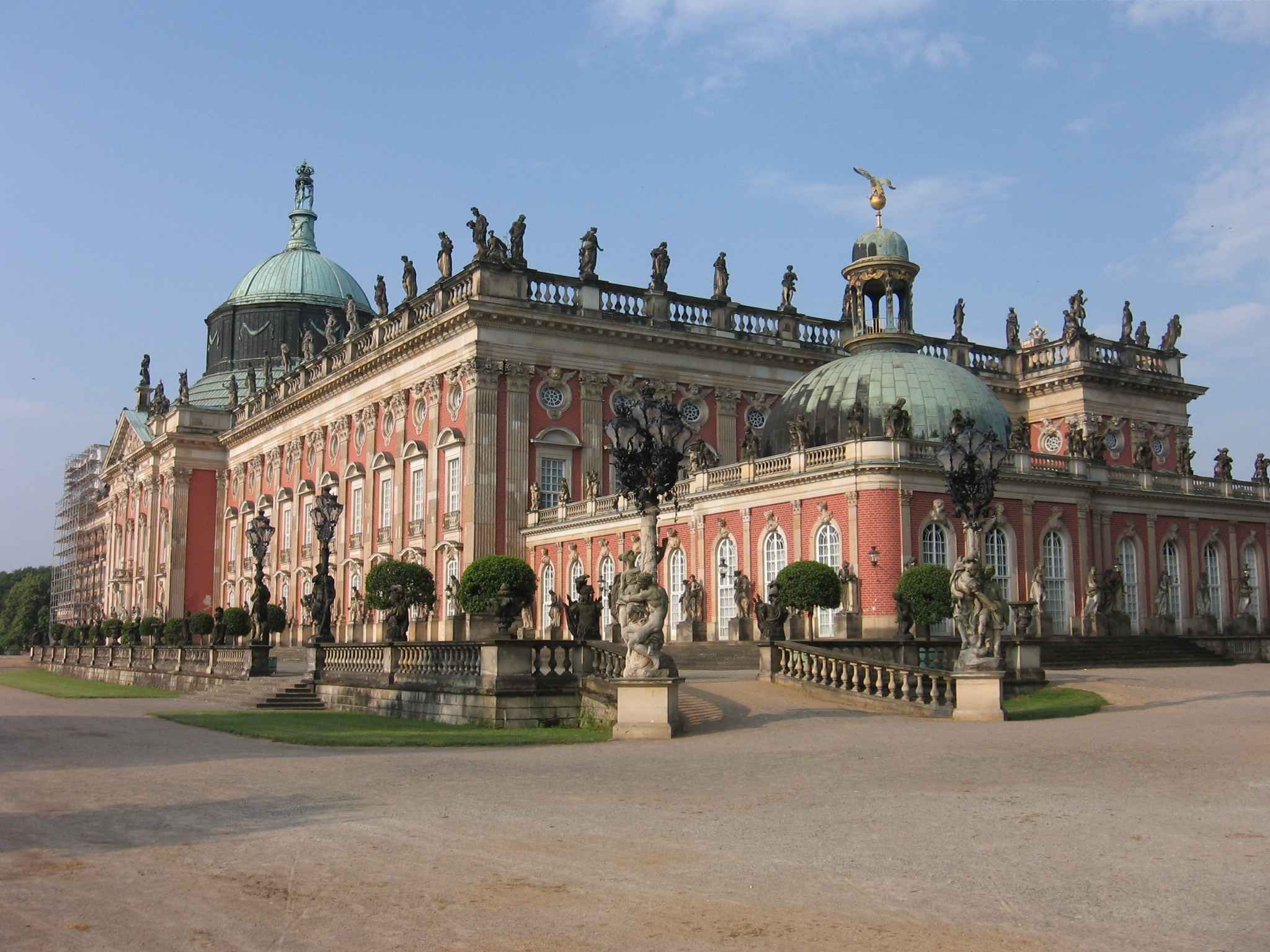
Barockes Neues Palais, größtes Schloss Potsdams

Das Neue Palais ist das größte Schloss der Stadt Potsdam. Es befindet sich am westlichen Ende des Parks Sanssouci. Der Bau wurde 1763 nach Beendigung des Siebenjährigen Krieges durch Friedrich den Großen begonnen und bereits 1769 fertiggestellt. Es gilt als letzte bedeutende Schlossanlage des preußischen Barocks. Friedrich plante es allein zu Repräsentationszwecken. Über 200 Räume, vier Festsäle und ein Rokokotheater standen bereit. Über 400 Statuen aus der antiken Götterwelt schmücken die Fassade und die Dachbalustrade.
Das Stadtschloss befindet sich am Alten Markt. In ihm tagt der Brandenburger Landtag.
Das Orangerieschloss auf dem Höhenzug zwischen Klausberg und Schloss Sanssouci ließ der „Romantiker auf dem Thron“, Friedrich Wilhelm IV. in den Jahren von 1851 bis 1864 erbauen. Die Errichtung des Orangerieschlosses stand in Verbindung mit der Planung einer Triumphstraße. Am Triumphtor sollte die Prachtstraße beginnen und am Belvedere auf dem Klausberg enden. Höhenunterschiede sollten durch Viadukte ausgeglichen werden. Wegen der politischen Unruhen der Märzrevolution und der fehlenden finanziellen Mittel wurde das gigantische Projekt jedoch nie vollendet. Das Orangerieschloss wurde mit einer Frontlänge von 300 Metern im Stil der italienischen Renaissance errichtet, nach dem architektonischen Vorbild der Villa Medici in Rom und der Uffizien in Florenz.

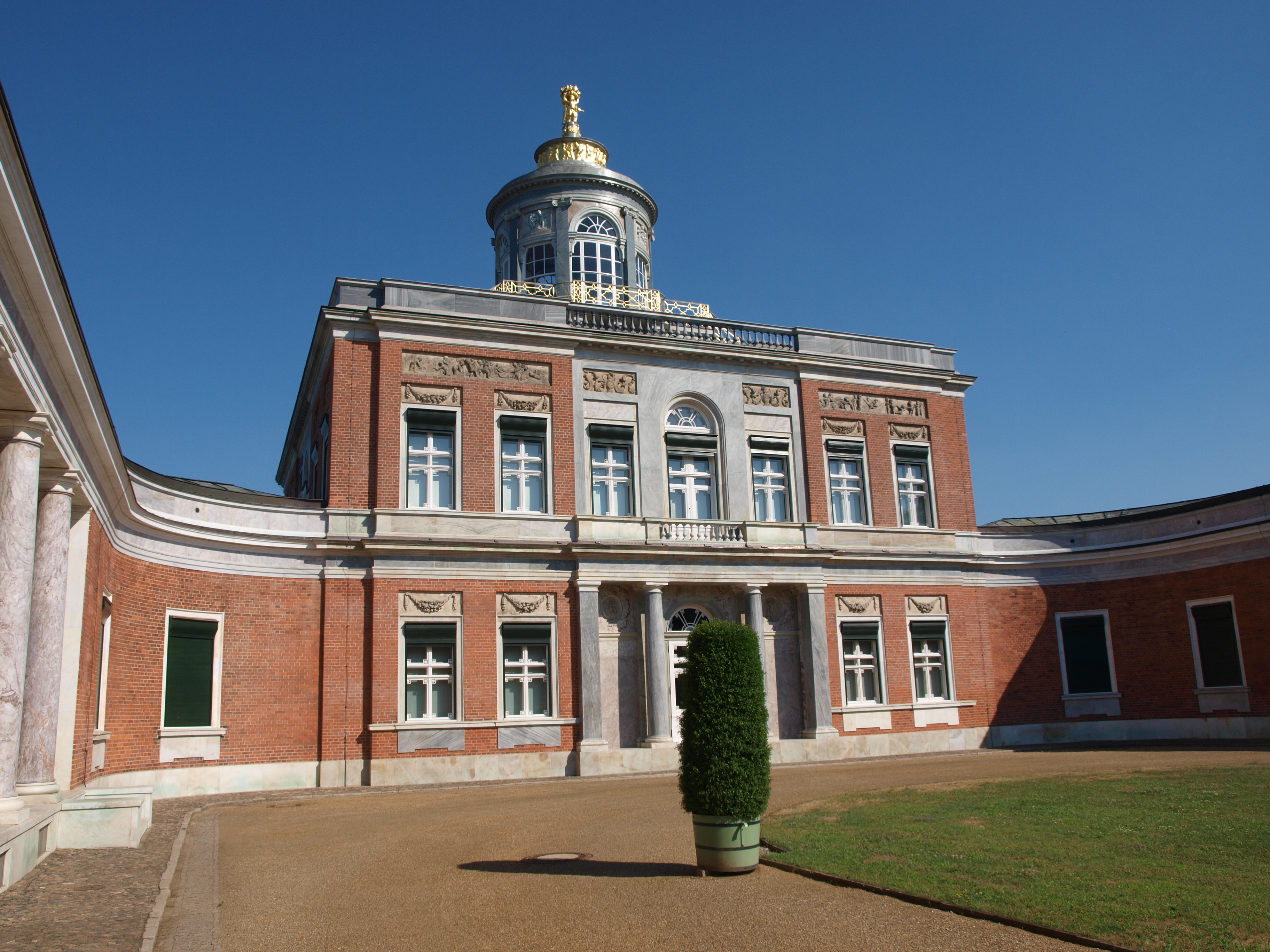
Marmorpalais im Stil des Frühklassizismus im Neuen Garten

Im Potsdamer Neuen Garten, dicht am Ufer des Heiligen Sees, ließ Friedrich Wilhelm II. in den Jahren 1787–1792 das Marmorpalais errichten. Die Architekten Carl von Gontard und ab 1789 Carl Gotthard Langhans schufen ein Schlossgebäude im Stil des Frühklassizismus. Das aus rotem Backstein errichtete Marmorpalais ist ein zweigeschossiges Gebäude mit quadratischem Grundriss. Wegen der schönen Aussicht wurde auf das flache Dach des kubischen Baukörpers ein Rundtempel gesetzt. Als Blickfang dient unter anderem das weiße Schloss auf der Pfaueninsel.

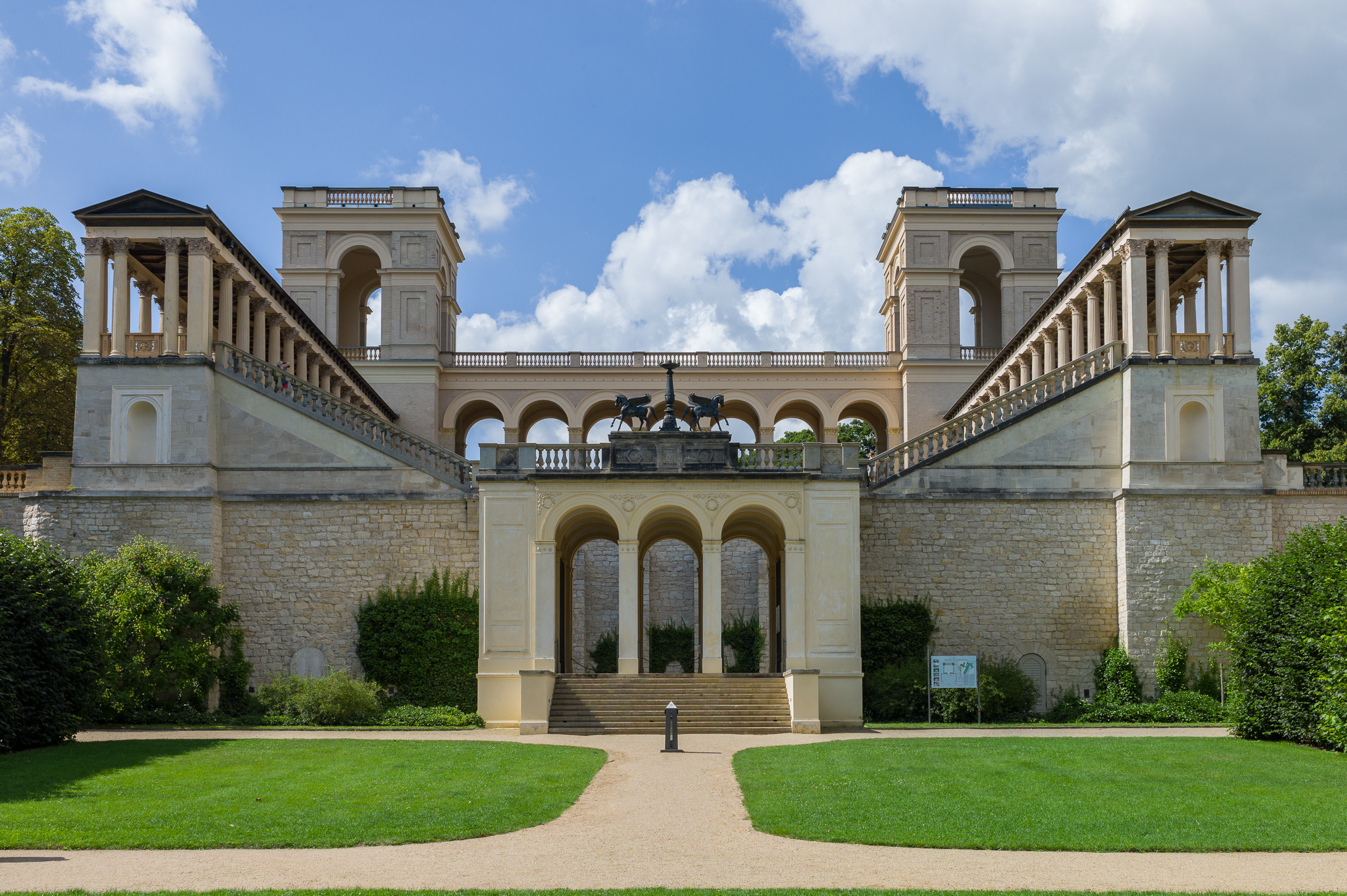
Belvedere auf dem Pfingstberg

Auch das italienisch anmutende Schloss Belvedere auf dem Pfingstberg im Potsdamer Norden ist ein bedeutender Bestandteil der Potsdamer Schlösserlandschaft. Zwischen 1847 und 1863 nach Plänen Friedrich Wilhelms IV. erbaut, bietet es aus 100 Metern Höhe eine Aussicht über die Potsdam umgebende Kulturlandschaft bis hin zum Berliner Fernsehturm. In der Zeit der Teilung Deutschlands war es aufgrund der Lage nahe der KGB-Zentrale am Fuße des Pfingstberges geschlossen worden und verfiel. Erst die späteren Gründer des Förderverein Pfingstberg in Potsdam e. V. sorgten ab 1987 mit ihrem unermüdlichen Engagement dafür, dass es wiederhergestellt werden konnte.
Neben den Schlössern verfügt Potsdam über sieben Parklandschaften. Die bekannteste Gartenanlage ist der Park Sanssouci. Auf Anweisung Friedrichs des Großen wurde der Wüste Berg 1744 durch die Anlage von Weinterrassen kultiviert. Durch die Ausweitung nach Westen, bildete sich bis zum Neuen Palais eine schnurgerade rund 2,5 Kilometer lange Hauptallee. Die Sehenswürdigkeiten im Park Sanssouci sind zahlreich. Neben Schlossgebäuden, Pavillons, Tempeln und Skulpturen befindet sich auch der Botanische Garten auf dem Areal sowie die Historische Mühle, um die sich eine Legende rankt.

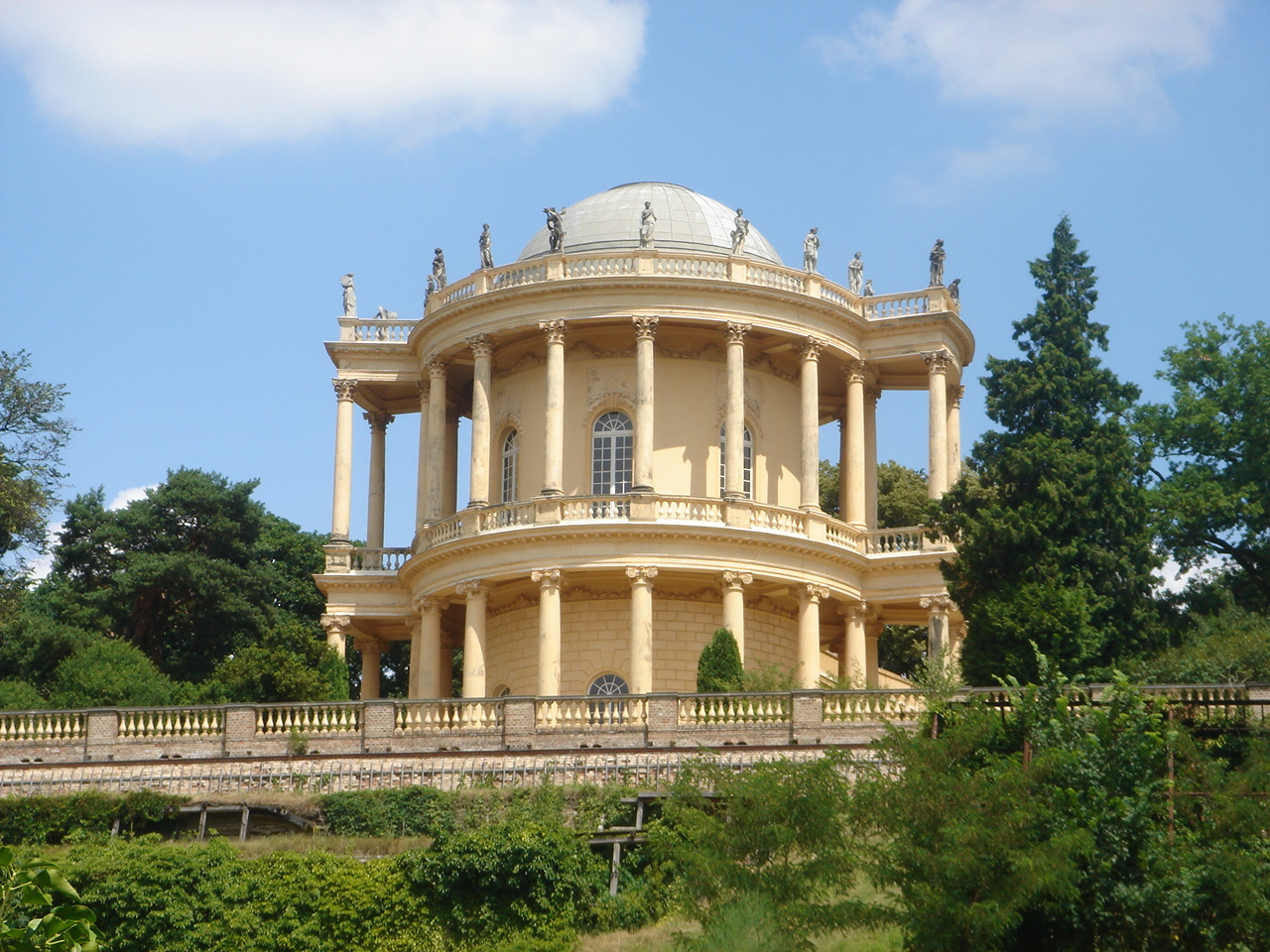
Belvedere auf dem Klausberg, nördlich des Parks Sanssouci

Der Neue Garten entstand ab 1787. Er sollte dem Zeitgeist entsprechend ein gartenarchitektonisch modernes Bild wiedergeben und sich von den Formen des barocken Parks Sanssouci abheben. Der freien Natur nachgebildet, betonte man in der Gestaltung den landschaftlichen Charakter. Die Bäume und Pflanzen sollten ungeschnitten in freier Wuchsform natürlich erscheinen. Die bekanntesten Gebäude sind das Schloss Cecilienhof und das Marmorpalais, aber auch eine kleine Pyramide, eine Sphinx am Ägyptischen Portal der Orangerie und ein Obelisk sind zu entdecken.

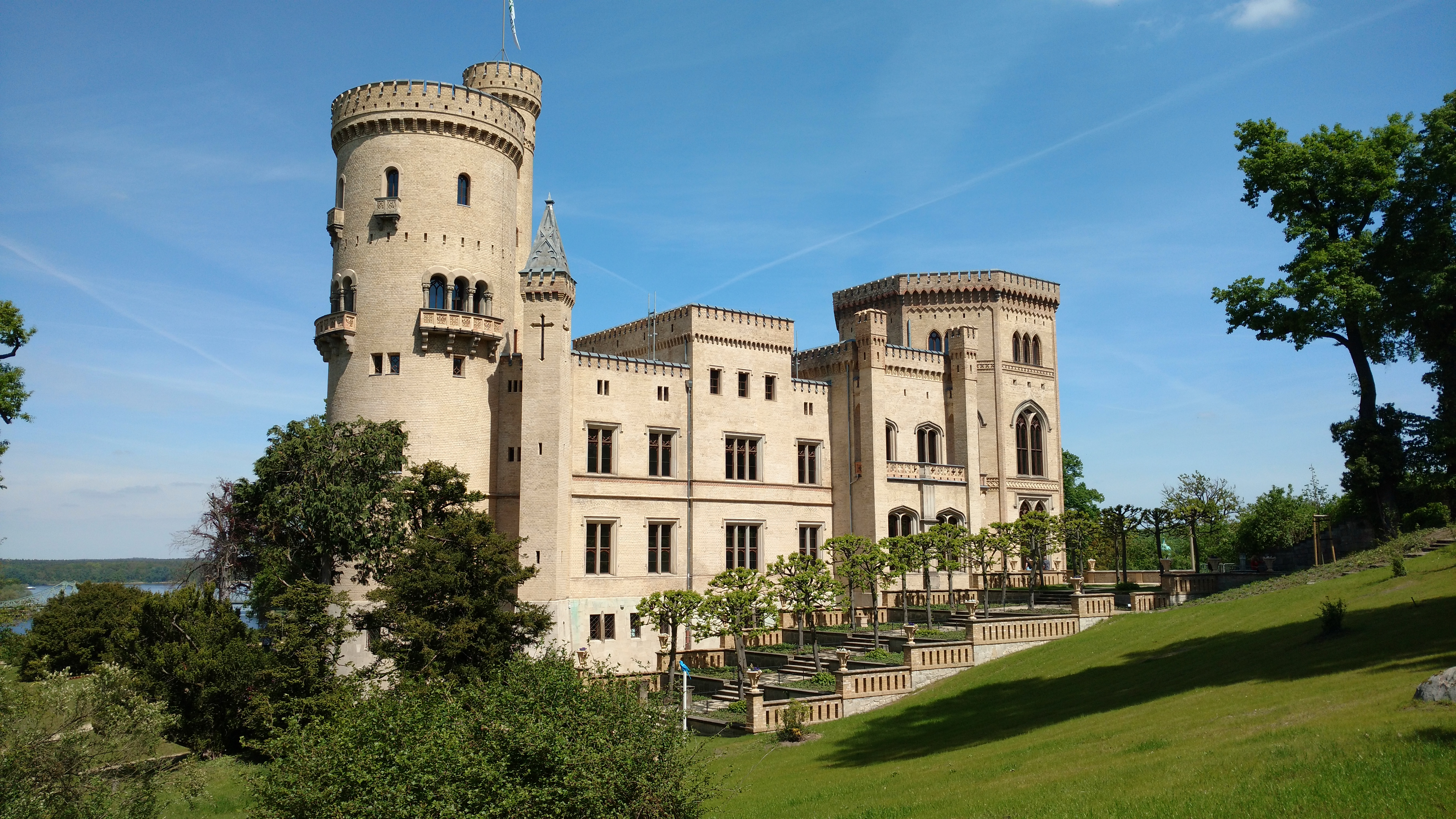
Schloss Babelsberg im Park Babelsberg

Peter Joseph Lenné und Fürst Hermann von Pückler-Muskau gestalteten den Park Babelsberg. Das zur Havel abfallende, hügelige Gelände wurde ab 1833 in eine Parklandschaft umgewandelt. Neben den zwei Schlössern im Park bietet der 46 Meter hohe Flatowturm eine Aussicht über die Stadt. Den tiefsten Einschnitt erfuhr der Park durch den Bau der Berliner Mauer 1961. Das Grenzgebiet durfte nicht betreten werden und verwilderte, es ist wieder kultiviert und zugängig. In dem Park befindet sich ein Studentenwohnheim der Universität Potsdam.
Das Jagdschloss Stern wurde von 1730 bis 1732 unter dem Soldatenkönig Friedrich Wilhelm I. erbaut, der leidenschaftlicher Anhänger der Parforcejagd war. Zu diesem Zweck ließ dieser ein riesiges Jagdgebiet – die Parforceheide – vor den Toren Potsdams einhegen, das mit 16 Schneisen durchzogen wurde, die alle von einem Kreuzungspunkt ausgingen. An diesem Wegestern ließ er durch niederländische Baumeister ein kleines Jagdschloss im Stile holländischer unverputzter Ziegelsteinhäuser errichten. Dabei sammelte man nebenbei auch Erfahrungen für den späteren Bau des Holländischen Viertels auf dem sandigen Potsdamer Baugrund. Es blieb der einzige Schlossbau des Soldatenkönigs in Potsdam.
Die Freundschaftsinsel mit Freilichtbühne, Ausflugslokal, Ausstellungspavillon und einem Schau- und Sichtungsgarten für Stauden- und Rosenpflanzungen liegt im Zentrum der Stadt zwischen den beiden Havelarmen Alte und Neue Fahrt.
Der älteste Garten der Stadt Potsdam ist der Lustgarten, den der Große Kurfürst 1660 vor dem Stadtschloss anlegen ließ. Im Rahmen der Bundesgartenschau 2001 wurde er in moderner Form wieder angelegt.
Der Wildpark Potsdam gilt als „Lennés vergessener Garten“. Er wurde 1843 eingerichtet und ist über 875 Hektar groß. Erreichbar ist er über die Bahnstation Potsdam Park Sanssouci mit dem bekannten Kaiserbahnhof.
Der Volkspark Potsdam ist der neueste Park in der Stadt. Er wurde zur Bundesgartenschau 2001 auf einem ehemaligen militärisch genutzten Gelände in Potsdam-Bornstedt angelegt. Die dort errichtete Biosphäre ist eine Tropenhalle mit rund 20.000 Gewächsen.
Im Stadtteil Bornim befindet sich der öffentlich zugängliche Karl-Foerster-Garten des Staudenzüchters und Garten-Philosophen Karl Foerster.

### Viertel und Plätze

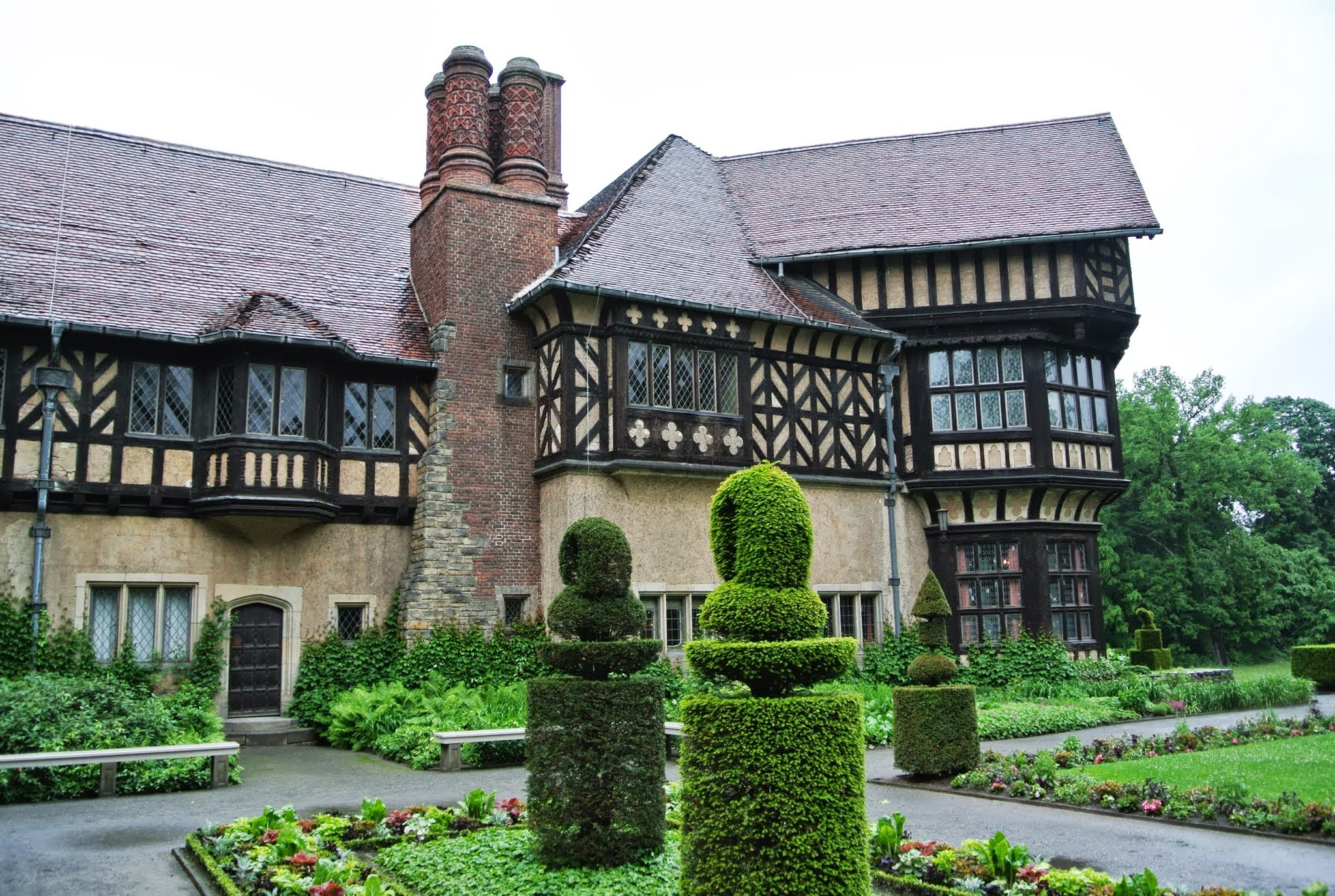
Schloss Cecilienhof

Seit dem Ausbau als Residenzstadt ist Potsdam eine europäisch geprägte Stadt. Dies spiegelt sich auch in der Kultur und Architektur wider. Neben zahlreichen Baustilen aus unterschiedlichen Epochen finden sich auch Wohnhäuser nach dem Vorbild niederländischer und russischer Bauweise, die für ehemalige Siedler errichtet wurden. Dem Zeitgeist entsprachen exotische Gebäude wie das Chinesische Haus aus dem 18. Jahrhundert oder die Schweizerhäuser in Klein Glienicke aus dem 19. Jahrhundert. Im norwegischen Stil wurde die Matrosenstation Kongsnæs errichtet (1945 größtenteils zerstört) und im englischen Landhausstil das Schloss Cecilienhof im Neuen Garten. Obwohl die Stadt eine über eintausendjährige Geschichte hat, sind keine Bauten aus dem Mittelalter erhalten. Die jeweiligen Regenten zeigten mit ihren ambitionierten Bauvorhaben ihre Vorliebe für Kultur und technische Leistungsfähigkeit.

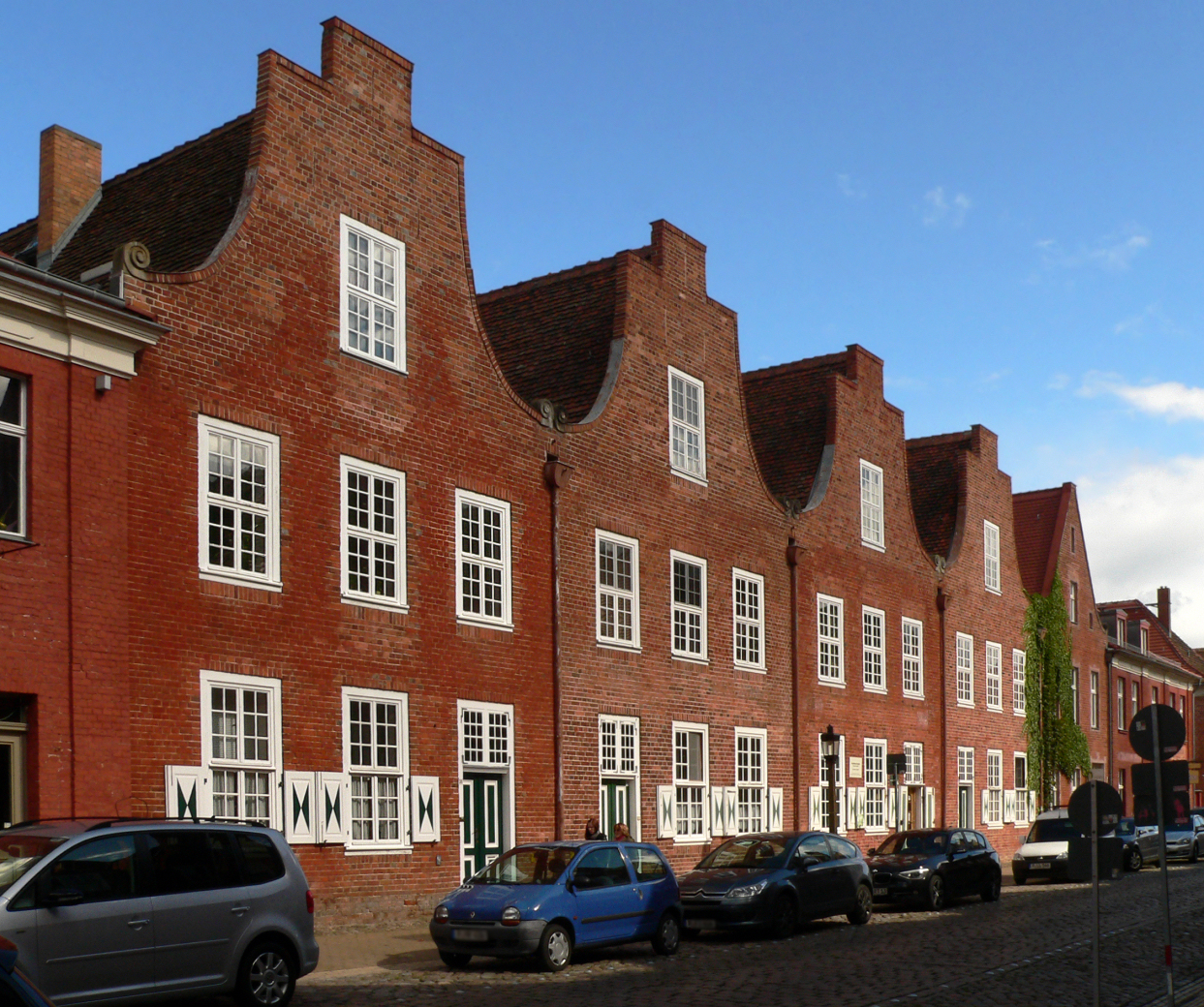
Giebelhäuser im Holländischen Viertel

Um niederländische Handwerker nach Potsdam zu locken, ließ der Soldatenkönig Friedrich Wilhelm I. zwischen 1733 und 1740 das Holländische Viertel errichten. Der zu den ersten Siedlern gehörende Baumeister Jan Bouman bekam die Leitung übertragen. Das zentral gelegene und in sich geschlossene Quartier besteht aus 134 Häusern aus rotem Ziegelstein, die durch zwei Straßen in vier Blöcke aufgeteilt werden. Das Viertel wird durch das Nauener Tor und die Peter-und-Paul-Kirche begrenzt.

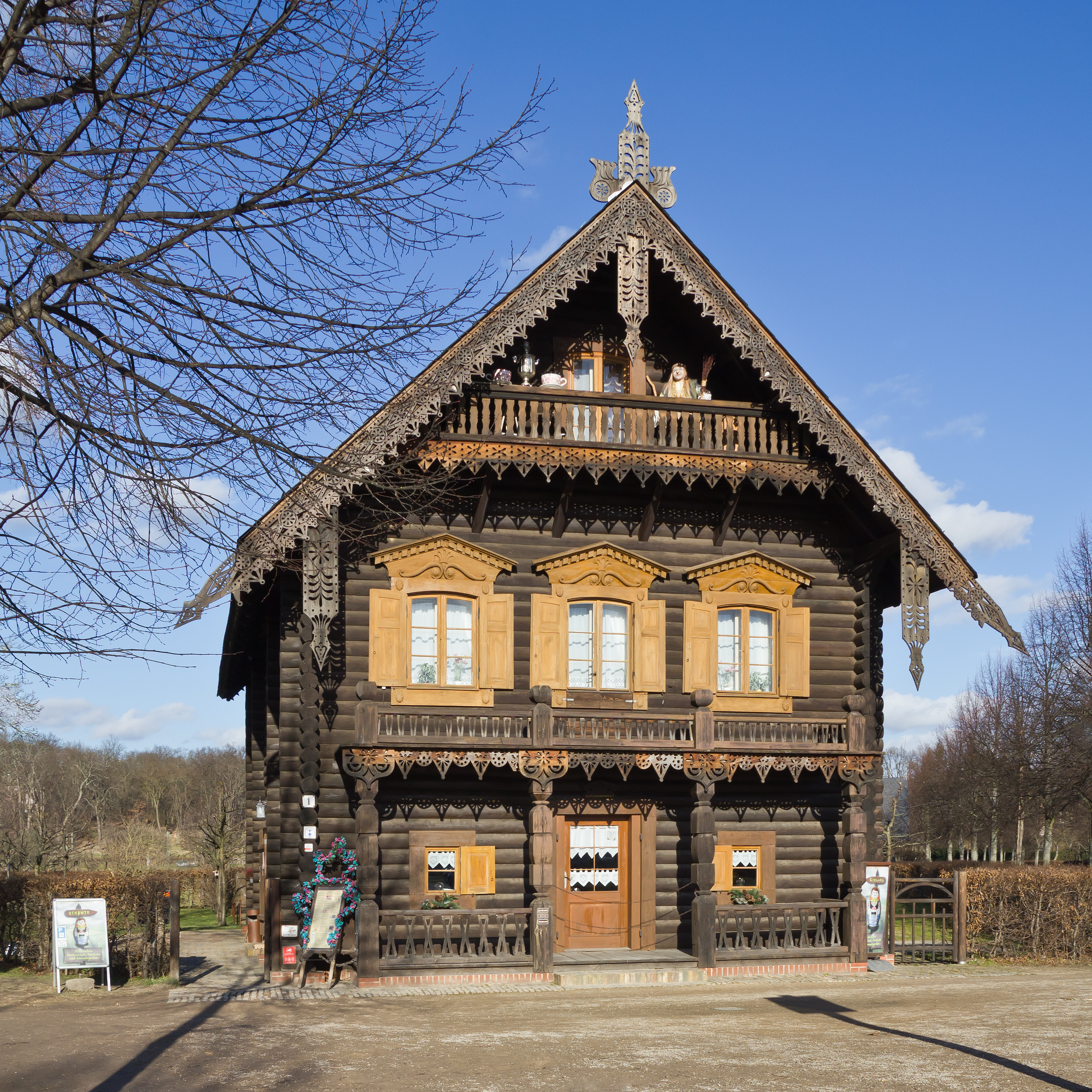
Russische Kolonie Alexandrowka

Im Norden der Stadt entstand in den Jahren 1826/1827 die russische Kolonie Alexandrowka für die letzten zwölf russischen Sänger eines Chores. Peter Joseph Lenné gab der Anlage die Form eines Hippodroms mit eingelegtem Andreaskreuz. Durch die verwandtschaftlichen und freundschaftlichen Beziehungen zwischen den Häusern Hohenzollern und Romanow wurde die Kolonie als Denkmal der Erinnerung nach dem 1825 verstorbenen Zar Alexander I. benannt. Die Siedlung besteht aus insgesamt dreizehn Fachwerkhäusern. Die Außenwände der freistehenden ein- und zweigeschossigen Giebelhäuser sind mit halbrunden Baumstämmen verkleidet und erinnern an russische Blockhäuser. Die für die Kolonisten erbaute russisch-orthodoxe Alexander-Newski-Gedächtniskirche steht in der Nähe auf dem Kapellenberg.

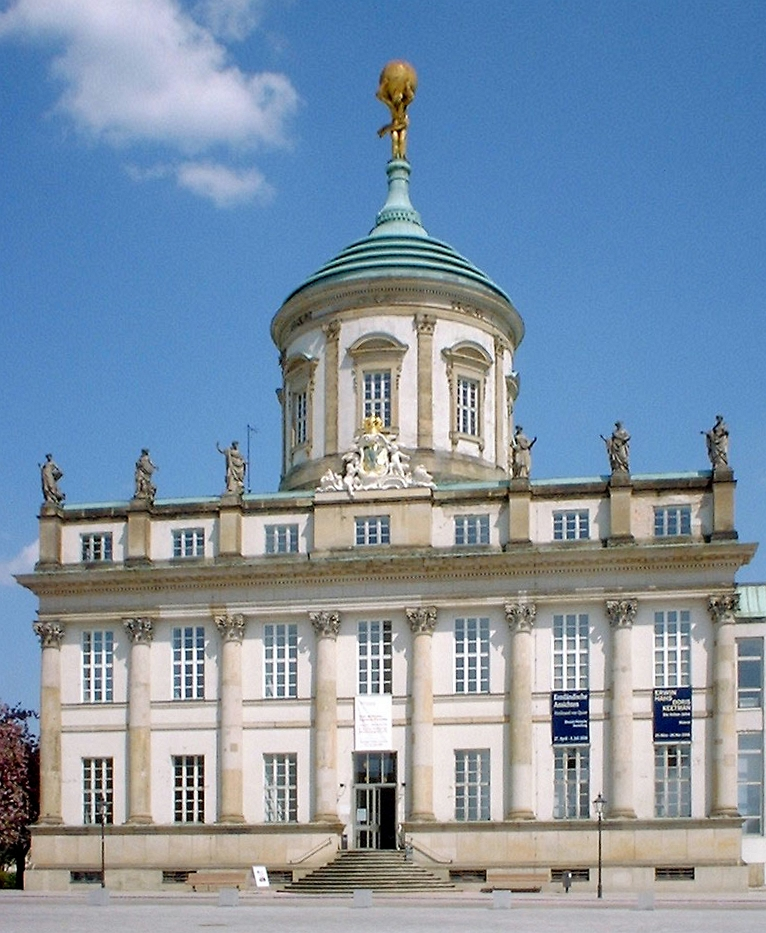
Altes Rathaus mit Atlasstatue

Der Alte Markt ist das historische Zentrum der Stadt. Hier wurden einst die Bauten des Stadtschlosses mit Marstall und Lustgarten, der Nikolaikirche, des Alten Rathauses und des Palasts Barberini errichtet. Während der DDR-Zeit entstanden hier zusätzlich ein markantes Hotelhochhaus. Das zerstörte Stadtschloss hinterließ in dieser Zeit eine große Stadtlücke, die aber durch dessen Wiederaufbau, durch den wiedererrichteten Palast Barberini und das neu erbaute Humboldt Quartier wieder geschlossen werden konnte. Auch eine neue Bittschriftenlinde steht wieder inmitten dieses Ensembles.

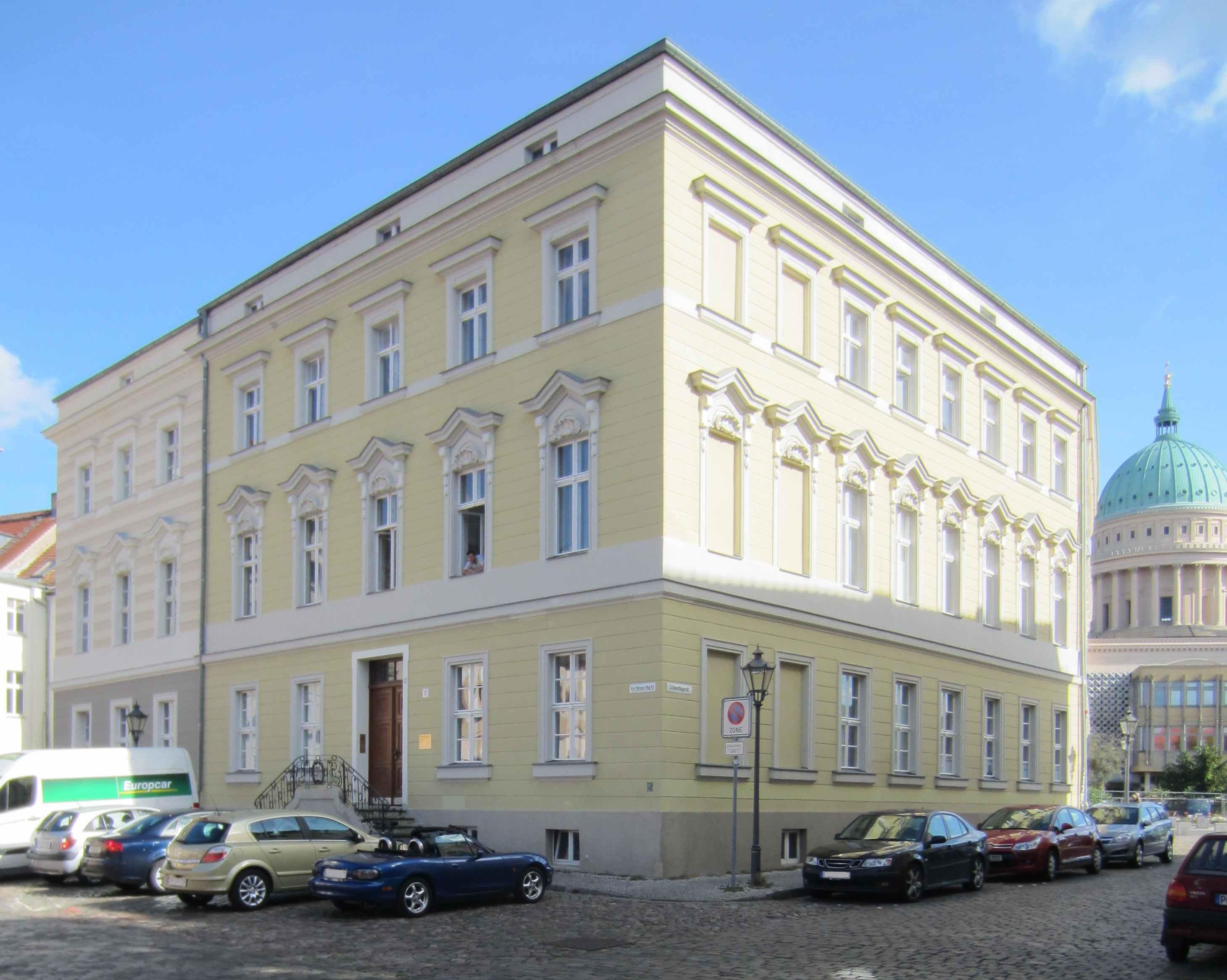
Neuer Markt

Der Neue Markt aus dem 17. und 18. Jahrhundert ist einer der besterhaltenen Barockplätze Europas. In seiner Mitte errichtete Jan Boumann die Ratswaage. Im Südwesten des Platzes steht der ehemalige Kutschstall, in dem sich das Haus der Brandenburg-Preußischen Geschichte befindet. Das Kabinetthaus am Neuen Markt 1 war ein Stadtpalais. In ihm wurden der spätere König Friedrich Wilhelm III. und Wilhelm von Humboldt geboren. Es befinden sich in den Gebäuden am Neuen Markt eine Reihe kultureller und wissenschaftlicher Einrichtungen. Der Neue Markt liegt versteckt hinter Häuserreihen.
Der Luisenplatz verbindet die Fußgängerzone der Brandenburger Straße mit der Allee zum Eingang des Parks Sanssouci am Grünen Gitter. Mitte des 19. Jahrhunderts wurde der Luisenplatz durch Peter Joseph Lenné gärtnerisch gestaltet und mit einem Brunnenbecken mit Fontäne in der Mitte versehen. Die Gartenanlage wich in den 1930er Jahren einem Umbau zum Parkplatz und der damit verbundenen Pflasterung. Zwischen dem Luisenplatz und der Brandenburger Straße steht seit 1770 das kleine Brandenburger Tor, ein paar Meter östlich davon die Spieluhrenskulptur von Gottfried Höfer.
Das Weberviertel Nowawes im heutigen Babelsberg mit der Friedrichskirche in seiner Mitte, ließ Friedrich der Große 1751 für böhmische Protestanten erbauen. Den Glaubensflüchtlingen gewährte er Steuer- und Religionsfreiheit. Die meist fünfachsigen Weberhäuser wurden von je zwei Familien bewohnt. Der König gab die Anweisung dort Nussbäume zu pflanzen, um das Holz für die Produktion von Gewehren zu nutzen. Ab 1780 pflanzte die Forstverwaltung außerdem Maulbeerbäume für die Seidenraupenzucht.

### Stadttore
Als Garnisonstadt verfügte Potsdam über eine Stadtmauer, die aber nicht der Befestigung diente, sondern vor allem die Desertion der Soldaten und den Warenschmuggel verhindern sollte. Die Stadtmauer verband die Stadttore, von denen noch drei erhalten sind: das Brandenburger Tor, das Nauener Tor und das Jägertor. Die Grenze der sogenannten Accise- und Desertations-Communikation wurde erst im Jahr 1718 unter Friedrich Wilhelm I. erbaut. Es sind nur wenige Reste der Stadtmauern erhalten. Drei Stadttore sind nicht mehr erhalten. Das Teltower Tor stand an der südöstlichen Seite der Langen Brücke. Das ehemalige Berliner Tor wurde 1951, mit dem Willen des „sozialistischen Stadtumbaus“, fast vollständig abgerissen. Erhalten blieb nur eine Seitenwand. Vom Neustädter Tor ist nur noch ein einzelner Obelisk erhalten geblieben. Auch dieses Tor musste dem „sozialistischen Stadtumbau“ weichen. Der erhalten gebliebene Obelisk ist, nicht an originaler Position und unvollständig, 1981 rekonstruiert worden.

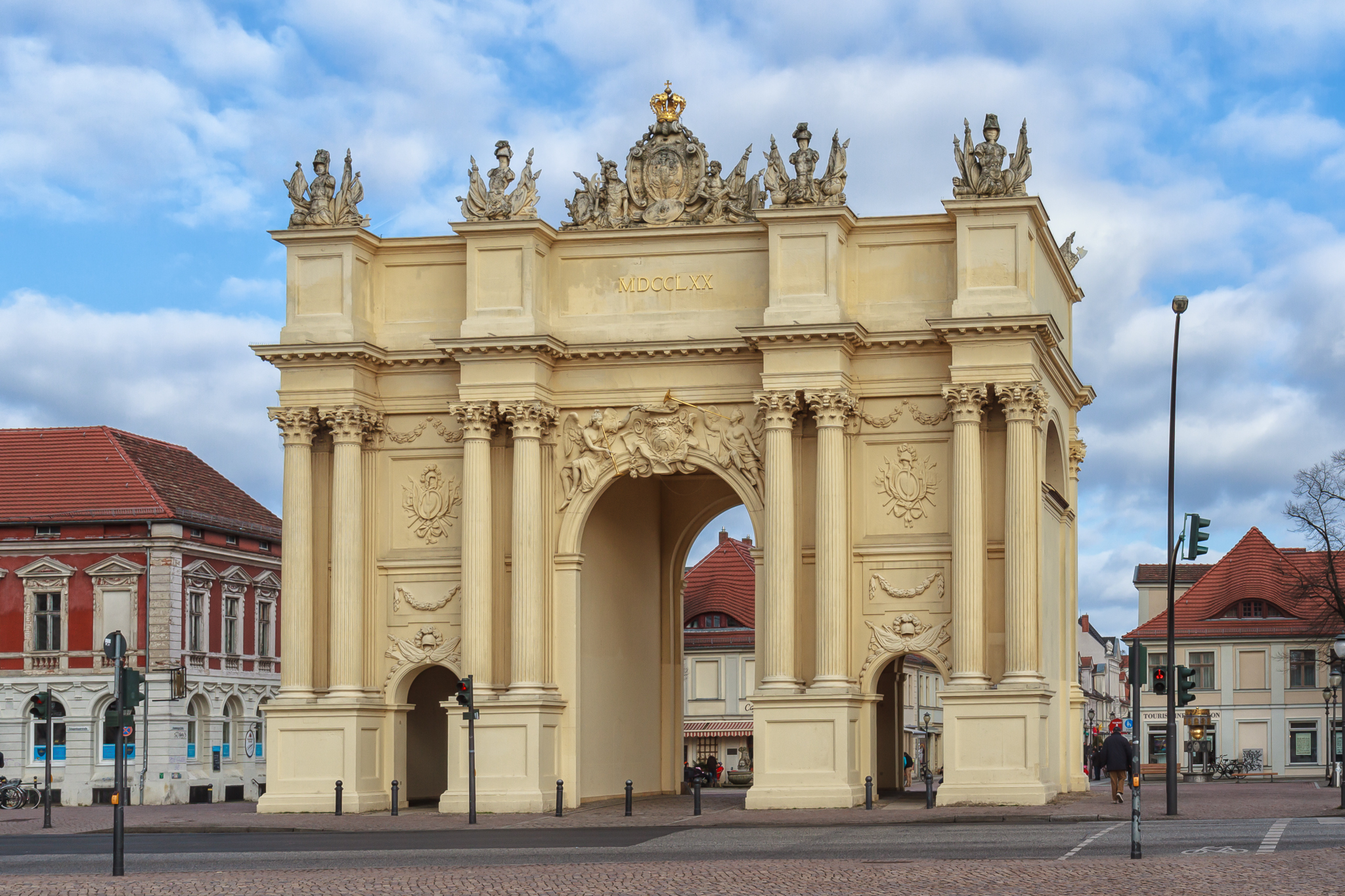
Das Brandenburger Tor in Potsdam

Das Brandenburger Tor, nicht zu verwechseln mit dem gleichnamigen Berliner Wahrzeichen, wurde 1770 errichtet. Nach dem Ende des Siebenjährigen Krieges wurde das ursprüngliche Tor abgetragen und durch einen monumentalen Neubau als Zeichen des Sieges ersetzt. Als Vorbild diente auf Anweisung Friedrichs II. unter anderem der Konstantinsbogen in Rom. Das Tor hat zwei Baumeister und daher auch zwei Gesichter. Carl von Gontard entwarf die Stadtseite, sein Schüler Georg Christian Unger übernahm die Feldseite.
Das älteste erhalten gebliebene Tor ist das Jägertor. Es wurde 1733 errichtet und bildete einen der Ausgänge nach Norden. Seinen Namen erhielt es nach dem vor der Stadt liegenden kurfürstlichen Jägerhof. Architrav und Bekrönung bestehen aus Sandstein, während die rustizierten Pfeiler aus verputztem Ziegelmauerwerk errichtet wurden.
Das wesentlich größere Nauener Tor stammt aus dem Jahr 1755 und entstand auf direkte Anordnung Friedrichs II. Ob dieser damit eines der ersten Beispiele der von England ausgehenden Neogotik auf dem europäischen Kontinent schaffen, oder an „sein“ Schloss Rheinsberg erinnern wollte, ist unklar. Der Platz vor dem Nauener Tor ist mit vielen Cafés, Restaurants und Bars ein Treffpunkt der Potsdamer und deren Gäste. Direkt hindurch führt eine Straßenbahnlinie.

## Kultur

### Historie

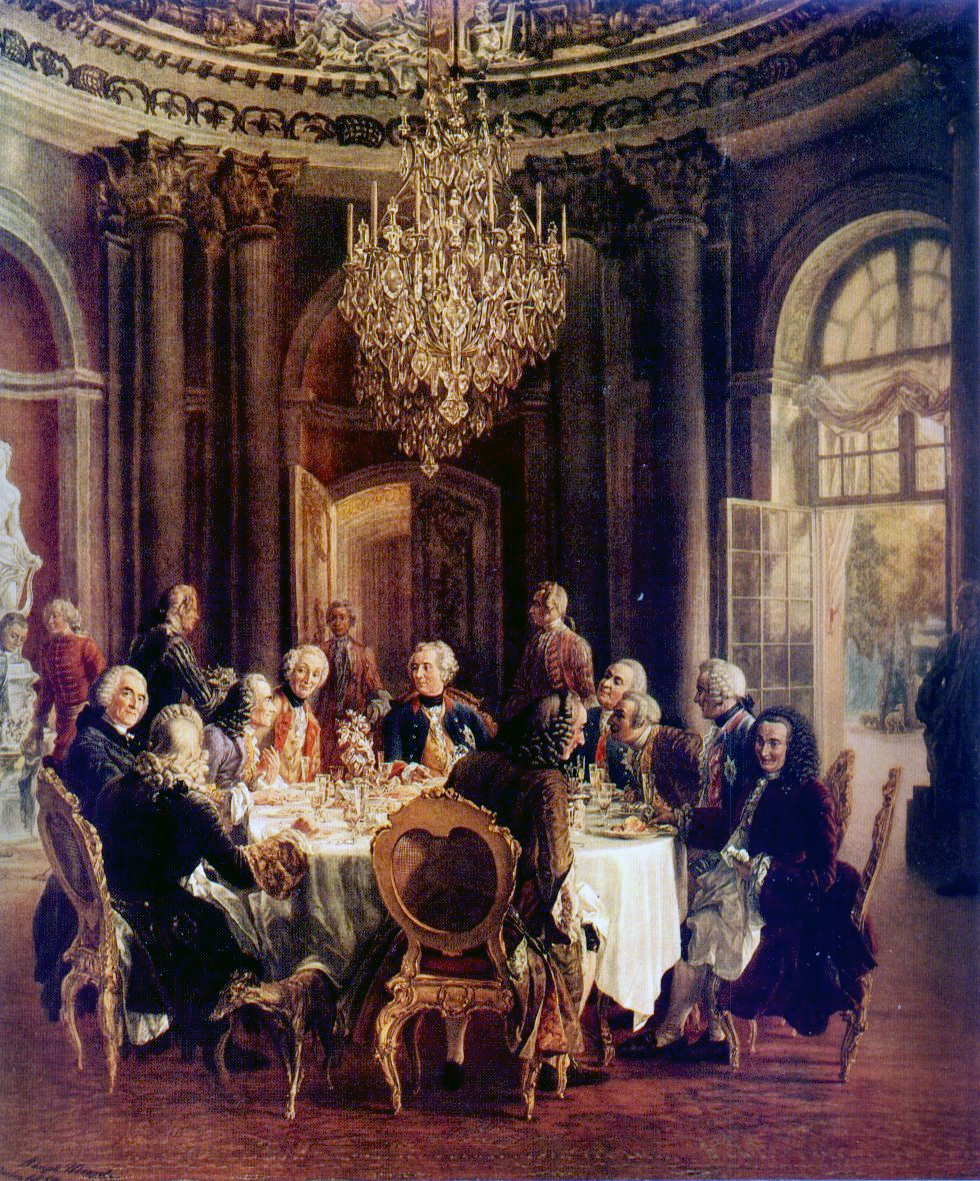
Die Tafelrunde in Sanssouci. Friedrich lauscht Voltaire
Gemälde: Adolph von Menzel, 1850

Aus der Zeit der ersten Besiedelung bis zum Mittelalter sind nur wenige kulturelle Spuren erhalten geblieben. Bei Ausgrabungen am Alten Markt wurden die Reste einer slawischen Burg und weniger Häuser gefunden. Auch nach der deutschen Eroberung blieb Potsdam eine kleine Stadt mit lokalem Handwerk. Ein kultureller Aufschwung ging einher mit dem Aufbau als zweite Residenzstadt durch den Großen Kurfürsten Friedrich Wilhelm ab dem 17. Jahrhundert. Zu den ältesten erhaltenen Gebäuden zählt deshalb der Marstall des Stadtschlosses aus dem Jahr 1669.
Die Zuwanderung von gut ausgebildeten französischen Hugenotten förderte ab 1685 die kulturelle Entfaltung in Brandenburg und Preußen. In der Stadt Potsdam wurde ein französisches Viertel errichtet. Aus dieser Zeit erhalten blieb die Französische Kirche.
Potsdam entwickelte sich neben Berlin zu einem kulturellen Zentrum in Preußen. Friedrich der Große schätzte die Gedanken der Aufklärung und förderte die Wissenschaft und Kunst. So beendete er als erster in Europa die Zensur für nichtpolitische Teile der Zeitungen und stellte fest, dass „Gazetten wenn sie interreßant seyn sollten nicht geniret werden müsten“. Der bedeutende Philosoph der Aufklärung Voltaire wurde auf Wunsch des Königs 1750 an den Hof von Sanssouci eingeladen und blieb bis 1757.
Nach 1945 wurde Potsdam ein Zentrum der Kultur und Wissenschaft der DDR, deren sozialistische Staatsregierung allen Bürgern Zugang zum kulturellen und gesellschaftlichen Leben ermöglichen wollte. Laut Programm sollte die Gesellschaft nach dem Vorbild der UdSSR erzogen werden. In allen Bereichen der Gesellschaft sollte Ausbeutung und Profitstreben beendet werden. Historische Gebäude und Traditionen wurden vernachlässigt.
Nach der Wiedervereinigung Deutschlands im Jahr 1990 entwickelte sich das kulturelle Leben in Potsdam nach anfänglichem Zögern dynamisch voran. Dabei wirkte die Nähe zur Kulturmetropole Berlin belebend. Das zunehmende Interesse an der Stadt führte zu zahlreichen Wiederaufbauinitiativen, die auch durch ein ausgeprägtes Mäzenatentum ihren Ausdruck fanden. So konnte sich die Kulturlandschaft stetig weiterentwickeln.

### Film

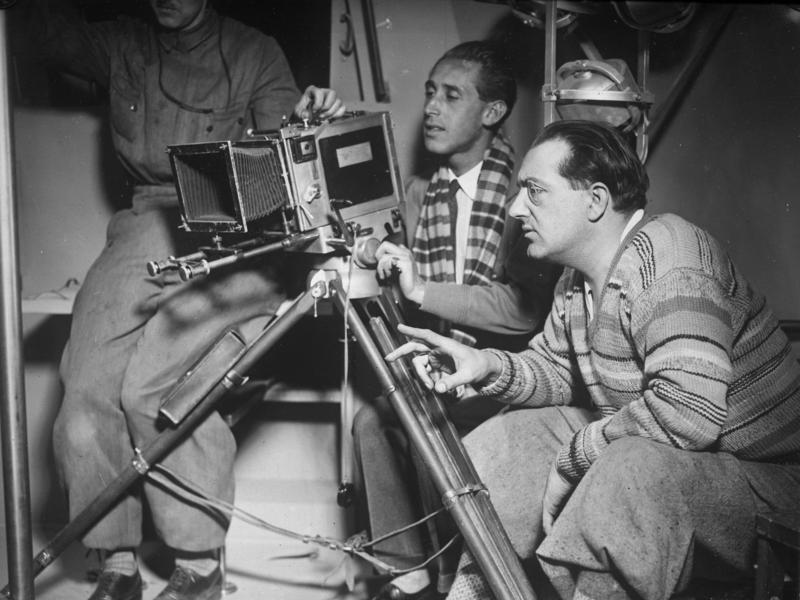
Filmregisseur Fritz Lang (r.) bei Dreharbeiten, 1929

Potsdam ist seit der Weimarer Zeit eines der bedeutendsten Filmzentren in Deutschland und in der Welt. Die UFA produzierte dort Werke der Filmgeschichte wie etwa Metropolis, Melodie des Herzens, Der blaue Engel oder Die Feuerzangenbowle. Die DEFA stellte später Filme wie Der Untertan, Spur der Steine oder Die Legende von Paul und Paula her.
Seit dem späten 20. Jahrhundert widmen sich die Filmstudios in Babelsberg und zahlreiche Filmproduktionsfirmen mit Sitz in Potsdam vor allem nationalen und internationalen Kino-, Serien- und Fernsehproduktionen wie Gute Zeiten, schlechte Zeiten, Sonnenallee, Wege zum Glück, Dark oder Babylon Berlin.
Durch die hohe Anzahl der in Potsdam beheimateten Filmunternehmen hat sich der Standort zu einem Zentrum der Popkultur in Europa entwickelt.

### Museen und Sammlungen

Der ungläubige Thomas von Caravaggio in der Bildergalerie

Die Potsdamer Museen decken eine breite Themenvielfalt ab. Die Stadt verfügt über eine Vielfalt an Bildender Kunst in Form von Gemälden und Skulpturen.
Die Hauptwerke sind in den Schlössern oder Museen zu besichtigen. Die Gemälde verteilen sich vor allem auf die Bildergalerie. Die Bildergalerie wurde auf Wunsch des Königs Friedrich II. in den Jahren 1755 bis 1764 erbaut. Sie befindet sich östlich des Schlosses Sanssouci und ist der älteste erhaltene freistehende fürstliche Museumsbau in Deutschland. Der Galeriesaal ist prachtvoll gestaltet mit reich vergoldeter Ornamentik an der leicht gewölbten Decke. Der Schwerpunkt der Ausstellung liegt auf Gemälden des Barock, des Manierismus und der Renaissance. Berühmte italienische und flämische Maler wie Peter Paul Rubens, Anthonis van Dyck, Antoine Watteau und Caravaggio sind mit ihren Werken vertreten.
Das Naturkundemuseum Potsdam hat mehr als 220.000 Objekte zur Tierwelt Brandenburgs zusammengetragen. Das Museum ist im ehemaligen Ständehaus der Zauche untergebracht. Es wurde 1770 nach Plänen von Georg Christian Unger erbaut und gehört zu einem Ensemble mit dem Großen Militärwaisenhaus in der Innenstadt.
Das Potsdam Museum – Forum für Kunst und Geschichte am Alten Markt bietet eine Dauerausstellung zur Stadtgeschichte sowie Sonderausstellungen. Es befindet sich im Alten Rathaus, das durch ein modernes Gebäude mit dem Knobelsdorffhaus verbunden ist. Die Nowaweser Weberstube im Weberviertel zeigt die wechselhafte Geschichte der Weberkolonie Nowawes im heutigen Stadtteil Babelsberg.
Neben den bestehenden Museumshäusern erweiterten in den letzten Jahren einige Neugründungen die Museumslandschaft. Dazu zählt das Haus der Brandenburgisch-Preußischen Geschichte, das 2003 gegründet wurde. Das 1981 gegründete Filmmuseum Potsdam im Marstall am Alten Markt zeigt die Entwicklung der Filmgeschichte mit Betonung auf den Standort der Filmstudios in Babelsberg.
Das 2017 im wiederaufgebauten Palast Barberini eröffnete Museum Barberini präsentiert ausgehend von der Kunstsammlung der Hasso Plattner Foundation wechselnde Ausstellungen mit Leihgaben aus internationalen Museen und Privatsammlungen. Das ebenfalls von der Hasso-Plattner-Stiftung betriebene Kunsthaus Das Minsk präsentiert Kunst aus der DDR und Künstler der Gegenwart.
Im wiedererrichteten Turm der Garnisonkirche gibt es eine Ausstellung zur Geschichte des Ortes.
Weitere Museen umfassen die Gedenkstätte zum Attentat vom 20. Juli 1944 im Ministerium für Stadtentwicklung, Wohnen und Verkehr in der Henning-von-Treskow-Straße und die Gedenkstätte Lindenstraße 54/55 im ehemaligen Untersuchungsgefängnis der DDR-Staatssicherheit (MfS) mitten im Zentrum der Stadt. Auf dem Hof der weitgehend originalgetreu erhaltenen Stasi-Untersuchungshaftanstalt ist seit einigen Jahren eine Plastik von Wieland Förster aufgestellt. Das Jan Bouman Haus präsentiert die Geschichte und Architektur des Holländischen Viertels. Die Gedenk- und Begegnungsstätte im ehemaligen KGB-Gefängnis Potsdam dokumentiert die Geschichte des KGB in der DDR.
Im Museum FLUXUS+ in der Schiffbauergasse, einem Museum für moderne Kunst, sind unter anderem Werke von Wolf Vostell, Emmett Williams, Christo, Niki de Saint Phalle zu sehen. Auf dem rbb-Gelände in Babelsberg befindet sich ein Standort des Deutschen Rundfunkarchivs (DRA).
Am Park Sanssouci befindet sich das Mühlenmuseum in der Historischen Mühle, mit mühlenkundlicher Ausstellung und praktischer Darstellung des Mahlvorgangs.
Kai Desinger öffnete im April 2012 mit der Garage du Pont eine Mischung aus Restaurant und Automuseum. In den Räumen einer ehemaligen Tankstelle sind einige alte Autos ausgestellt, wobei der Schwerpunkt bei französischen Klassikern liegt. Ende 2019 wurde der Betrieb vorübergehend eingestellt. Im Juni 2020 wurde über die Wiedereröffnung berichtet.

### Theater und Musik

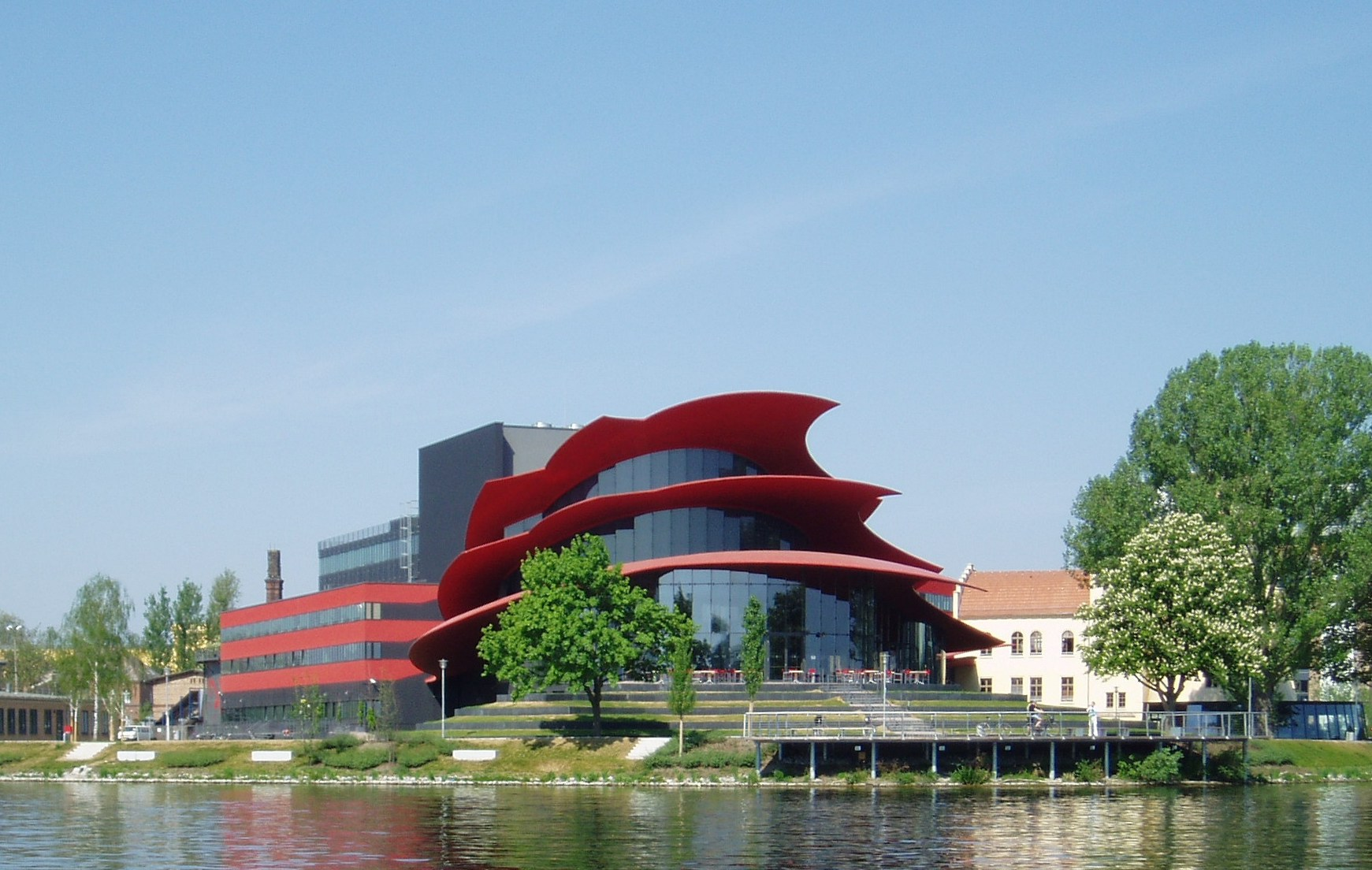
Theaterhaus am Tiefen See

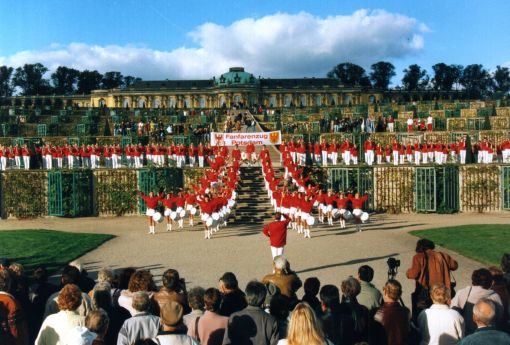
Fanfarenzug Potsdam

Seit 2006 ist das Hans-Otto-Theater in der Schiffbauergasse mit seiner neuen Hauptspielstätte beheimatet. Das Ensemble spielt aber auch im historischen Rokokotheater im Neuen Palais, welches zu den schönsten erhaltenen Theaterräumen des 18. Jahrhunderts zählt. Es nimmt die beiden oberen Stockwerke des Südflügels ein.
Es gibt mehrere Orchester in Potsdam: die Kammerakademie Potsdam (bestehend aus dem Ensemble Oriol und dem Persius-Ensemble), das Collegium musicum Potsdam, das Neue Kammerorchester Potsdam (als ein Ensemble der Musik an der Erlöserkirche), das Junge Orchester Potsdam und das Jugendsinfonieorchester. Das Deutsche Filmorchester Babelsberg ist das einzige professionelle Orchester für Filmmusik in Deutschland. Der Nikolaisaal wurde als Konzert- und Veranstaltungshaus 2000 neu eröffnet; die Kammerakademie Potsdam ist das Hausorchester des Nikolaisaals.
Der SG Fanfarenzug Potsdam e. V. ist ein Fanfarenorchester aus Brandenburg, das auf dem Gebiet der reinen Naturfanfarenmusik aufgrund seiner zahlreichen Auszeichnungen international bekannt wurde. Der Fanfarenzug zieht regelmäßig musizierend durch Potsdam.
Bekannte Bands aus Potsdam sind u. a. Ruffians, Subway to Sally oder Krogmann. Musikalische Festivals und Partys, finden im Lindenpark und im Bahnhof Potsdam Pirschheide statt. Daneben haben sich diverse Clubs und Tanzbars etabliert.

### Szene und Gastronomie

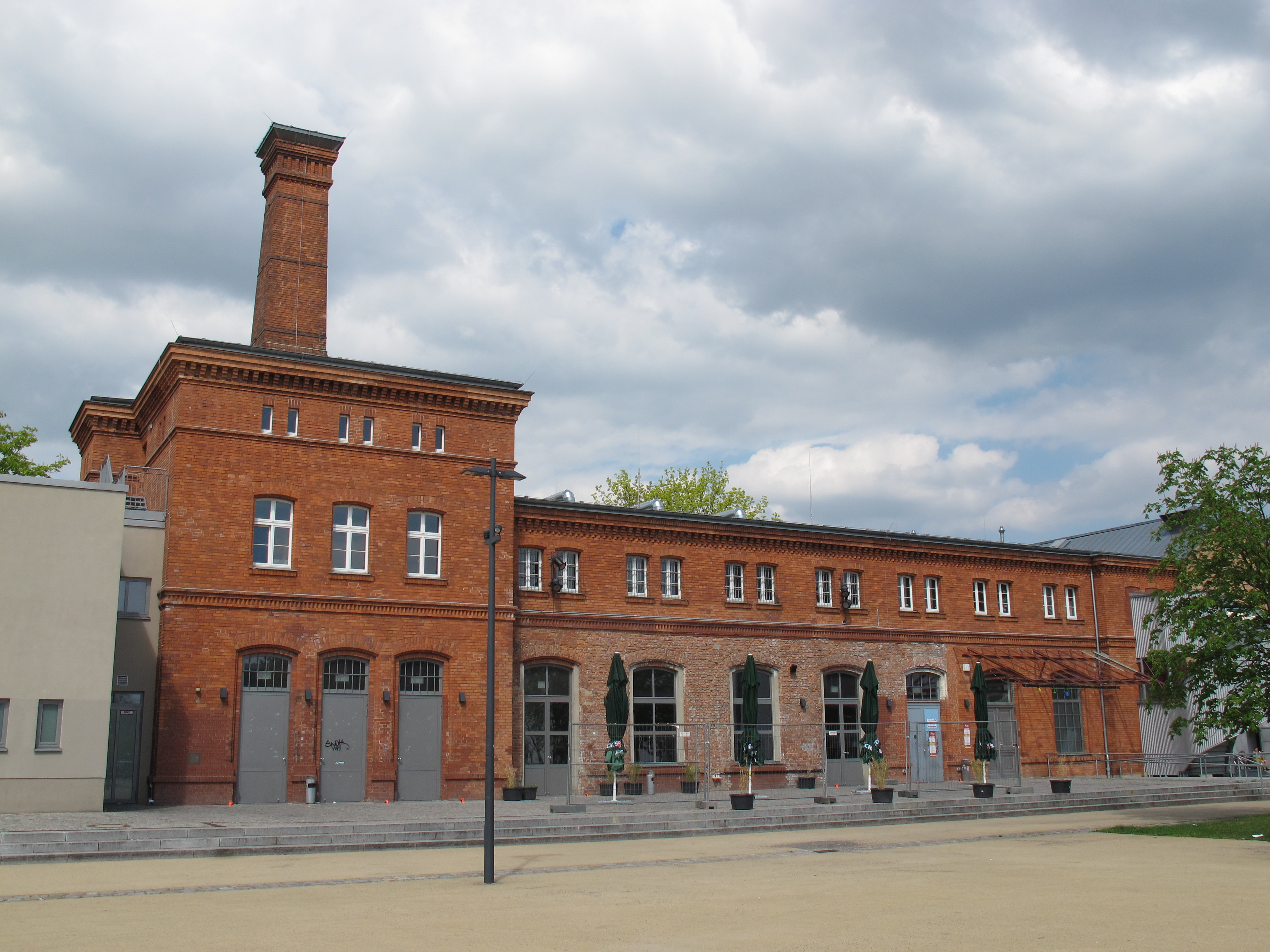
Waschhaus, Schiffbauergasse

Seit den 1990er Jahren entwickelte sich das Gebiet um die Schiffbauergasse in der Berliner Vorstadt, auf dem John B. Humphreys im 19. Jahrhundert Raddampfer baute, zum populären Kulturzentrum in Potsdam. Vor Kultureinrichtungen wie die fabrik Potsdam, das T-Werk, der Kunstraum Potsdam, die Schinkelhalle und das Waschhaus liegt dort das Theaterschiff Potsdam, wo sich der Tiefe See wieder zur Havel verengt.
In der Innenstadt Potsdams befinden sich außerdem seit 2019 zwei Restaurants, die mit je einem Stern im Guide Michelin geführt werden.

### Sport und Freizeit
Der Olympiastützpunkt Potsdam ist eine sportart- und länderübergreifende Beratungs- und Betreuungseinrichtung für den Spitzen- und Nachwuchsleistungssport in Verbindung mit der Sportschule „Friedrich Ludwig Jahn“. Die Schule trägt den offiziellen Titel Eliteschule des Sports, der ihr 2006 vom Deutschen Olympischen Sportbund verliehen wurde. Die Schule und der Olympiastützpunkt liegen am Ufer des Templiner Sees, neben der Potsdamer Ruder-Gesellschaft und dem Brandenburgischen Schwimmzentrum, das seit 2017 auch Bundesstützpunkt Schwimmen des Deutschen Olympischen Sportbunds ist.
2021 hatte sich die Stadt als Host Town für die Gestaltung eines viertägigen Programms für eine internationale Delegation der Special Olympics World Summer Games 2023 in Berlin beworben. 2022 war die Stadt als Gastgeber für Special Olympics Australien ausgewählt worden. Damit wurde Potsdam Teil des größten kommunalen Inklusionsprojekts in der Geschichte der Bundesrepublik mit mehr als 200 Host Towns.

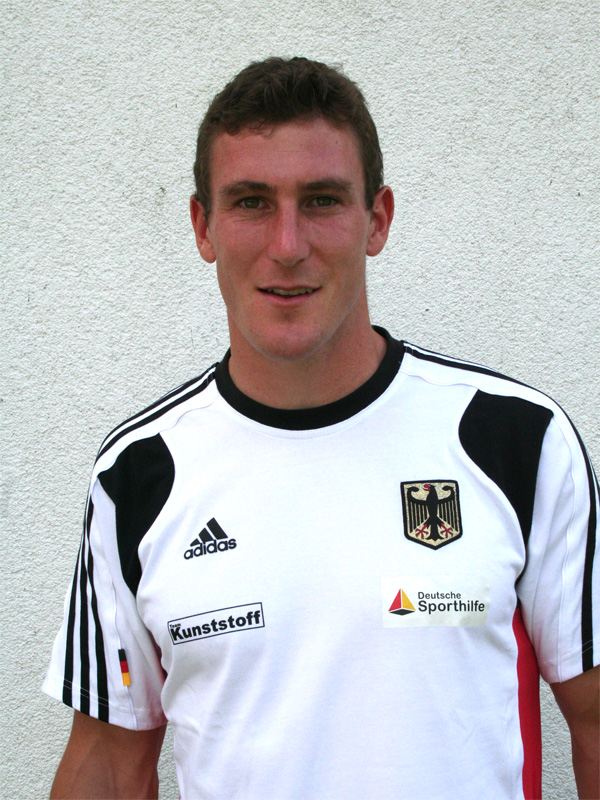
Sebastian Brendel vom KC Potsdam, Doppel-Olympiasieger von 2016

In Potsdam sind rund 130 Sportvereine mit insgesamt fast 20.000 Mitgliedern ansässig. Der SC Potsdam ist der mitgliederreichste Verein in der Stadt und im Land Brandenburg. Der 1. FFC Turbine Potsdam gehört zu den erfolgreichsten Vereinen im deutschen Damenfußball. Während seiner Erstligazeit wurde der Verein in den Jahren 2004–2012 sechsmal Deutscher Meister und konnte dreimal den DFB-Pokal gewinnen. Im Jahr 2005 konnte der UEFA Women’s Cup gewonnen werden und 2010 wurde der 1. FFC Turbine erster Gewinner der neu eingeführten UEFA Women’s Champions League. Die Herren-Mannschaft des SV Babelsberg 03 beziehungsweise die BSG Motor Babelsberg spielte sowohl in der DDR-Liga und 2. Bundesliga, der jeweils zweithöchsten Spielklasse. Seit der Saison 2018/19 spielt der Verein in der Regionalliga.

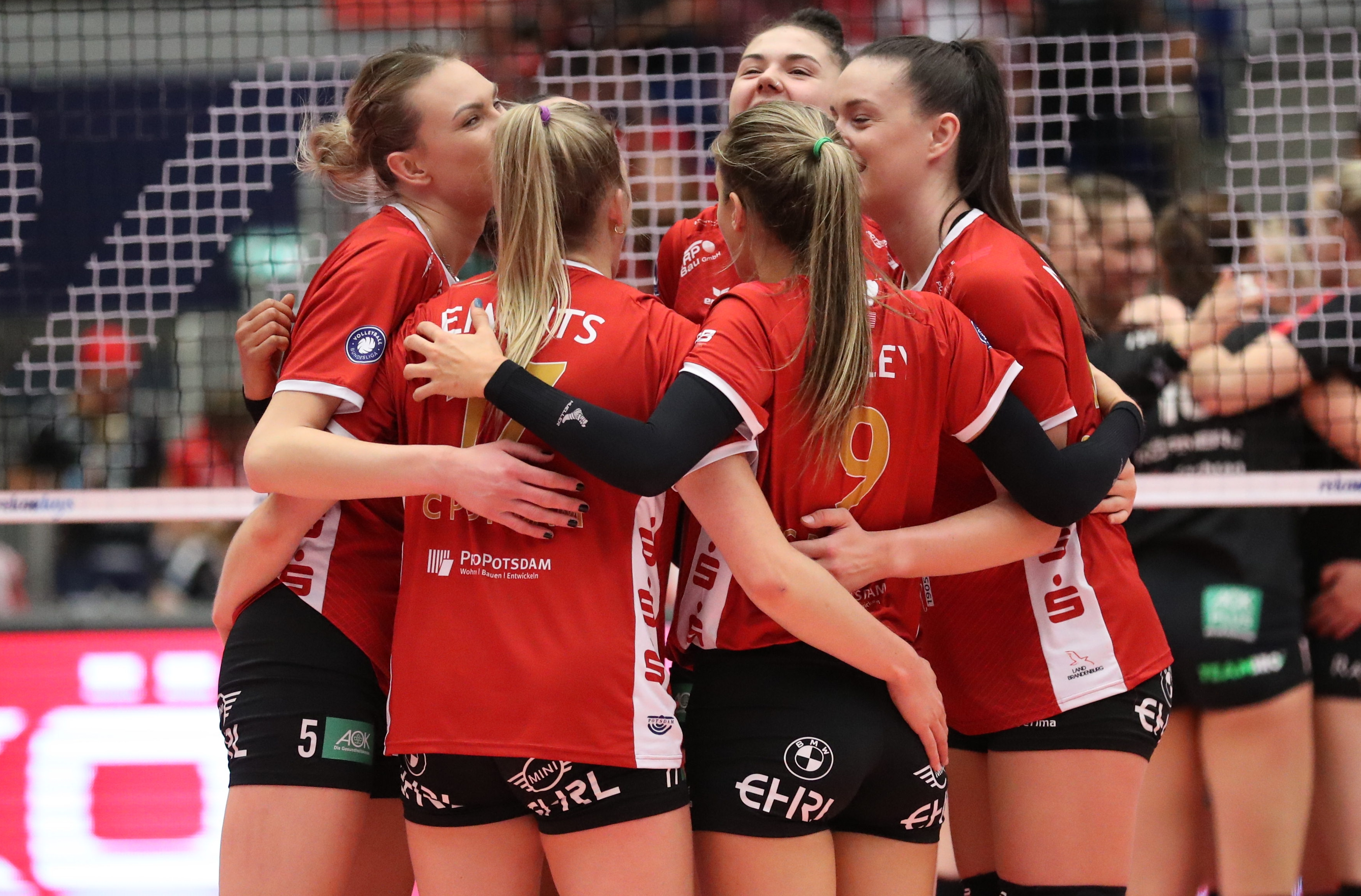
Volleyballerinnen des SC Potsdam, dem mitgliederstärksten Verein der Stadt.

Der Kanu-Club Potsdam zählt zu den erfolgreichsten Kanurennsportvereinen der Welt und hat bereits zahlreiche Olympiasieger und Weltmeister hervorgebracht. Im Volleyball spielt der SC Potsdam in der ersten Bundesliga der Frauen. Die Wasserballer des OSC Potsdam spielen in der Deutschen Wasserball-Liga, der 1. Bundesliga. Der USV Potsdam war mehrere Spielzeiten in der 1. Rugby-Bundesliga vertreten.
Mit den Potsdam Royals spielt seit 2018 eine American-Football-Mannschaft aus der Stadt in der höchsten deutschen Liga. Sie wurde 2023 und 2024 Deutscher Meister. Im Judo kämpft der UJKC Potsdam bei den Herren in der 1. Bundesliga. Die Damen wurden 2005, 2007 und 2008 Deutsche Mannschaftsmeister.
Die Gewichtheber des AC Potsdam treten ab der Saison 2022/23 erneut in der 1. Bundesliga an. Im Triathlon ist Triathlon Potsdam sowohl bei den Herren als auch bei den Damen mit je einem Team in der 1. Bundesliga vertreten.
Jährlich im April wird in Potsdam auf einem Rundkurs mit Start und Ziel auf der Glienicker Brücke einer der wenigen Drittelmarathon-Läufe in Deutschland ausgetragen.
Die bedeutendsten Sportstätten in der Stadt sind das Karl-Liebknecht-Stadion mit einer Zuschauerkapazität von 10.787 Plätzen Heimspielstätte des SV Babelsberg 03, des 1. FFC Turbine Potsdam und der Potsdam Royals, das Stadion am Luftschiffhafen, die MBS Arena Potsdam und die Schwimmhalle im Blu-Bad.
Seit 2008 gibt es auf dem Telegrafenberg mit dem Abenteuerpark Potsdam den größten Kletterwald Brandenburgs. Auf sieben Parcours mit 115 Elementen, darunter einer 200 Meter langen Seilrutsche, können sich Kletterer bis zu zwölf Metern hoch hinaus wagen.

### Veranstaltungen

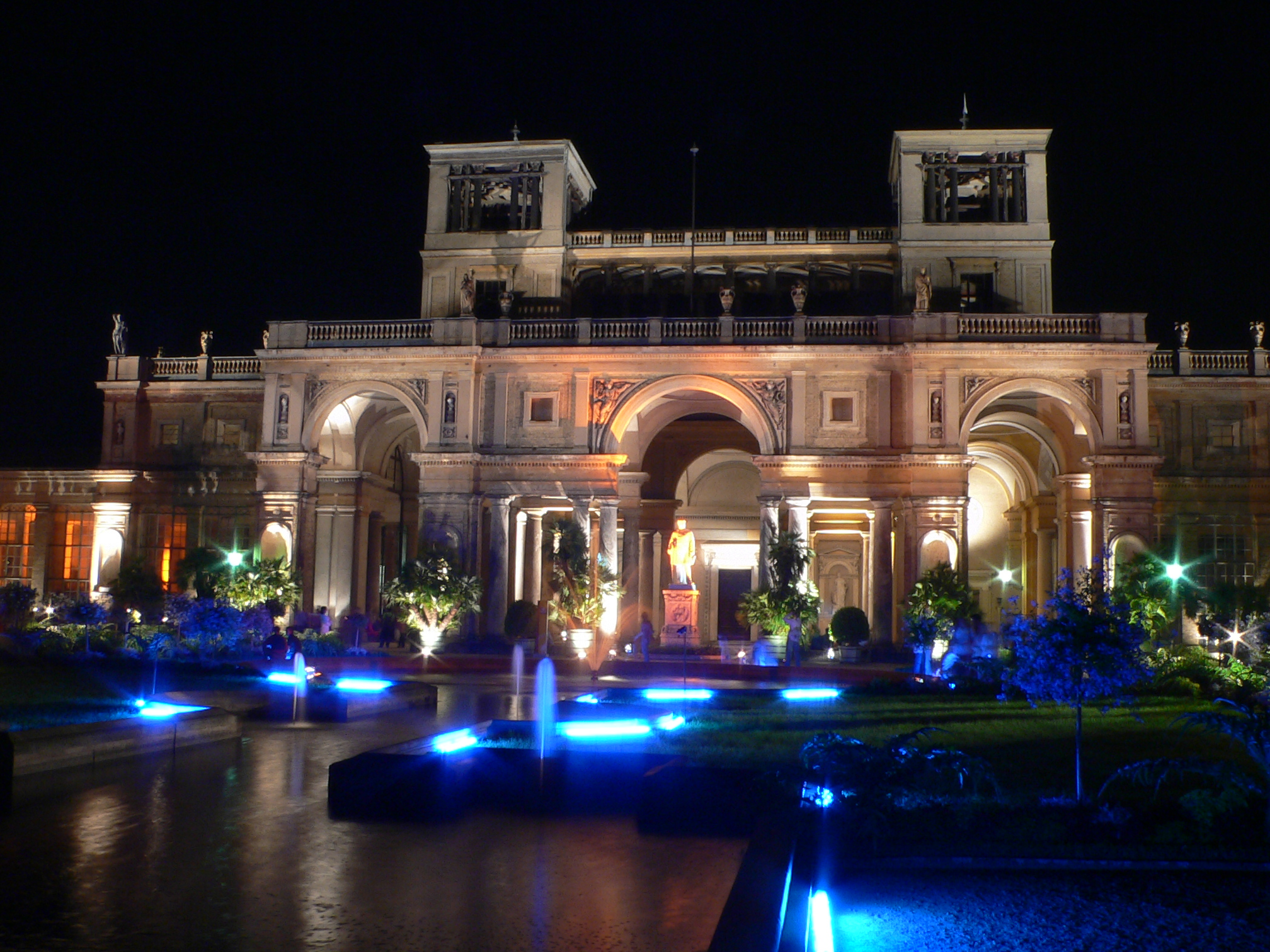
Orangerieschloss von Sanssouci während der Potsdamer Schlössernacht

Die alljährliche Potsdamer Schlössernacht findet in den verschiedenen Schlössern und Parks statt. Sie öffnet zur abendlichen Stunde ihre Tore und bietet Einblicke in die Räumlichkeiten. Hunderte Künstler treten zu der Veranstaltung in den Parkanlagen auf.
Außerdem werden jährlich das Internationale Filmfest Potsdam sowie die Sehsüchte, das größte internationale Studentenfilmfestival Europas, abgehalten. Im Holländischen Viertel finden jahreszeitlich der Weihnachtsmarkt Sinterklaas und das Tulpenfest nach niederländischem Brauch statt. Darüber hinaus haben sich zahlreiche weitere Veranstaltungen, wie die im Mai stattfindenden Potsdamer Tanztage, das Literaturfest LIT:potsdam oder das Theaterfestival UNIDRAM, etablieren können.
Das M100 Sanssouci Colloquium ist ein jährliches internationales Medientreffen in den Schlössern und Gärten der Stadt. Der Prix Europa ist eines der größten trimedialen Festivals in Europa und ein Wettbewerb für Fernseh-, Hörfunk- und Online-Produktionen. Seit 2018 findet die Preisverleihung in Potsdam statt.

## Persönlichkeiten

### Baumeister und Landschaftskünstler
Georg Wenzeslaus von Knobelsdorff war als Baumeister beeinflusst durch den französischen Barock-Klassizismus. Mit seinen Bauten schuf er die Grundlage für das friderizianische Rokoko. Er gestaltete unter anderem das Schloss Sanssouci und das Stadtschloss. Karl Friedrich Schinkel zählt zu den herausragenden Architekten der klassizistischen Architektur des 19. Jahrhunderts. Sein erster realisierter Entwurf ist der Pomonatempel auf dem Pfingstberg. Seine bedeutendsten Werke in Potsdam sind das Schloss Charlottenhof und die Nikolaikirche. Mit dem Schloss Babelsberg entwarf er ein Gebäude im Stil der englischen Neogotik. Ludwig Persius war ein Schüler und enger Mitarbeiter Schinkels und Vertreter der Schinkelschule. Charakteristisch sind seine einfache Formensprache und Elemente der Neugotik. Zu seinen Bauwerken zählen die Heilandskirche am Port von Sacrow, die Friedenskirche und das Dampfmaschinenhaus im Park Babelsberg. Sein wohl außergewöhnlichstes Gebäude ist das Dampfmaschinenhaus im Stil einer maurischen Moschee. Jan Bouman war ein niederländischer Zuwanderer. Er leitete unter anderem den Bau des Holländischen Viertels, des Alten Rathauses, der Friedrichskirche in Babelsberg und zahlreicher Bürgerhäuser. Boumann war maßgeblich am Umbau des Potsdamer Stadtschlosses beteiligt.
Der Garten- und Landschaftskünstler Peter Joseph Lenné prägte fast ein halbes Jahrhundert die Gartenkunst in Preußen. Er gestaltete weiträumige Parkanlagen nach dem Vorbild englischer Landschaftsgärten mit vielfältigen Sichtachsen und wirkte in der Stadtplanung, indem er Grünanlagen für die Naherholung der Bevölkerung schuf. Lenné war seit 1863 Ehrenbürger der Stadt und starb 1866 in Potsdam. Fürst Hermann von Pückler-Muskau machte sich in Potsdam um die Vollendung des Parks Babelsberg verdient, dessen Gestaltung Peter Joseph Lenné begonnen hatte. Karl Foerster war ein deutscher Gärtner, Staudenzüchter und Garten-Schriftsteller. Sein Name ist verbunden mit dem Karl-Foerster-Garten in Potsdam-Bornim und dem auf seine Anregung hin nach Entwürfen seines Mitarbeiters Hermann Mattern angelegten Sicht- und Schaugarten auf der Freundschaftsinsel. Mit der Entstehung und Erhaltung der Potsdamer Gartenlandschaft beschäftigten sich zahlreiche Gartendirektoren und Hofgärtner, wie die Gartendirektoren Johann Gottlob Schulze und Ferdinand Jühlke und die Hofgärtnerfamilien Sello, Nietner und Fintelmann. Hans Kölle leitete von 1907 bis 1945 die öffentlichen Grünanlagen der Stadt, von denen er viele anlegte.

### Mit Potsdam verbunden

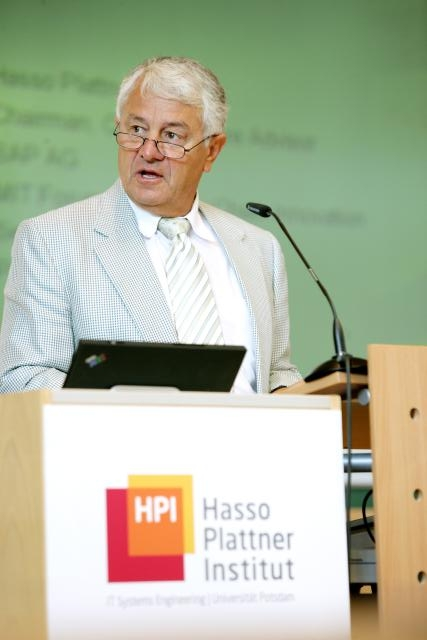
Hasso Plattner, 2010

Zu den bekannten Persönlichkeiten, die in Potsdam geboren sind, gehören u. a. Wilhelm von Humboldt, Hermann von Helmholtz, Ernst Haeckel und Peter Weiss. Der Modedesigner Wolfgang Joop, der frühere brandenburgische Ministerpräsident Matthias Platzeck, Entertainer Bürger Lars Dietrich, der mehrfache Bob-Olympiasieger Kevin Kuske und die Moderatorin Enie van de Meiklokjes zählen zu den bekannten lebenden Söhnen und Töchtern der Stadt.
Potsdam ist Wohn- und Arbeitsort weiterer Prominenter, von denen sich einige privat für die Stadt engagieren. Dazu zählen u. a. der Fernsehmoderator Günther Jauch, der Manager Mathias Döpfner, das Model Franziska Knuppe, die Eiskunstlauf-Olympiasiegerin Katarina Witt, Georg Friedrich Prinz von Preußen, die Schauspielerin Nadja Uhl und der Dirigent Christian Thielemann (Stand: 2019).
Zu den Ehrenbürgern der Stadt Potsdam gehören der Naturforscher Alexander von Humboldt (1849), der Landschaftsarchitekt Peter Joseph Lenné (1863), der Gärtner Karl Foerster (1959), der Dichter Hans Marchwitza (1960) und Hasso Plattner (2017).

### Zitate
„Daz gantze eyland muß ein paradeys werden …“

„Athen und Sparta, Feldlager und Garten Epikurs, Trompeten und Violinen, Krieg und Philosophie“

„Mein liebes Weibchen! Potsdam ist ein teurer Ort […] So musst Du Dich bei meiner Rückkehr schon mehr auf mich freuen als auf das Geld.“

| „Sein wahrer Kern ist hart und glänzend wie ein Diamant.“ – Wolfgang Joop                                                                         | | | |  |
| „Öde Kasernenstadt“ – Alexander von Humboldt: (über die hohe Militärpräsenz, um 1840)                                                             | | | |  |
| „Zur Straßenseite nicht so protzig, damit das Volk nicht unruhig wird.“ – Kaiser Wilhelm I.: über die Gestaltung des Villenviertels Neubabelsberg | | | |  |
| | | | |  |
| Zu Potsdam unter den Eichen | | | |  |
| | Zu Potsdam unter den Eichen Im hellen Mittag ein Zug Vorn eine Trommel und hinten eine Fahn’ In der Mitte einen Sarg man trug. Zu Potsdam unter den Eichen Im hundertjährigen Staub Da trugen sechse einen Sarg Mit Helm und Eichenlaub. | Und auf dem Sarge mit Mennigerot Da war geschrieben ein Reim Die Buchstaben sahen häßlich aus: „Jedem Krieger sein Heim!“ Das war zum Angedenken An manchen toten Mann Geboren in der Heimat Gefallen am Chemin des Dames. | Gekrochen einst mit Herz und Hand Dem Vaterland auf den Leim Belohnt mit dem Sarge vom Vaterland: Jedem Krieger sein Heim! So zogen sie durch Potsdam Für den Mann am Chemin des Dames Da kam die grüne Polizei Und haute sie zusamm’. |  |
| | (Bertolt Brecht 1927. Das Gedicht bezieht sich auf einen Demonstrationszug des Rot-Frontkämpferbundes 1926, ein Foto zeigt den beschriebenen Sarg)                                                                                       | | |  |